# Bruno Frank

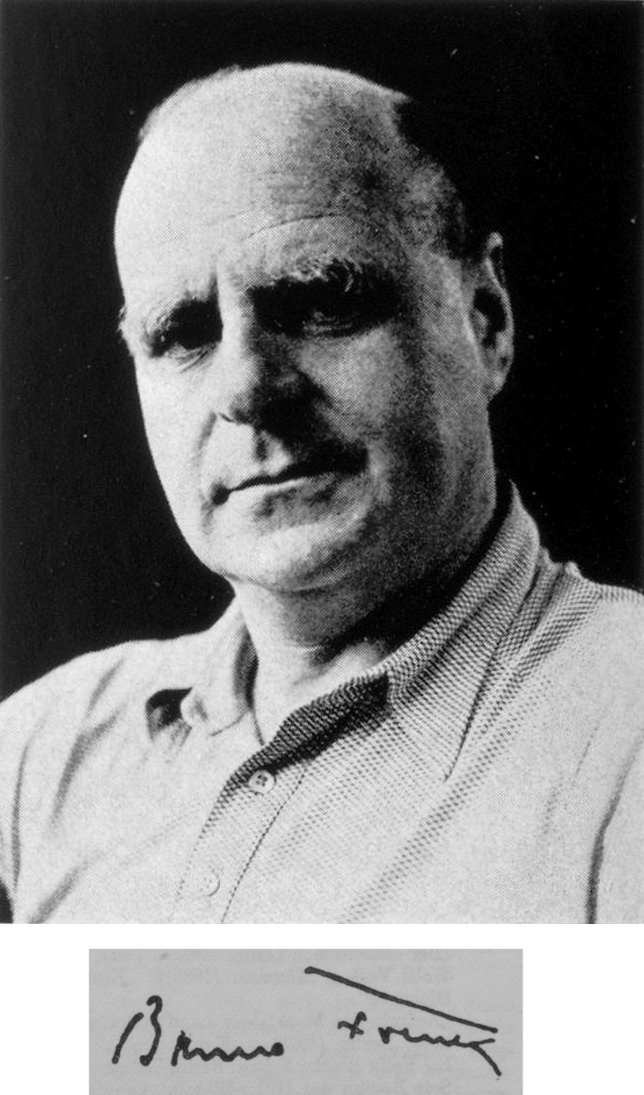
Bruno Frank in Sanary-sur-Mer, 1934. Fotografiert von Walter Bondy

Bruno Sebald Frank (* 13. Juni 1887 in Stuttgart; † 20. Juni 1945 in Beverly Hills) war ein deutscher Schriftsteller. Er bestimmte die literarische Szenerie der 1920er Jahre in Deutschland maßgeblich und war ein namhafter Exilautor. Seine bedeutendsten Werke sind die Erzählungen Tage des Königs und Trenck, die beide um Friedrich den Großen kreisen, die Politische Novelle, mit der er die deutsch-französische Aussöhnung thematisierte, die Komödie Sturm im Wasserglas und die Exilromane Cervantes, Die Tochter und Der Reisepaß. Nach dem Zweiten Weltkrieg erlebten Franks Werke eine kurze Renaissance, gerieten jedoch ab den 1990er Jahren in Vergessenheit.
Der Sohn einer reichen jüdischen Bankiersfamilie studierte nach dem humanistischen Abitur an mehreren deutschen Universitäten Jura, promovierte jedoch über ein literarisches Thema. Seine kurze Teilnahme am Ersten Weltkrieg wurde durch eine Krankheit beendet. Er trat anfänglich als Lyriker hervor, dann auch als Novellist, Erzähler, Romancier und Dramatiker. Als anerkannter Schriftsteller gehörte er in der Weimarer Republik zu den einflussreichen Köpfen im Literaturbetrieb. Ab 1916 ließ er sich ein Jahrzehnt lang in Feldafing bei München nieder, heiratete 1924 Liesl Pallenberg und zog 1926 nach München, wo er in unmittelbarer Nachbarschaft zu seinem älteren Freund Thomas Mann wohnte.
Einen Tag nach dem Reichstagsbrand 1933 verließ er in klarer Voraussicht des kommenden NS-Terrorregimes seine Heimat. Er lebte zuerst am Luganersee in der Schweiz, dann abwechselnd in Salzburg und London, zeitweise auch in Paris und Südfrankreich. 1937 emigrierte er nach Kalifornien, wo er nach dem Ende des Kriegs 1945 starb. In der Emigration kämpfte er literarisch und politisch gegen das Dritte Reich, zusammen mit vielen anderen namhaften Exilautoren, und unterstützte zusammen mit seiner Frau seine notleidenden Kollegen mit Rat, Tat und Geld.

## Leben

### Herkunft
Bruno (Sebald) Frank wurde am 13. Juni 1887 als erstes Kind von Sigismund Frank (1848–1930) und Lina Frank geb. Rothschild (1865–1960) geboren. Die Familie wohnte in einer Mietwohnung im ersten Stock eines vierstöckigen Hauses im Stuttgarter Westen in der Silberburgstraße 159. In den folgenden Jahren lebte die Familie weiterhin im Stuttgarter Westen, wechselte jedoch mehrfach die Wohnung. Ab 1892 wohnten die Franks in der Tübinger Straße 69, ab 1895 in der Johannesstraße 26 und ab 1902 in einem eigenen Haus in der Forststraße 68.

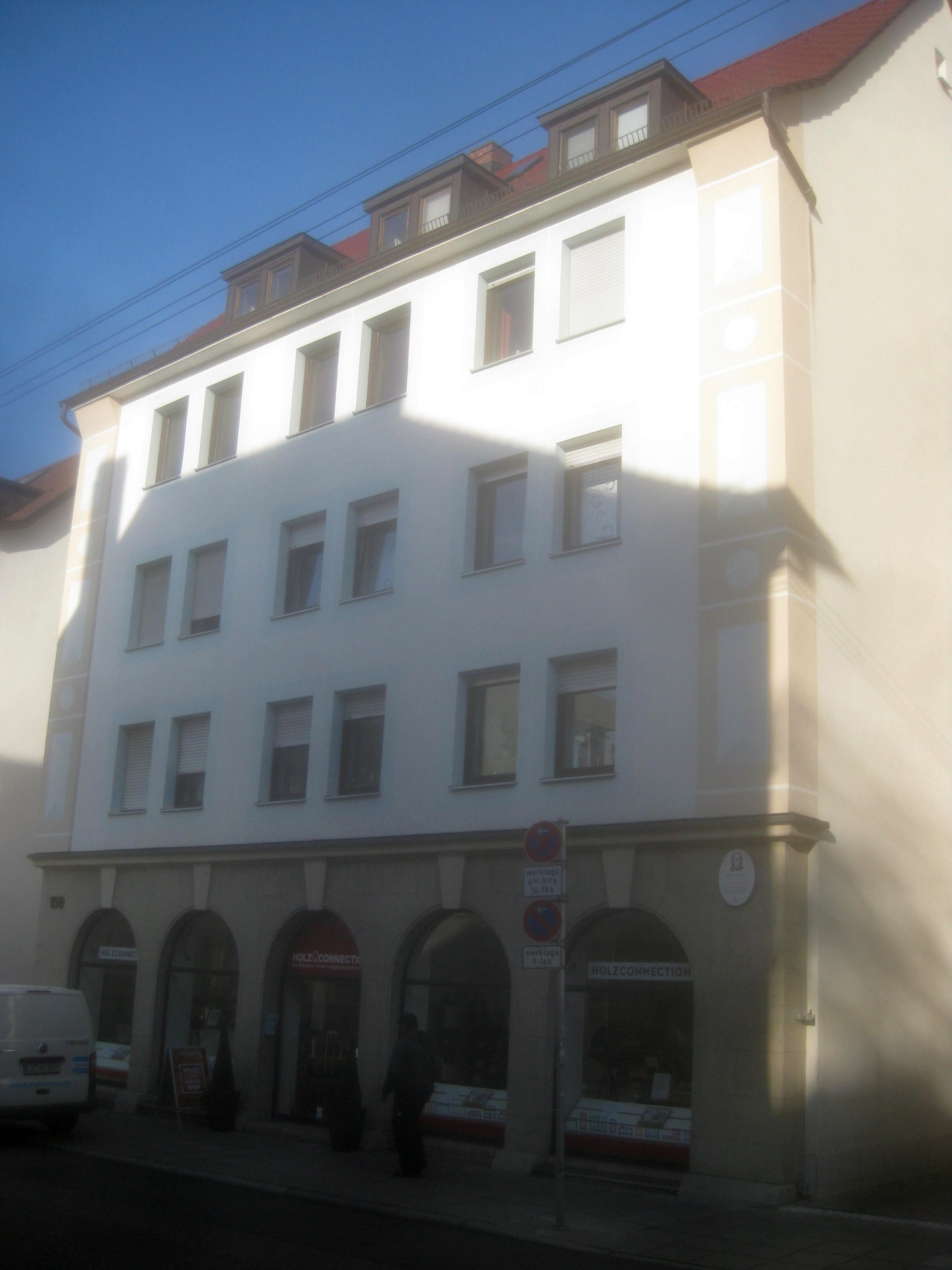
Bruno Franks Geburtshaus.

Franks Vater wurde 1848 in Krefeld geboren. Über seine Herkunft und wie er nach Stuttgart kam, ist nichts bekannt. Seine Mutter war die Tochter des Frucht- und Kohlenhändlers Salomon Rothschild (1835–1870) und seiner Frau Jeannette Rothschild geb. Oppenheim in Hanau. Jeannette Rothschild zog 1870 nach dem frühen Tod ihres Mannes nach Frankfurt am Main. Lina Frank war fast volljährig, als sie und der siebzehn Jahre ältere Sigismund Frank 1886 in Frankfurt am Main heirateten.
Franks Eltern waren assimilierte Juden, das heißt, sie hatten sich in die bürgerliche Stuttgarter Gesellschaft integriert. Seit 1876 war Sigismund Frank zusammen mit Abraham Einstein Geschäftsführer und später Teilhaber des Bankhauses Gebr. Rosenfeld, das seinen Sitz in bester Innenstadtlage in der Kronprinzstraße 30 und später in der Königstraße 14 hatte. Die Familie gehörte auf Grund ihres Wohlstands und ihrer gesellschaftlichen Stellung zum sogenannten Großbürgertum. Die Stuttgarter Historikerin Maria Zelzer zählt die Franks zu den „neu aufstrebenden Reichen der Stuttgarter jüdischen Gemeinde“: im Jahr 1914, als es in Stuttgart 250 Millionäre gab, waren darunter 33 Juden, und Franks Vater verfügte über ein Vermögen von zwei Millionen Mark (dies entspricht fast 10 Millionen Euro).
Die Familie nahm auch an dem kulturellen Leben der Stadt teil. Franks Vater war Mitglied der Stuttgarter Museumsgesellschaft „zur Pflege gehobener Unterhaltung und zur Weiterbildung auf literarischem und künstlerischem Gebiet“, die auf der nahegelegenen Silberburg Tagungen und Feste veranstaltete. Über den steilen Silberbuckel am Ende der Silberburgstraße, wo Franks Geburtshaus stand, trieben die Fuhrknechte ihre Fuhrwerke in die Stadt oder zur benachbarten Brauerei, und der kleine Frank beobachtete, wie die Knechte ihre armen Pferde misshandelten, ein „‚Urerlebnis‘, das sein Mitleid mit der Kreatur begründet hat“.
Siehe auch: Eltern und Geschwister.

### Schule

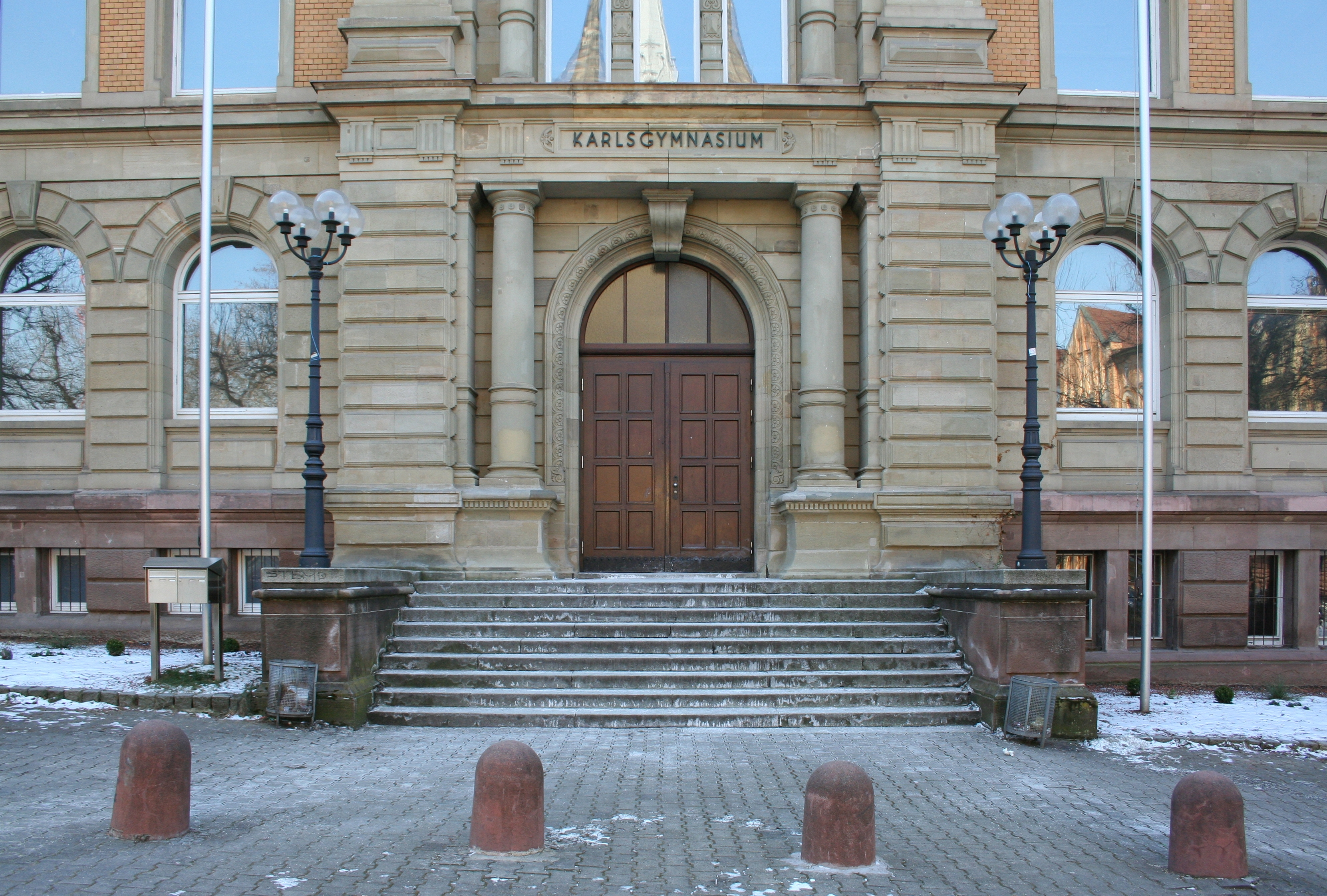
Karls-Gymnasium Stuttgart.
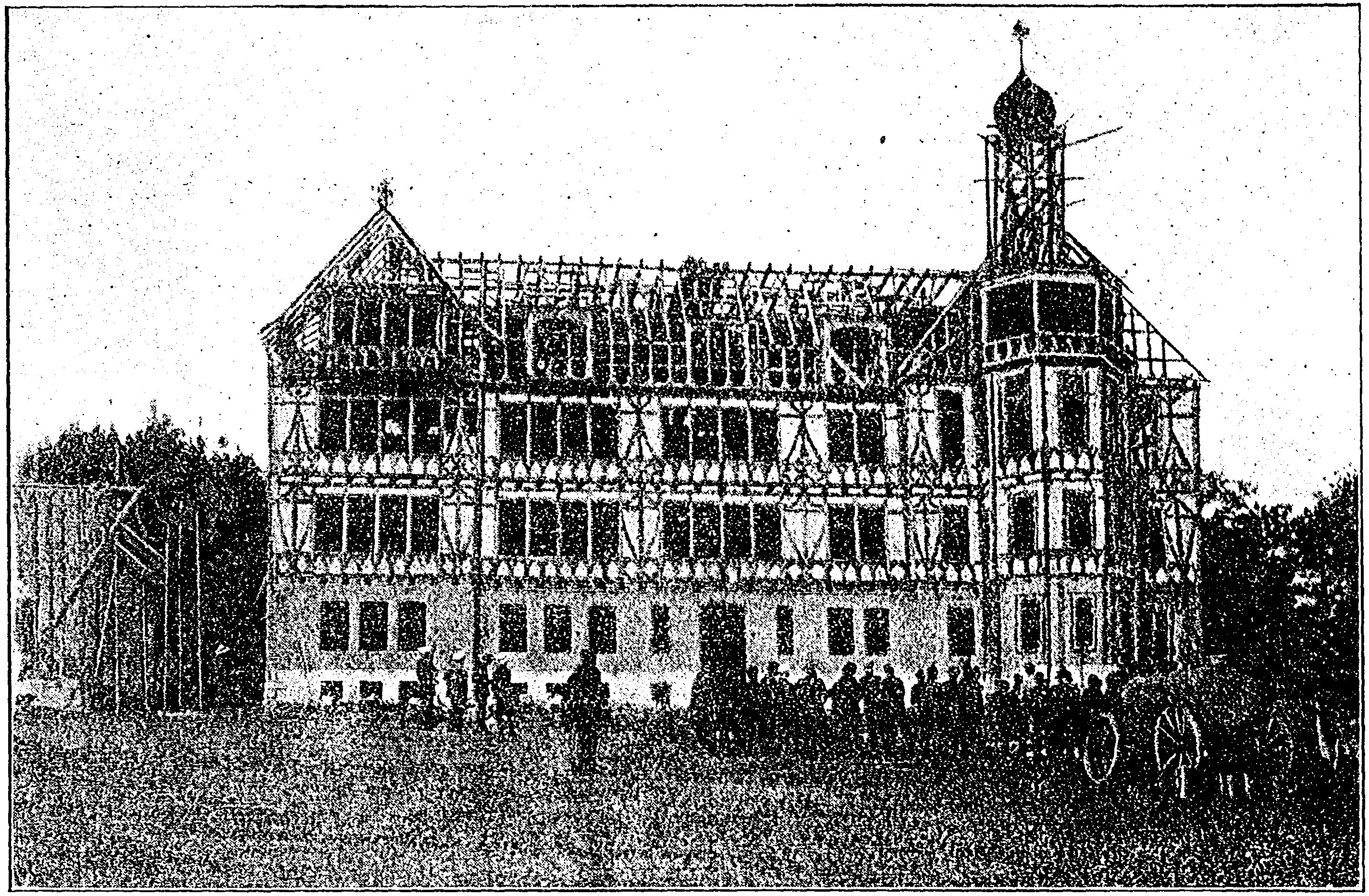
Landeserziehungsheim Haubinda (im Aufbau), 1901.

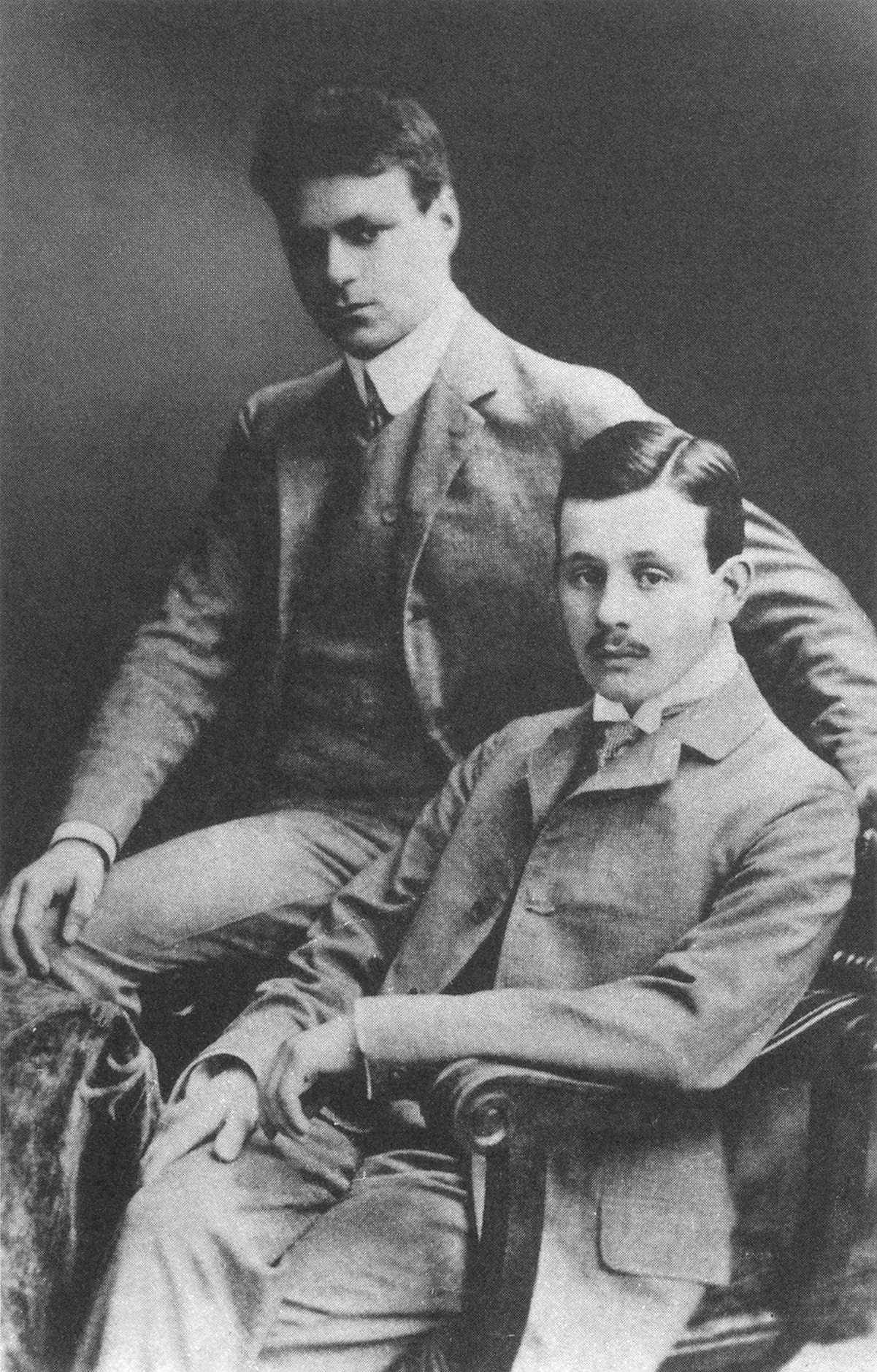
Bruno Frank (links) und sein Freund Wilhelm Speyer, 1906

Bruno Franks „wundervoller Vater“ und seine Mutter, eine „pompöse, geistvolle Dame“, ermöglichten ihren Söhnen und der Tochter den Besuch des Gymnasiums und der Universität. Bruno Frank besuchte „nach Absolvierung zweier Vorschulklassen“ das humanistische Stuttgarter Karls-Gymnasium. 1902 wurde er „wegen Unbotmäßigkeit“ aus der Schule hinausgeworfen, ein Vorfall, woran er nach eigener Aussage gern zurückdachte.
Seine Eltern schickten ihn daraufhin in das reformpädagogische Landerziehungsheim Haubinda in Thüringen. Die Schüler wurden an dieser Privatschule „nach dem Lehrplan der preussischen Oberrealschulen“ unterrichtet, das heißt unter Ausklammerung der humanistischen Fächer. Die Schulgebäude lagen mitten in der Natur und bildeten eine Art Gutshof. Die Schüler erhielten nicht nur den normalen Schulunterricht, sondern wurden auch zu landwirtschaftlichen und handwerklichen Arbeiten angehalten. Die asketischen Erziehungsgrundsätze des antisemitischen Schulleiters Hermann Lietz und deren praktische Umsetzung waren umstritten, und Bruno Frank war nicht bereit, sich ihnen zu beugen. In Haubinda lernte er die späteren Schriftsteller Erich von Mendelssohn und Wilhelm Speyer kennen. Beide verarbeiteten ihre Erlebnisse in Haubinda in autobiographisch gefärbten Romanen. Mendelssohn starb im Alter von 25 Jahren, mit Wilhelm Speyer war Frank bis zu seinem Tod befreundet. Anfang 1904 musste der frühreife Frank als Sechzehnjähriger Haubinda verlassen, nachdem er mit Maria Lessing geb. Stach von Goltzheim durchgebrannt war, der ersten Frau seines Philosophielehrers Theodor Lessing, einer Frauenrechtlerin und Journalistin.
„Dank einem unvergleichlichen Lehrer“ konnte Frank in Stuttgart „die entstandenen Lücken in meiner humanistischen Ausbildung“ ausgleichen. Der Lehrer war Philipp Fischer von Weikersthal (1871–1940), Professor der Altphilologie am traditionsreichen Eberhard-Ludwigs-Gymnasium in Stuttgart, das Frank ab Ostern 1904 besuchte, und das vor ihm schon Hegel und Mörike besucht hatten. Ein Jahr später, im Juni 1905, legte er an dieser Schule die Abiturprüfung ab.
In Stuttgart war Bruno Frank mit der zwei Jahre jüngeren Nora Kapp von Gültstein (1889–1953, verheiratet Gräfin Nora von Beroldingen) befreundet. Sie war die Tochter von Otto Kapp von Gültstein, einem württembergischen Ingenieur, der sich als Eisenbahnpionier einen Namen gemacht hatte, unter anderem als Erbauer eines Teilstücks der Bagdadbahn. Bruno Frank und Nora von Kapp waren beide literarisch interessiert. Frank trug ihr auf dem Schulweg seine ersten Gedichte vor, die 1905 kurz vor Franks Abiturprüfung unter dem Titel Aus der goldnen Schale im Heidelberger Winter Verlag veröffentlicht wurden. Auf der Stuttgarter Uhlandshöhe lasen sie gemeinsam die Buddenbrooks von Thomas Mann, „die Urszene von Bruno Franks Thomas-Mann-Verehrung“ (siehe auch: Nora von Beroldingen). Als die Eltern von der Freundschaft Wind bekamen, wurde Nora von Kapp zu ihrer weiteren Ausbildung nach England „verbannt“.

### Studium
In seiner Kleinen Autobiographie aus dem Jahr 1930, die er in der Er-Form verfasste, zieht Frank die Summe seiner sechs Universitätsjahre so: „Er studierte dann an mehreren Universitäten Jurisprudenz, seinem wundervollen Vater zuliebe mit heiligem Eifer, aber äußerst geringer Begabung.“ Ab dem Wintersemester 1905 bezog Frank nacheinander die Universitäten Tübingen, München, Straßburg, Heidelberg, Leipzig, Freiburg und im Sommersemester 1911 wieder Tübingen.
Seine Studienzeit verwendete Bruno Frank hauptsächlich auf die Beschäftigung mit seinen Lieblingsfächern, der Literatur und der Philosophie. Über sein erstes Semester in Tübingen berichtete er, akademisch gelernt habe er nicht viel dort, vielmehr delektierte er sich nächtelang mit seinem Freund Walter Reinöhl, einem der Herausgeber von Uhlands Werken, an den Versen von Hölderlin und Mörike und debattierte über die philosophischen Ideen von Hegel und Schelling.
Auch war er mit Eifer dabei, sich als Schriftsteller zu etablieren. Am Ende seiner Schulzeit und während seines Studiums veröffentlichte er zwischen 1905 und 1911 die zwei Gedichtbände Aus der goldnen Schale (1905) und Gedichte (1907), die Erzählung Im dunkeln Zimmer (1906), ein fast ausschließlich reflektierender und introspektiver Text, den Roman Die Nachtwache (1909), in dem er das Schicksal eines gescheiterten Künstlers thematisiert, und Flüchtlinge (1911), einen Band mit Novellen von noch unterschiedlichem künstlerischem Niveau. 1911 promovierte er zum Dr. phil. mit der Dissertation Gustav Pfizers Dichtungen über das lyrische Werk eines schwäbischen Dichters. Bis dahin waren 20 Zeitschriftenbeiträge des Studenten mit Gedichten, Novellen, Essays und Rezensionen erschienen, die dazu beitrugen, ihn in der literarischen Welt bekanntzumachen.
„‚Studieren‘ bedeutete für Bruno Frank nicht den Besuch von Vorlesungen, sondern das Auskosten seiner Leidenschaften.“ Nach „mancher Affäre“ ging er im Frühjahr 1909 mit der Münchenerin Alice Oberfoell (1886–1911) eine feste Beziehung ein. Als diese nach über einem Jahr in die Brüche ging, verarbeitete er den Verlust in der Novelle Pantomime, mit der er 1910 einen Preis bei der „Novelletten-Preiskonkurrenz“ einer literarischen Zeitschrift gewann. Einer der Juroren war Thomas Mann, zu dem er als „enthusiastischer Jüngling“ Anfang 1910 den Kontakt gesucht hatte. Mann hatte ihn gut aufgenommen und im Verlauf der Zeit entwickelte sich zwischen den ungleichen Kollegen eine lebenslange Freundschaft.
1911 verliebte sich Bruno Frank in die Amerikanerin Emma Ley (1887–1912), die sich mit ihrer Mutter auf einer Europareise befand. Die lungenkranke junge Frau starb nach einem mehrmonatigen Aufenthalt im Waldsanatorium in Davos im April 1912. „Der Tod einer zweiten geliebten Frau innerhalb eines Jahres hatte ihm die Welt verdunkelt“, schreibt Franks Biograph Sascha Kirchner (auch Alice Oberfoell war 1911, ein Jahr nach der Trennung, gestorben). Er entäußerte sich seiner Trauer in dem Gedichtzyklus Requiem, von dem Auszüge im Simplicissimus erschienen, für den er bereits seit 1908 arbeitete und bis 1917 Beiträge lieferte. Auch in das Schauspiel Die Schwestern und der Fremde von 1917 floss noch einmal das Gedenken an die verstorbene Geliebte ein: Cordula, eine junge Frau, die ebenfalls schwindsüchtig ist, muss ihr letztes halbes Lebensjahr im Sanatorium verbringen, liebevoll begleitet von Rudolf, der sich aus tiefgefühltem Mitleid ihrer annimmt und sich mit ihr verlobt.
Einen großen Teil seiner Kraft verschlang neben seiner dichterischen Arbeit der Kampf ums Geld. Zur Aufrechterhaltung seines aufwendigen Lebensstils und zur Befriedigung seiner Spielsucht stürzte er sich immer wieder in Schulden, vor allem bei seinem Schulfreund Eberhard Ackerknecht, seinem Verleger Otto Winter und bei Thomas Mann. Mehrere Reisen nach Südfrankreich, wo er im Casino von Monte Carlo seiner Spielsucht frönte, und eine Reise nach Paris bestärkten ihn in seiner Liebe zu Frankreich, die auch vielfach literarischen Niederschlag in seinem Werk fand.

### Schriftsteller

#### Vor dem Ersten Weltkrieg
Bereits in seiner ersten Erzählung Im dunkeln Zimmer von 1906 hatte der aus großbürgerlichen Verhältnissen stammende Bruno Frank einen Grundton seines Lebensentwurfs angeschlagen: „Erwerben! Das große und schreckliche Wort schließt alles für sie ein, wovon sich reden, woran sich denken läßt.“ In der Novelle Bigram von 1921 bringt der Hauptakteur die Lebensauffassung der bürgerlichen Gesellschaft auf den Punkt: „Daß einem das Leben selbst, das bloße Dasein, wichtiger sein könnte als der Gewinn seiner Mittel, ist eine monströse Vorstellung.“ Bigram schafft es, ein freies, selbstbestimmtes Leben zu führen, so wie es dem Autor vorgeschwebt haben mag.
Frank jedenfalls hatte nicht die Absicht, nach seinem Studienabschluss einen bürgerlichen Beruf zu ergreifen. Sein Vater stellte daraufhin Anfang 1912 die Zahlungen an ihn ein, so dass er ganz auf die Einkünfte aus seiner schriftstellerischen Arbeit angewiesen war. Einen Teil seines Lebensunterhalts bestritt er weiterhin durch Anleihen bei Bekannten sowie durch Vorschüsse seines Verlegers. Bis zum Ausbruch des Ersten Weltkriegs verbrachte er jeweils mehrere Monate in Paris, auf Gut Neukastel bei Landau, in Berlin, dem literarischen Zentrum Deutschlands, in München, wo er Anschluss an die „Schwabinger Bohème“ fand, und in den Schweizer Bergen.

#### Erster Weltkrieg
Trotz seiner pazifistischen und frankophilen Gesinnung ließ sich Frank bei Ausbruch des Krieges anfangs von der patriotischen Begeisterung mitreißen. Obwohl von der Militärpflicht befreit, trat er als Kriegsfreiwilliger in den Stab einer in Stuttgart ansässigen Einheit als Dolmetscher ein. Nach Einsätzen in Flandern und Polen wurde er nach vier Monaten im Dezember 1914 krankheitshalber entlassen. Wie die meisten seiner Kollegen der schreibenden Zunft glaubte er sich verpflichtet, die „Sache“ des Vaterlands „patriotisch“ unterstützen zu müssen. Von Dezember 1914 bis September 1916 veröffentlichte er über 30 Gedichte, die meisten im Simplicissimus und einige in Strophen im Krieg. Ein Flugblatt. Wenn auch nicht frei von nationalistischen Tönen, so sind Franks Gedichte doch weder hasserfüllt noch blutrünstig. Er verherrlicht nicht den Krieg, sondern lässt immer wieder seine humane Grundhaltung anklingen, besonders wenn er der Friedenssehnsucht eine Stimme gibt oder wenn er der Kriegstoten gedenkt, gleich welchen Lagers. Ab 1917 verstummte der Lyriker Bruno Frank. Erst 1919 wurden weitere zwölf Gedichte veröffentlicht. Hinfort widmete er sich fast ausnahmslos der Prosa.

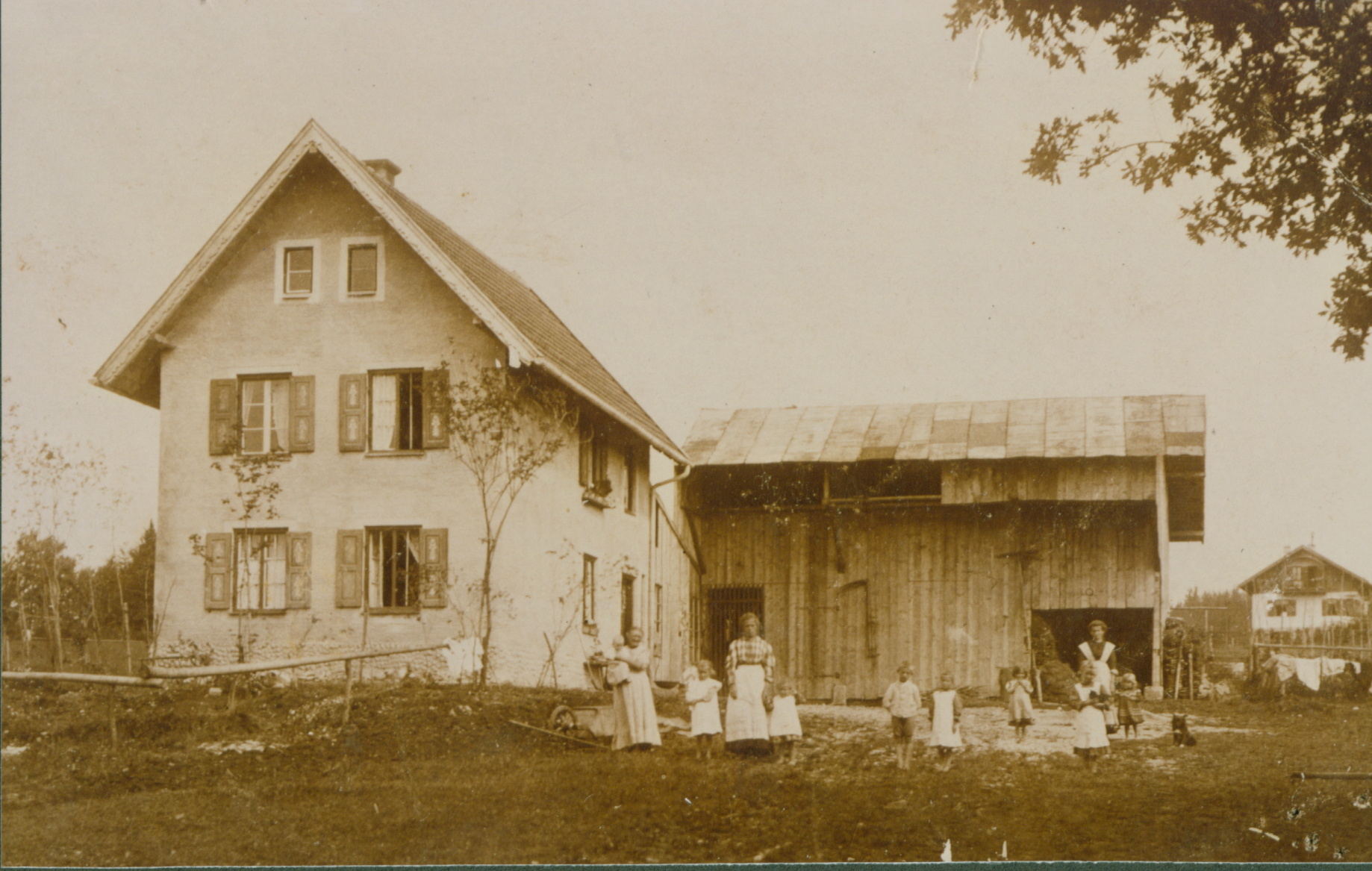
Haus Nummer 125 in Feldafing, wo Bruno Frank von 1916 bis 1926 wohnte. Foto: zwischen 1909 und 1914.

1915 erschien Bruno Franks zweiter Roman Die Fürstin, die Entwicklungsgeschichte eines jungen Manns, der sein Lebensglück in einer untergeordneten, dienenden Stellung findet. Seit diesem Jahr war er auch mit der aus München stammenden Stuttgarter Hofschauspielerin Emmy Remolt-Jessen befreundet, mit der ihn die Liebe zum Theater und zu München verband. Bei der Gedenkfeier zu Bismarcks 100. Geburtstag trug sie in Stuttgart einen 20-strophigen Hymnus Bruno Franks vor, der mit Bezug auf den Krieg das Erbe Bismarcks und Friedrichs des Großen beschwor.
Anfang 1916 siedelte Bruno Frank in seine oberbayrische Wahlheimat über, wo er sich ein Jahrzehnt lang in Feldafing am Starnberger See niederließ, in unmittelbarer Nähe Münchens, wo auch sein Freund Thomas Mann wohnte. In späteren Jahren äußerte er: „Ich bin als sehr junger Student nach München gekommen und wußte nach der ersten Woche: hier ist die Heimat meines Lebens.“ In seiner Selbstdarstellung aus dem Jahr 1930 schrieb er (in der dritten Person) über seine Feldafinger „Eremitage“ (Sascha Kirchner): Er „verlebte acht Jahre ziemlich allein auf dem Lande in Oberbayern. Sein vertrautester Umgang in dieser Zeit waren seine drei kleinen schwarzen Pudel, auf deren Verstand und Charakter er große Stücke hält.“ Der Hundeliebhaber hielt zeitlebens mehrere Hunde, und auch in seinem Werk nahmen Hunde einen wichtigen Platz ein (Tage des Königs, Bigram, Frau Ethel Redgrave, Sturm im Wasserglas).
1916 veröffentlichte Frank seine zweite Novellensammlung Der Himmel der Enttäuschten. Der Theaterliebhaber begann nun, für das Theater zu schreiben, hauptsächlich in der Hoffnung, seine prekäre finanzielle Situation mitten im Krieg aufzubessern. Sein erstes Stück, die Komödie Die treue Magd, war auf der Bühne erfolgreich, fiel aber durch bei der Kritik. Bis 1932 folgten zehn weitere Bühnenstücke, darunter die erfolgreichen Schauspiele Zwölftausend, Sturm im Wasserglas und Nina (1927–1931). Offenbar gelang es ihm im Lauf der Zeit, mit seinen eigenen Bühnenstücken, die teilweise auch übersetzt wurden, und mit der Übersetzung fremdsprachiger Stücke, „seine Schriftstellerexistenz auf eine solide ökonomische Basis zu stellen“.

#### Weimarer Republik

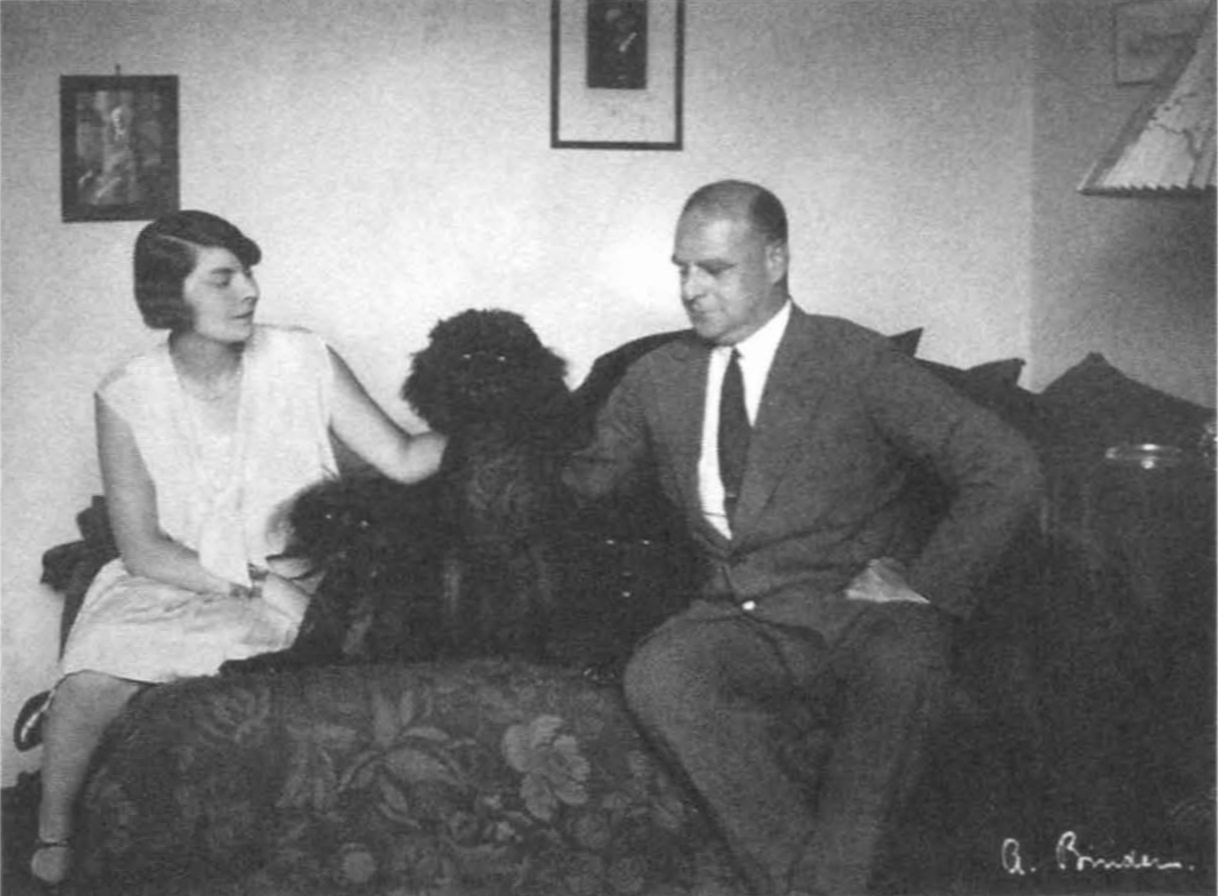
Liesl und Bruno Frank mit ihren drei schwarzen Pudeln. Foto: zwischen 1926 und 1929

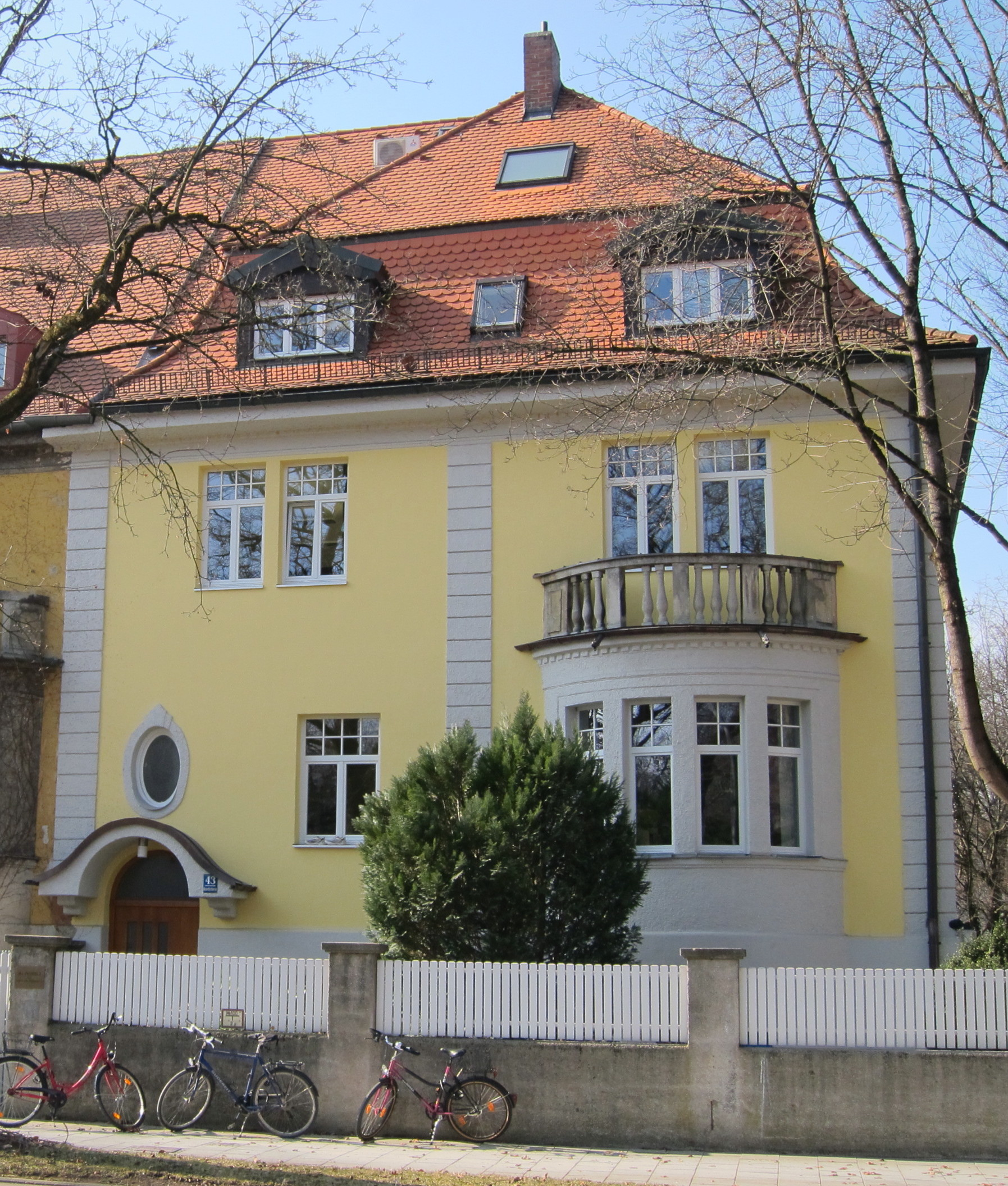
München, Mauerkircherstraße 43, Wohnhaus des Ehepaars Frank von 1926 bis 1933. Foto: 2011

Im Allgemeinen beteiligte sich Bruno Frank nicht öffentlich an der politischen Diskussion, vielmehr bevorzugte er es, seinen Überzeugungen literarisch Ausdruck zu verleihen. Mit seinen Kriegsgedichten hatte er erstmals den literarischen Elfenbeinturm verlassen. Nach Kriegsende, einen Monat nach Ausrufung der Republik bekannte er sich in einer Rede vor Münchener Intellektuellen zur republikanischen Verfassung und rief die Versammlung zu tätiger Teilnahme in einem zukünftigen demokratischen Staat auf.
Die Jahre in der Weimarer Republik waren literarisch sehr fruchtbar für Bruno Frank. Außer mehreren Novellensammlungen und Schauspielen veröffentlichte er seine beiden zentralen Werke über Friedrich den Großen: Tage des Königs und Trenck, die sehr erfolgreich waren und seinen Ruf festigten. 1928 erschien die Politische Novelle, ein leidenschaftliches und kontrovers diskutiertes Plädoyer für die deutsch-französische Aussöhnung.
1924 heiratete er die sechzehn Jahre jüngere Liesl Pallenberg, die Tochter der berühmten Operettendiva Fritzi Massary (siehe Ehe). Das Ehepaar zog 1926 mit seinen drei Hunden in das Villenviertel des Herzogparks in München-Bogenhausen, ganz in der Nähe von Thomas Manns Wohnsitz. Sie führten ein offenes, gastfreies Haus. Albrecht Joseph schreibt in seinen Erinnerungen: „Ihre Gesellschaft war äußerst begehrt … beide spielten Bridge, waren charmante Unterhalter und stellten in jedem Fall eine Bereicherung für Gesellschaften dar.“ Auch Erika Mann und ihr Bruder Klaus Mann erinnerten sich (wie viele andere) gern an die beiden: „Denn diese beiden Menschen haben die sehr seltene Kraft und Fähigkeit, eine Atmosphäre um sich zu schaffen. … Man fühlt sich immer gleich auf eine merkwürdige, kaum zu beschreibende Art zu Hause. … Auch andere, Fremdere, haben diese Erfahrung gemacht.“ Mit ihrem Nachbarn Thomas Mann und seiner Familie verband die Franks eine enge Freundschaft, darüber hinaus waren sie mit zahlreichen anderen Zeitgenossen des kulturellen Lebens befreundet oder gut bekannt und blieben als Prominente auch in der Presse nicht unbeachtet (siehe auch: Liesl und Bruno Frank in der Presse).
Bruno Frank war Augenzeuge des Hitlerputschs 1923 und beobachtete mit Schaudern das stetige Vorpreschen der braunen Horden in München. 1939 schrieb er rückblickend, in seiner, erst 2024 als Einzelband veröffentlichten Streitschrift Lüge als Staatsprinzip:

„In der Stadt, in der wir lebten, waren wir ja in bevorzugter Lage, um ihren lebendigen Messias selbst zu studieren. Hier wandelte er im Fleisch. Durch Münchens schöne Straßen, die er seither verhunzt hat, kam er daher in seinem feschen Gurtmantel. Hier fiel er mit Vorliebe in Trance, zu Brüllkrämpfen hingerissen von seiner »Mission«, ein verzückter Seher, der im rechten Moment, wenn ihm glücklich der Schaum vor dem Mund stand, unten am Rednerpult auf den Schaltknopf drückte, um die Scheinwerfer auf sich zu dirigieren.“

Der „humane Gentleman“ Bruno Frank litt unter „der zunehmenden Radikalisierung, Verwirrung, Verrohung“ der Gesellschaft. Der Reichstagsbrand im Jahr 1933 war das letzte Warnsignal, das ihn zum sofortigen Verlassen des nunmehr nationalsozialistischen Deutschlands trieb.

### Exil

#### Europa (1933–1937)
Am 27. Februar 1933 weckte Liesl Frank mitten in der Nacht ihren Mann: „Eben ist telefoniert worden – die Kommunisten haben den Reichstag in Brand gesteckt.“ Frank antwortete: „Die Kommunisten? Die Nazis selbst doch natürlich. Morgen verlassen wir Deutschland.“ Sie flohen zuerst in die Schweiz, wo sie sich am Luganersee niederließen. Im Jahr darauf lebten sie für einige Zeit in Südfrankreich in dem provenzalischen Ort Sanary-sur-Mer, der zu einem Zentrum der deutschen Emigranten geworden war (die abgebildete Gedenktafel liest sich wie ein Who’s Who der deutschsprachigen Geisteselite). Von 1935 bis 1937 wohnte das Ehepaar im Winter in London, im Sommer in Salzburg, das sie wegen seiner Festspiele anzog. Hier konnte sich der entwurzelte Dichter in seiner Sprache und Kultur heimisch fühlen. Im Frühjahr 1937 verbrachten die Franks noch einmal einige Monate in Südfrankreich in Menton, bevor sie in die USA emigrierten.

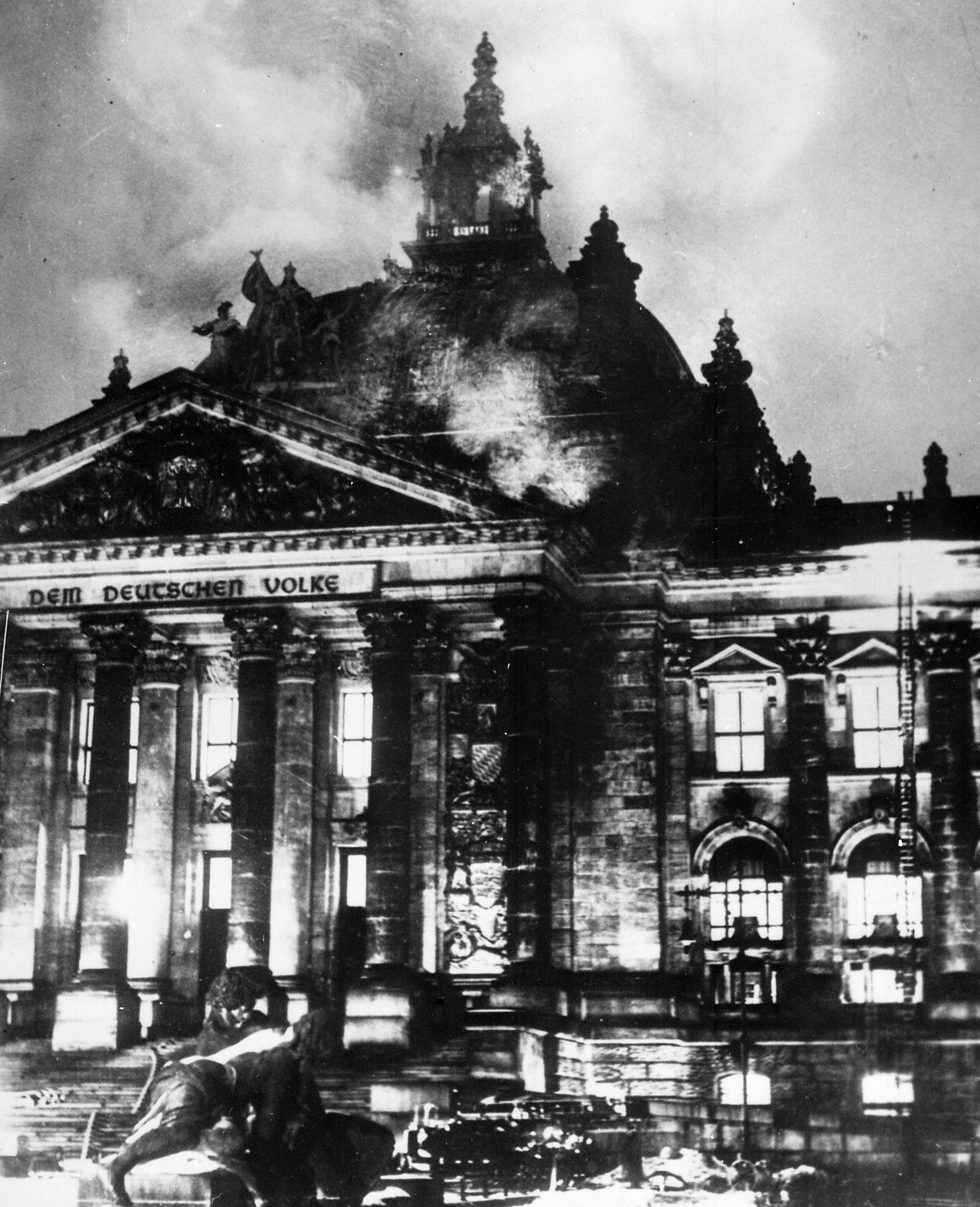
Reichstagsbrand.
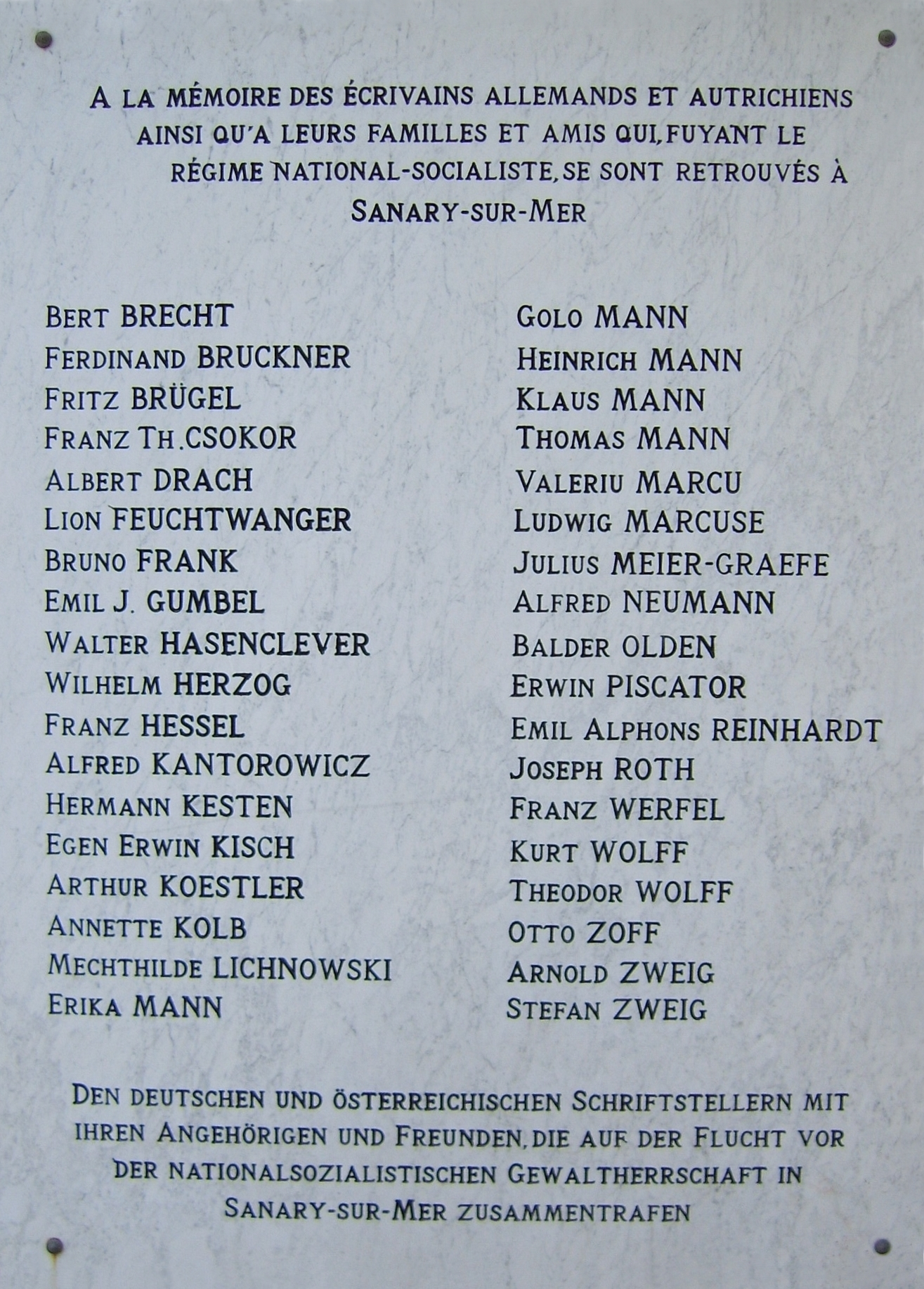
Gedenktafel in Sanary-sur-Mer.

Noch im Jahr seiner Emigration 1933 wurde Frank aus dem Schutzverband deutscher Schriftsteller und dem Rotary Club München ausgeschlossen. 1934 trat er als Gründungsmitglied dem Deutschen P.E.N. im Exil bei (siehe auch Mitgliedschaften). Der Name Bruno Franks befand sich nicht auf der sogenannten Schwarzen Liste „Schöne Literatur“, so dass seine Bücher bei der Bücherverbrennung am 10. Mai 1933 verschont blieben. Dies war ein seltsames „Versehen“, da Frank nicht nur Jude war, sondern spätestens seit seiner Politischen Novelle den Nationalsozialisten ein Dorn im Auge sein musste. 1938 jedoch „korrigierte“ die Reichsschrifttumskammer dieses Versehen, indem sie seine „sämtlichen Schriften“ auf die „Liste des schädlichen und unerwünschten Schrifttums“ setzte. Bruno Franks letzte Veröffentlichung in Deutschland war die Novelle Die Monduhr, die Mitte 1933 in der Vossischen Zeitung abgedruckt wurde. Für seine zukünftigen Publikationen war er auf Exilverlage und -zeitschriften angewiesen.
Da der deutsche Markt für deutschsprachige Schriftsteller praktisch zusammengebrochen war, bemühte sich Frank in London um die Vermarktung seiner Werke. „Seine Theaterstücke eroberten ihm die Herzen des englischen Publikums“, erinnerte sich Klaus Mann, besonders seine Komödie Sturm im Wasserglas (Storm in a Teacup). In England genossen die Franks Prominentenstatus: In einer Privatvorstellung für den englischen König Eduard VIII. wurde Franks Storm in a Teacup in Anwesenheit von Bruno und Liesl Frank aufgeführt. Eine Einladung von Churchill nahm er nicht wahr, was ihm später leidtat, und eine Begegnung mit dem alten George Bernard Shaw enttäuschte ihn, weil der mit den Nationalsozialisten sympathisierte.
1934 erschien der Roman Cervantes, der „mit einigem Recht als das beste Werk Bruno Franks gelten“ kann, in dem Amsterdamer Exilverlag Querido. Die deutsche Ausgabe des Werks wurde von der Kritik gut aufgenommen, wegen der begrenzten Leserschaft jedoch schlecht verkauft. Anders in den USA: 1935 wurde der Titel zum „Buch des Monats“ gewählt, was eine hohe Auflage garantierte, und im selben Jahr als Taschenbuch herausgegeben.

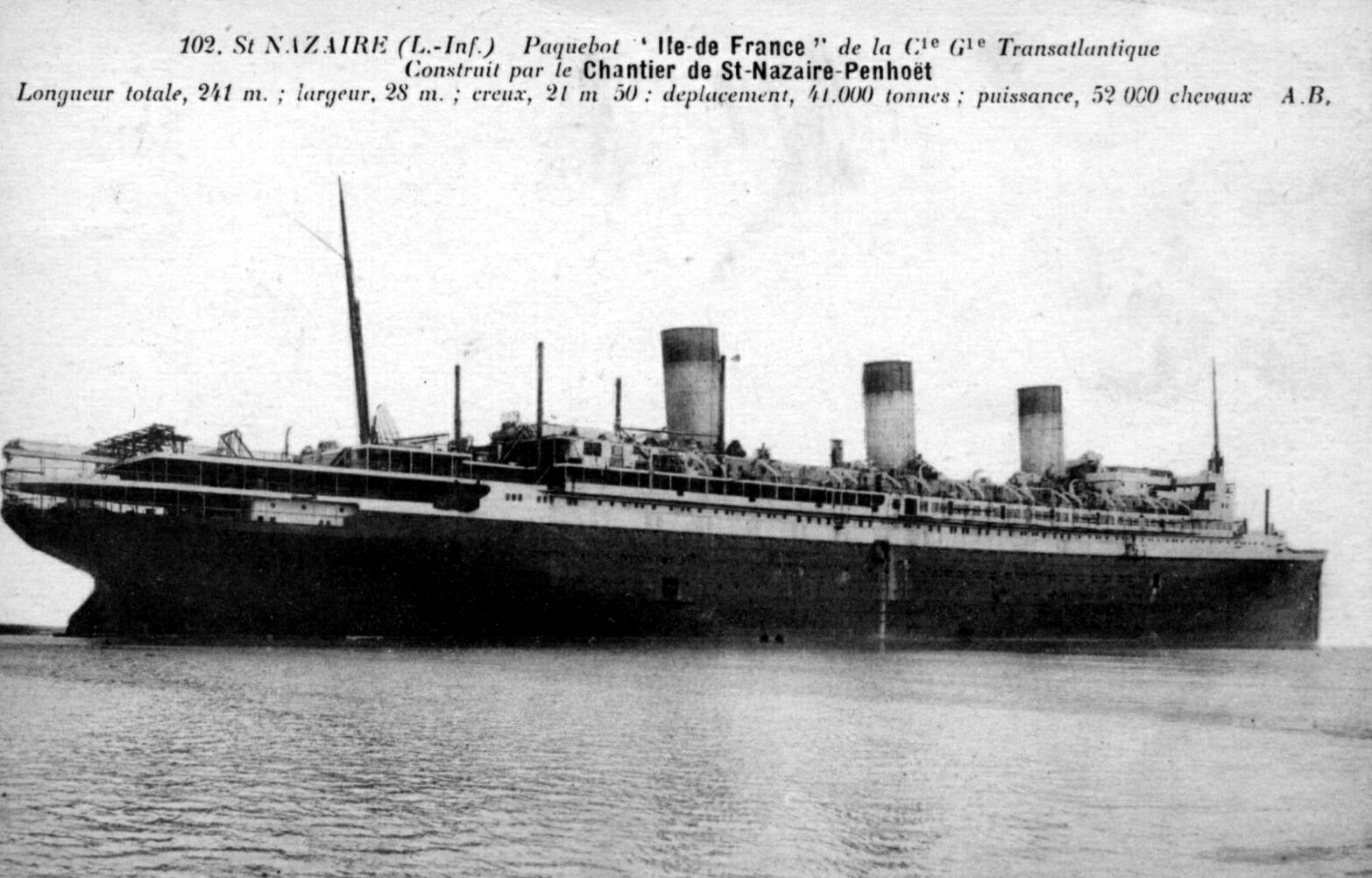
Im Oktober 1937 starteten die Franks mit dem Luxusdampfer „Île de France“ in die Neue Welt

Bruno Frank beschäftigte sich im Exil mit den Verbrechen und Gräueltaten der Nationalsozialisten. Während er in seinem historischen Roman Cervantes, abgesehen von der Episode der „Blutsprüfung“, nur indirekt in der Schilderung des Terrorregimes in Algerien auf die NS-Diktatur anspielt, schildert er in seinem 1937 erschienenen zeitgenössischen Roman Der Reisepaß drastisch die Schrecken des Hitlersystems, wobei er sich jedoch Mäßigung auferlegen musste, um zu verhindern, dass Fritz Helmut Landshoff, der Leiter des Querido-Verlags, „wegen Beleidigung eines befreundeten ‚Staatsoberhauptes‘ in’s Cachot kommt“. Im selben Jahr wurde die englische Übersetzung des Romans in London (Closed Frontiers) und in New York (Lost Heritage) veröffentlicht. Gleichzeitig brachte Franks Amsterdamer Exilverlag einen Band mit ausgewählten Novellen und Gedichten heraus (Aus vielen Jahren).
Dem amerikanischen Publikum war Bruno Frank bereits durch Übersetzungen von einigen seiner erzählerischen Werke bekannt, und seine Bühnenstücke Sturm im Wasserglas (Storm over Patsy) und Das Weib auf dem Tiere (Young Madame Conti) wurden 1937 am Broadway wieder neu aufgeführt. Mit ihren panamaischen Pässen und einem Vertrag mit den MGM-Filmstudios glaubten sich die Franks gut gerüstet für den Sprung über den Großen Teich, den Franks Bruder Lothar Frank bereits 1936 gewagt hatte. Mitte Oktober 1937 brachen sie mit dem Schiff in Le Havre auf und kamen am 26. Oktober in New York an, wo ihnen Erika Mann und Klaus Mann bei der Ankunft einen herzlichen Empfang bereiteten.

#### Amerika (1937–1945)
In einem Gespräch mit dem zwanzigjährigen Klaus Mann beantwortete Frank die Frage nach dem stilistisch-künstlerischen Ideal, das er anstrebt, folgendermaßen: „Äußerste Klarheit, das scheint mir von allem das schönste. Ein Minimum an Wortaufwand – das Komplizierteste in schlichten Worten sagen. Eigentlich sollte man schreiben wie Tacitus.“
Frank sympathisierte mit dem Bemühen Klaus Manns um eine Sammlung der unterschiedlichsten Kräfte der im Exil lebenden Schriftsteller, wurde allerdings angesichts der zunehmenden Zerstrittenheit zwischen dem linken und dem konservativen Lager der Emigration skeptisch. Seine einzige politische Schrift blieb Lüge als Staatsprinzip (1939); in dieser geißelte er Hitlers Herrschaft.
Er lebte ab 1939 bis zu seinem Tod 1945 in den USA.

### Lebensabend
Bruno Frank litt seit seinem 23. Lebensjahr unter chronischen und wiederkehrenden Krankheiten, die ihn bisweilen für mehrere Wochen außer Gefecht setzten oder seine Lebensqualität zeitweise erheblich herabsetzten. Besonders klagte er über rheumatische Gelenkentzündungen, Gichtanfälle, Neuritis und Lungenbeschwerden mit asthmatischen Erstickungsanfällen. Zu den körperlichen Beeinträchtigungen kamen im Exil die maßlose Enttäuschung und die tiefe Verzweiflung über die „Verschweinung“ seines Vaterlandes hinzu. Thomas Mann beschrieb die körperlichen und seelischen Leiden seines Freundes in seinem Nachruf für den Verstorbenen: „Sie starben an überanstrengtem Herzen, einer nach dem anderen, die Genossen der Emigration. Auch ihn brachte, 1944 schon, eine Coronar-Thrombose an den Rand des Todes. Er überstand sie, verurteilt, fortan mehr oder weniger als Patient, mit unerfreulicher Vorsicht, zu leben. Eine quälende Krankheit seiner geliebten Gefährtin, lange unerklärlich, setzte dem beschädigten Herzen weiter zu. Es kam die Lungenentzündung, von der er noch einmal künstlich und scheinbar genas. Sie war schon die Todeskrankheit.“

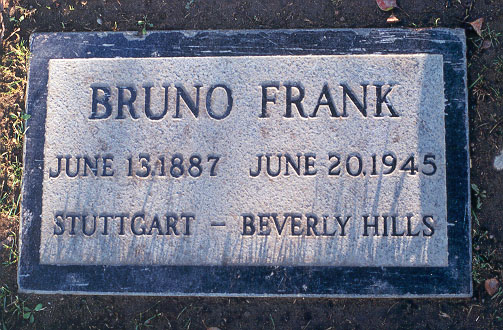
Grabstein von Bruno Frank

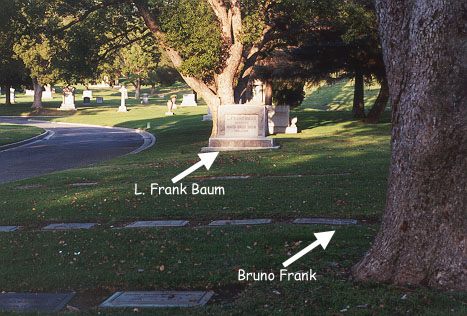
Grab von Bruno Frank (und L. Frank Baum)

Im November 1943 eröffnete Frank seinem Verleger Fritz H. Landshoff, dass er einen Roman über den französischen Schriftsteller Nicolas Chamfort plante, von dem er jedoch nur noch das erste Kapitel vollenden konnte. Es erschien zwei Wochen vor seinem eigenen Tod unter dem Titel Chamfort erzählt seinen Tod zum Geburtstag von Thomas Mann in der Neuen Rundschau.
Bruno Frank starb am 20. Juni 1945 zuhause in seiner Wohnung in 513 North Camden Drive, Beverly Hills, eine Woche nach seinem 58. Geburtstag. Sechs Wochen zuvor hatte er noch das heißersehnte Ende des Zweiten Weltkriegs erlebt, seine Heimat wiederzusehen war ihm nicht mehr vergönnt. Ludwig Marcuse berichtete: „Aus seinem besten Schlaf, den er in den Nachmittagsstunden hatte, ist er nicht mehr aufgewacht.“ Und Thomas Mann urteilte: „Der sanfteste, unbewußteste Tod, bequem, friedlich, mit Zeitschriften auf der Bettdecke.“ Er starb einen Tod, wie er ihn einer seiner literarischen Figuren zugedacht hatte: In der Novelle Bigram stirbt Paul Bigrams Mutter „auf eine leichte, fast frohe Weise“. „Ihr schmales Gesicht ruhte seitwärts und schien noch ein wenig rosig zu sein; vor dem Fenster lag frischer Schnee, es war als lächelte sie hinaus.“
Bruno Frank wurde auf einem Friedhof nördlich von Los Angeles, dem Forest Lawn Memorial Park in der Stadt Glendale beerdigt. Nach einer testamentarischen Verfügung wurden keine Grabreden gehalten. Sein Freund Bruno Walter spielte Bach, und die Schauspielerin Helene Thimig, die Frau des zwei Jahre zuvor verstorbenen Max Reinhardt, trug Franks Gedicht In jedem Hause vor, das er 1937 erstmals in dem Auswahlband Aus vielen Jahren veröffentlicht hatte. Das Gedicht beginnt mit den melancholischen Versen: „In jedem Hause fegt der Besen / Und fegt was ausgedient hinaus. / Dies Haus, darin ich Mensch gewesen, / Es wird einmal mein Sterbehaus.“ In der Exilzeitschrift Aufbau erschienen kurz nach Franks Tod mehrere Nachrufe: „Ein Abschied“ von Ludwig Marcuse, „In memoriam Bruno Frank“ von Thomas Mann und „Bruno Frank, der Europäer“ von Wilhelm Dieterle. Am 13. August 1945 fand im Hause Thomas Manns in Pacific Palisades eine private Trauerfeier statt, am 29. September 1945 eine Gedenkfeier des Jewish Club of 1933 im Play House in Hollywood.

### Familie

#### Eltern und Geschwister
Bruno Frank hatte vier Geschwister: den als Kleinkind verstorbenen Bruder Walter (1889–1891), die Brüder Helmuth und Lothar sowie die Schwester Ruth.
- Helmuth Frank (1892–nach 1944)[75] trat 1921 als Gesellschafter in das Stuttgarter Bankhaus Gebr. Rosenfeld ein, in dem sein Vater Geschäftsführer und Teilhaber war. 1925 verließ er die Bank und ließ sich fortan in Genua nieder, wohin ihm die Mutter Lina Frank nach dem Tod ihres Mannes (1930) alsbald folgte.[76] Sie starb 1960 in Turin.
- Lothar Frank (1900–1985) promovierte 1924 in Tübingen als Volkswirt, arbeitete bis 1927 beim Statistischen Reichsamt und trat dann als Teilhaber in das Bankhaus Gebr. Rosenfeld ein, das in den 1930er Jahren durch die Nationalsozialisten aufgelöst und enteignet wurde.[77] Von 1930 bis 1936 war er Direktionsassistent bei der Dachgesellschaft der Prager Petschek-Unternehmen in Berlin. Im November 1936 wanderte er noch vor seinem Bruder Bruno nach Los Angeles aus, wo er bis zu seinem Ruhestand 1965 als Effektenmakler und Anlageberater arbeitete.
 Lothar Frank war mit der Sozialwissenschaftlerin Dr. rer. pol. Elisabeth Frank geb. Roth (1900–1969) verheiratet, die ihm 1931 in Berlin den Sohn Anton Frank gebar. Anthony M. Frank wurde Leiter einer großen amerikanischen Spar- und Darlehenskasse und bekleidete von 1988 bis 1992 das Amt des United States Postmaster General.[78]
- Bruno Franks Schwester Ruth (Helene) Frank (1908–2004) studierte Medizin in München und in der Tschechoslowakei. Nach dem Münchner Abkommen wanderte auch sie nach den USA aus,[79] wo sie in New York als Narkoseärztin arbeitete und sich verheiratete. 1980 lebte sie unter ihrem Ehenamen Welch-Hayman verwitwet in New York.[80]

Am 9. März 1938 hatten die Nationalsozialisten Bruno Frank und seiner Frau Liesl die Staatsbürgerschaft entzogen, am 30. Mai 1939 ereilte auch die Mutter Lina und die Geschwister Helmuth und Ruth das gleiche Schicksal. Sie waren den NS-Schergen zwar durch Auswanderung entkommen, verloren jedoch ihre Heimat und ihr Vermögen. Das Ehepaar Frank musste bis Ende 1944 auf die Verleihung der amerikanischen Staatsbürgerschaft warten, weil Bruno Frank mit dem kommunistenaffinen Verlag El libro libre in Mexiko im Kontakt stand und deswegen seit 1942 vom FBI beobachtet wurde.

#### Ehefrau
Elisabeth Pallenberg (1903–1979), genannt Liesl, war die uneheliche Tochter der österreichischen Operettendiva Fritzi Massary (1882–1969) und von Karl-Kuno Graf von Coudenhove (1887–1940). Als Fritzi Massary 1916 den berühmten Schauspieler Max Pallenberg heiratete, nahm dieser Liesl an Kindes statt an und gab ihr seinen Namen. Bruno Frank, der damals in Feldafing wohnte, heiratete Liesl am 6. August 1924 in Pallenbergs Landhaus in Garmisch. Das Paar wohnte zunächst weiter in Feldafing und siedelte 1926 über in die Mauerkircherstraße 43 im Herzogpark in München-Bogenhausen, in unmittelbarer Nachbarschaft zu Thomas Mann, mit dem Frank seit 1910 befreundet war.
Die Ehe von Bruno und Liesl Frank blieb kinderlos. Nach Franks Tod übersiedelte Liesl Frank nach New York und betätigte sich hinfort in Zusammenarbeit mit Joseph Bornstein (1899–1952) als Literaturagentin. 1948 heiratete sie den Regisseur Leo Mittler und nahm den Familiennamen Frank-Mittler an. Anfang der 1950er Jahre kehrte das Ehepaar nach Deutschland zurück. Nach dem Tod ihres zweiten Mannes 1958 heiratete Liesl Frank-Mittler 1965 den Drehbuchautor Jan Lustig. Sie wohnte mit ihm in München in der Mauerkircherstraße 84, in der gleichen Straße, in der auch das Ehepaar Frank gewohnt hatte. Liesl Frank-Mittler starb am 21. März 1979. Ihr literarischer Nachlass wird in der Monacensia verwahrt, dem Literaturarchiv der Münchner Stadtbibliothek. Er enthält unter anderem auch einen Teil der schriftlichen Hinterlassenschaften von Bruno Frank. Ein weiterer Teil des schriftlichen Nachlasses von Bruno Frank wird im Deutschen Literaturarchiv Marbach verwahrt.

### Randnotizen

#### Nora von Beroldingen
Bruno Franks Stuttgarter Jugendfreundin Nora von Beroldingen schrieb 1946 an den Schriftsteller Herbert Günther, der in den 1920er Jahren oft bei den Franks in München verkehrte: „Sehr gelacht habe ich, als Sie das Wort »urban« nannten, das sagte er schon als Bub, und ich neckte ihn immer und meinte, er müsse in die Urbanstraße ziehen, die unweit unserer geliebten Uhlandhöhe lag.“

#### PiusXII.
Nach dem Ersten Weltkrieg soll Bruno Frank im Ernährungsamt in München ausgeholfen haben. Wenn man einem Bericht von Marta Feuchtwanger Glauben schenken darf, saß er eines Tages „im Wittelsbacher Palais an einem Schreibtisch, als […] ein großartig aussehender Prälat hereintrat und ihn mit leiser Stimme fragte, ob er auch weiterhin seine Butterration bekommen könne. Frank sagte, er wolle sein Möglichstes tun. Der Prälat war Nuntius Pacelli, der spätere Papst Pius XII.“

#### Liesl und Bruno Frank in der Presse
Die Münchener Kunst- und Literaturzeitschrift Jugend veröffentlichte nicht nur ein Gedicht und zwei Novellen von Bruno Frank, sondern 1928 auch als Titelbild das Gemälde Die Gattin des Dichters Bruno Frank von Susanne Carvallo-Schülein und 1930 eine Karikatur Bruno Franks von Eva Herrmann. In einem Feuilletonartikel Deutschlands Dichter beim Friseur plauderte Erich Kästner 1928 aus dem „Nähkästchen“ eines Berliner Prominentenfriseurs. Im Gästealbum der „Haarkünstlerei“ verewigte sich neben Theaterstars und anderen Dichtern auch Bruno Frank mit der Sentenz: „Der einzige Ort, wo man gerne Haare läßt. Der einzige Ort, wo man nicht gerne ungeschoren bleibt.“

#### Natasha Lytess
Bruno Frank soll eine Beziehung mit Natasha Lytess (1915–1963) gehabt haben. Sie war Jüdin und Mitglied von Max Reinhardts Schauspieltruppe in Berlin und Wien gewesen. Nach der Machtergreifung verließ sie Deutschland und ließ sich in Los Angeles nieder. Sie erhielt Nebenrollen in einigen Hollywood-Filmen und war auch als Schauspiellehrerin tätig, von 1948 bis 1955 als Privatlehrerin von Marilyn Monroe. Nach Franks Tod 1945 soll sich Lytess als seine Witwe ausgegeben haben. Einigen Quellen zufolge soll Bruno Frank der Vater ihrer angeblich 1943 geborenen Tochter Barbara sein; laut anderen Quellen war deren Vater jedoch Leonhard Frank, und ihr Geburtsjahr war 1945.

## Werk

### Übersicht
Bruno Frank machte zuerst als Lyriker mit der Herausgabe von Gedichtbänden auf sich aufmerksam (1905–1919). Ab 1911 veröffentlichte er eine Fülle von Novellen und Erzählungen, die von Kritik und Lesern überwiegend freundlich aufgenommen wurden. Später verfasste er mehrere politisch inspirierte Novellen, besonders die kontrovers diskutierte Politische Novelle. Mitte der 1920er Jahre erschienen zwei vielbeachtete Erzählwerke, die sich mit Friedrich dem Großen befassten: Tage des Königs und Trenck. In den 1920er und 1930er Jahren schuf Frank ein rundes Dutzend Lustspiele und Schauspiele, darunter die sehr erfolgreiche Komödie Sturm im Wasserglas. Sein bedeutendster Roman, Cervantes, erschien im Exil; ihm folgten zwei weitere Exilromane, die sich mit dem deutschen Faschismus und der Judenverfolgung befassten: Der Reisepaß und Die Tochter. 1944 plante Fritz H. Landshoff, im Querido Verlag eine sechs- oder siebenbändige Gesamtausgabe von Franks Schriften herauszubringen. Der Plan wurde jedoch nicht ausgeführt.

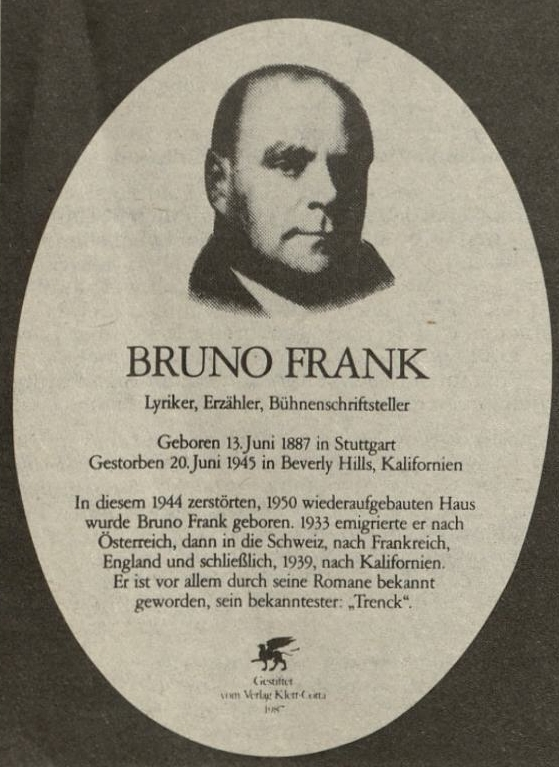
Gedenktafel an Bruno Franks Geburtshaus, Stuttgart, Silberburgstraße 159

„Sein früher Tod – nur einen Monat nach dem Zusammenbruch des Dritten Reiches – hinderte ihn daran, nach dem Kriege in einem wieder freien Deutschland aufzutreten und den Erfolg weiterzuerringen, wie es vielen seiner Schriftstellerfreunden gelang.“ Heute (2016) ist Bruno Frank fast vergessen. Das galt schon 1975, als Martin Gregor-Dellin, der Herausgeber einer Werkausgabe Franks, über diesen Stand der Dinge Klage führte: „Dabei zählt er nicht nur zu den namhaften Autoren der Exil-Generation, sondern hat auch die literarische Szenerie der 1920er Jahre in Deutschland mitbestimmt.“ In den 1950er und 1960er Jahren brachten namhafte Verlage „zahlreiche Neuausgaben“ von Franks Prosabüchern heraus, „mit denen er in dem Jahrzehnt zwischen 1924 und 1934 einem größeren Publikum bekannt geworden war“. Im Rowohlt Verlag erschien 1957 eine einbändige Werkauswahl mit Prosawerken, Gedichten und Schauspielen. Von 1975 bis 1985 veranstaltete der Nymphenburger Verlag unter der Federführung von Martin Gregor-Dellin eine sechsbändige Werkausgabe mit fünf von Franks Romanen und einer Auswahl seiner Novellen und Erzählungen. Inzwischen ist keines der Werke von Bruno Frank mehr lieferbar. Auch Franks Bühnenstücke werden seit 30 Jahren nicht mehr aufgeführt (ein Schicksal, das sie mit den Werken berühmterer Dramatiker teilen).

### Gedichte
Im Alter von achtzehn Jahren, kurz vor dem Abitur, trat Bruno Frank 1905 erstmals mit einem dichterischen Werk, dem Gedichtband Aus der goldnen Schale, ins Licht der Öffentlichkeit. Dem Erstling folgten zwei weitere Bände: „Gedichte. Zweite, stark vermehrte Auflage“ (1907) und Die Schatten der Dinge (1912). 1913 veröffentlichte er den Gedichtzyklus Requiem zum Gedenken an seine verstorbene Freundin und 1915 eine Sammlung von acht Kriegsgedichten, Strophen im Krieg. Ein Flugblatt. Das Bändchen Requiem. Gedichte von 1916 enthielt drei alte Gedichte, darunter Requiem, und 23 neue Gedichte. 1919 brachte er noch einmal einen Gedichtband heraus, Die Kelter. Ausgewählte Gedichte, eine Sammlung von 123 alten und acht neuen Gedichten, die er aus einem Fundus von etwa 300 Gedichten ausgewählt hatte.
Franks Gedichte fanden Beachtung in der literarischen Welt und wurden in einschlägigen Zeitschriften besprochen, unter anderem von Hermann Hesse. Kennzeichen seiner Lyrik war nach seinem Biographen Sascha Kirchner die „geläuterte und gefilterte Empfindung“. Sein Selbstbekenntnis in der Kleinen Autobiographie von 1930, sein ethischer und literarischer Geschmack sei ziemlich altmodisch, trifft auch auf seine meist kurzen und schlichten Gedichte zu, die klassischen Formprinzipien gehorchen und sich durch ihre „fehlende Zeitgebundenheit“ auszeichnen, während sich unter seinen Zeitgenossen der Expressionismus zur Blüte entwickelte. Auch dies mag ein Grund dafür sein, dass Franks Lyrik keinen dauerhaften Nachhall gefunden hat in der Literaturgeschichte. Ab etwa 1913 entstanden nur noch wenige Gedichte, und Bruno Frank widmete sich hinfort fast ausschließlich der Prosa und dem Schauspiel.

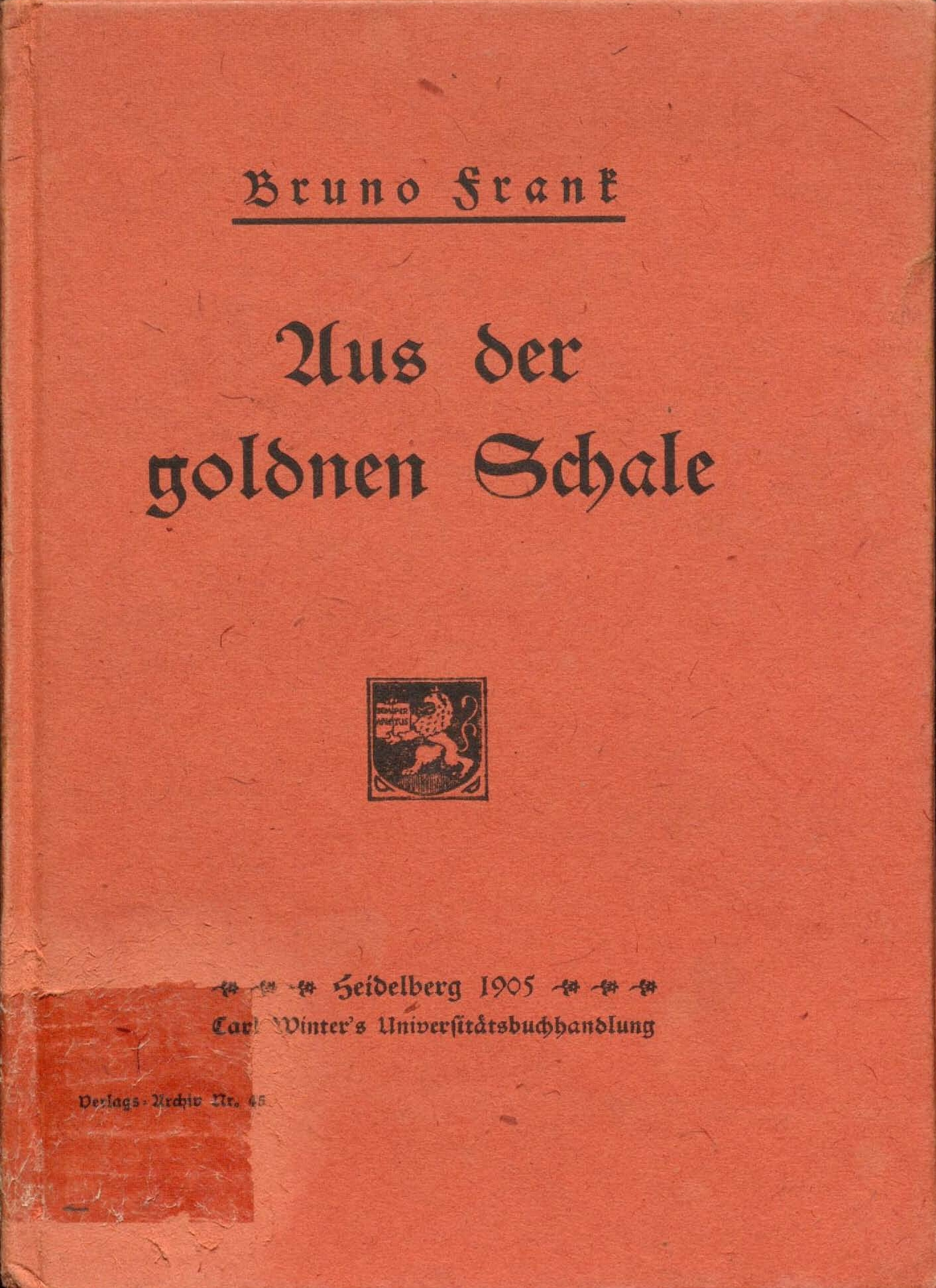
Gedichtband Aus der goldnen Schale, 1905.
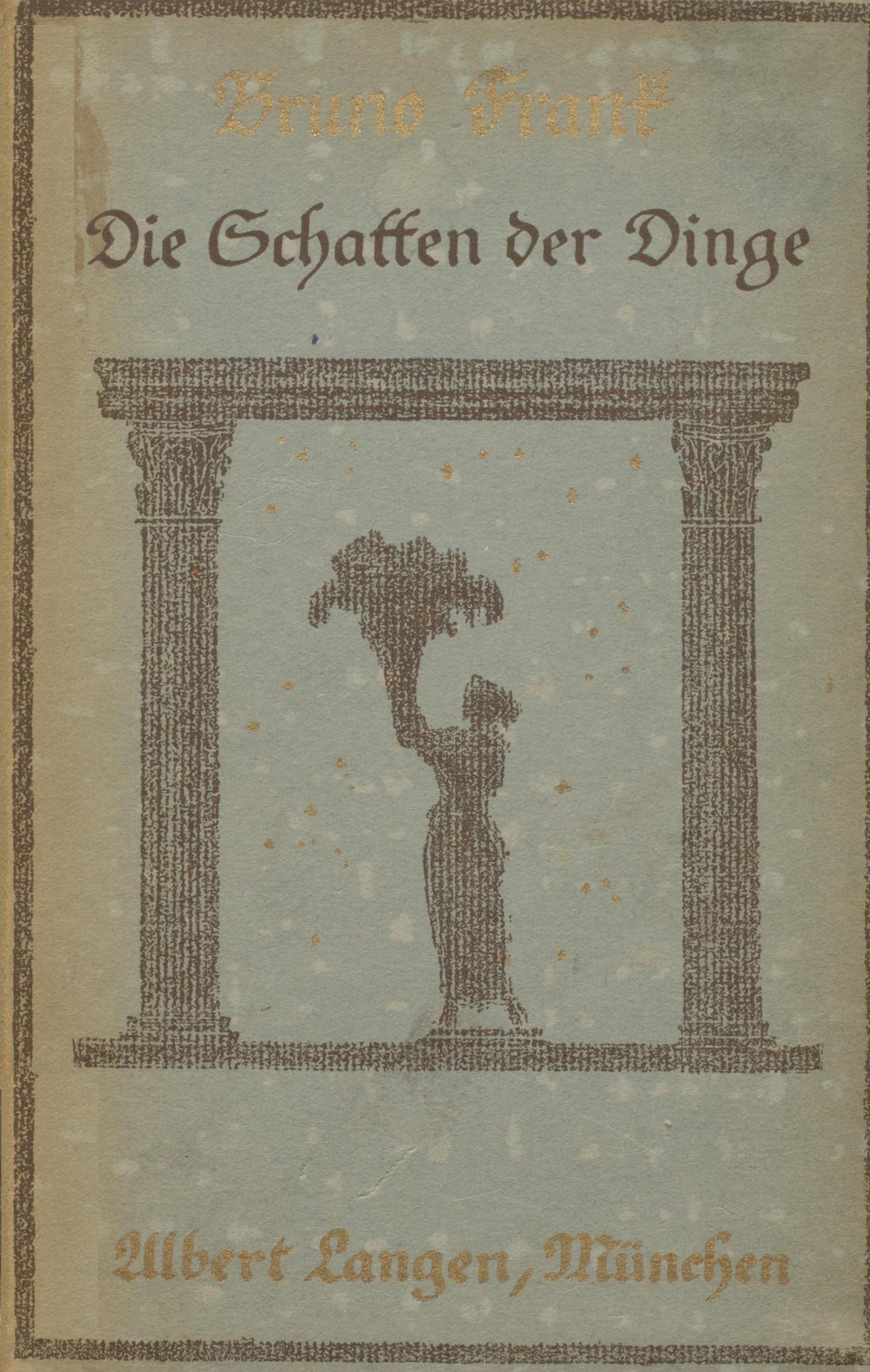
Gedichtband Der Schatten der Dinge, 1912.
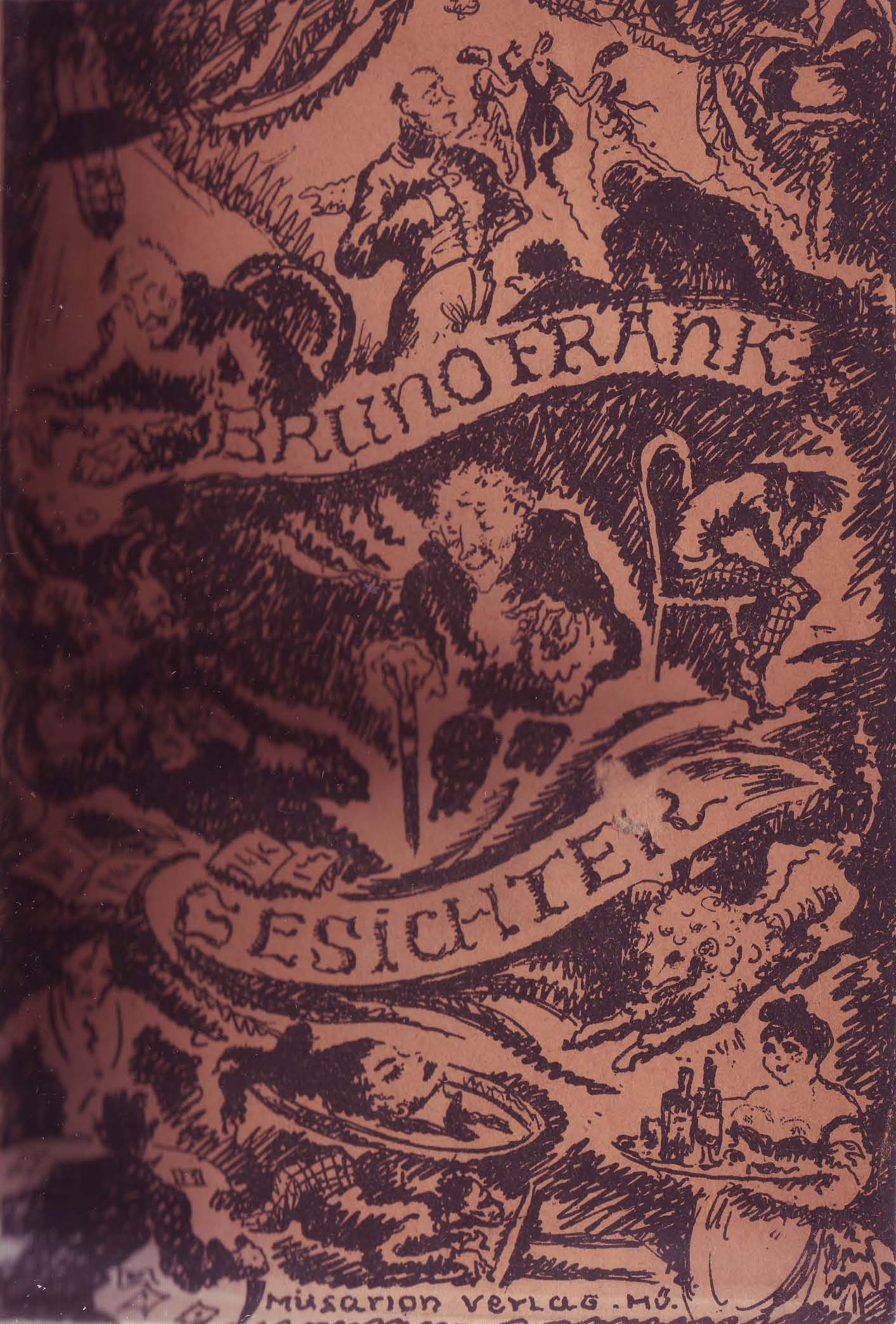
Novellenband Gesichter, 1920.

### Novellen
Hinweis: Da die Unterscheidung zwischen Novellen und Erzählungen fließend ist, werden in diesem Abschnitt auch die kleineren Erzählungen behandelt.
Von 1911 bis 1933 veröffentlichte Bruno Frank eine Fülle von meist in Sammelbänden erscheinenden Novellen. Seine Kurzprosa ist großenteils ein Spiegelbild seines hohen Gerechtigkeitssinns, seiner tiefen Humanität und der Mitleidsethik seines „privaten Hausgottes“ Schopenhauer.
Der erste Novellenband Flüchtlinge (1911) handelt von den „Fluchtversuchen der Protagonisten“, ihrer Flucht in das Leben, den Tod oder in die Kunst: ein angehender Philosoph rastet aus und wendet sich enttäuscht einem bürgerlichen Beruf zu (Der Papagei), ein Industriemanager sucht vergeblich, dem Getriebe des Alltags zu entkommen (Ein Abenteuer in Venedig), ein Mann verzweifelt an seiner Unfähigkeit, dem Bösen die Stirn zu bieten (Das Böse), ein junges Paar sucht den Tod und findet den Weg zurück ins Leben (Pantomime).
In dem Band Der Himmel der Enttäuschten (1916) macht die Titelnovelle den Leser mit einem merkwürdigen „Trostinstitut“ bekannt, das den vom Leben Enttäuschten ihre geheimen Wünsche erfüllt, während andere Novellen die Schicksale von Menschen erzählen, die auf der Suche nach einem irdischen Himmel gescheitert sind: ein Industrieller, der seine Erfüllung im Gold zu finden glaubt (Das Goldbergwerk), ein Diplomat, dessen Begierde einer Haremsdame zum Verhängnis wird (Der Marschall), ein verträumter Romantiker, der sich in den kinematographischen Schatten einer Leinwanddarstellerin verliebt (Der Schatten), ein Abenteurer mit weichem Herzen, der den Tod auf dem Schlachtfeld sucht (La Buena Sombra).
Bis 1930 erschienen neun weitere Sammelbände mit Kurzprosa, die auch einige neue Novellen enthielten, darunter die einfühlsamen Frauenporträts Frau Ethel Redgrave, Hochbahnfahrt, Die Unbekannte und Das Haar, die Novelle Schwager Kronos, eine launige Traumphantasie über die Begegnung eines Soldaten mit dem leibhaftigen Tod, und die Novelle Koptisch muß sein über einen Wissenschaftler, der seine Forschungen durch den Betrieb einer Spielhölle finanziert. Neben diesen kleineren Werken entstanden in den 1920er Jahren einige von Bruno Franks bedeutendsten Novellen:
- Bigram (1921), das Porträt eines Mannes, der einen Lebensentwurf jenseits von Erwerbsstreben und gesellschaftlichem Ehrgeiz verwirklicht.
- Der Goldene (1921), die Geschichte einer Selbstüberwindung, in der ein goldener Käfer eine tragende Rolle spielt.
- Der Magier (1929), eine literarische Huldigung an Max Reinhardt, den damals ungekrönten König der Theaterregie.
- Die Monduhr (1933), die Schilderung einer magischen Obsession, die einen entwurzelten afrikanischen Eingeborenen in die Verzweiflung treibt.

Eine Ausnahme in Franks Novellistik ist die Politische Novelle von 1928, die die deutsch-französische Aussöhnung zum Thema hat. Der französische Außenminister und sein designierter deutscher Amtskollege treffen sich in Südfrankreich und diskutieren hoffnungsvolle Perspektiven für die Zukunft ihrer Völker. Auf der Rückfahrt wird der Deutsche ermordet, fast eine düstere Vorahnung künftiger Entwicklungen.
In den 1940er Jahren schuf Frank in der kalifornischen Emigration noch einmal drei Novellen (von denen zwei nur in englischer Übersetzung allgemein zugänglich sind). Zwei dieser „Nachzügler“ seines novellistischen Schaffens sind eng verbunden mit seinem unermüdlichen Kampf gegen die Barbarei der NS-Herrschaft. In Sechzehntausend Francs (1940) entflieht ein hoher Beamter des Justizministeriums vor dem nationalsozialistischen Terror nach Frankreich, das sich ihm in der Freiheit des Vorkriegs noch als Hort der Zivilisation präsentiert. Honour thy Father and thy Mother (1943) zeigt am Beispiel eines hohen NS-Funktionärs die Unmenschlichkeit des Systems, das vor keiner Gräueltat, auch nicht in der eigenen Familie zurückschreckt. In der ungewöhnlichen Liebesgeschichte The suitcase (1943) zerstieben die Ausstiegspläne eines Mannes im Nichts, als seine Frau ihn scheinbar in flagranti betrifft, aber trotz erdrückender Indizien allein seinem Wort vertraut, – für den Beinahe-Aussteiger die wunderschönste Erfahrung seines Lebens.

### Erzählungen
Franks erstes Prosawerk war das Büchlein Im dunkeln Zimmer (1906), eine „selbstbiographisch gefärbte, grüblerische Liebesgeschichte, die aber so gut wie unbemerkt blieb“. Bis in die 1930er Jahre veröffentlichte Frank eine Vielzahl kleinerer Erzählungen und Novellen, die in dem Abschnitt Novellen behandelt werden. Zu Franks bedeutendsten und vielleicht populärsten Werken gehören die beiden Erzählwerke aus den 1920er Jahren, die um Friedrich den Großen kreisen, die Tage des Königs (1924) und Trenck. Roman eines Günstlings (1926) (siehe Romane).
Tage des Königs ist ein Zyklus von drei Novellen, die Friedrich den Großen in seinen letzten Lebensjahren porträtieren, und zwar als Mensch mit seinen Widersprüchen, fernab von jeder hymnischen Verehrung. In Der Großkanzler setzt sich der König in absolutistischer Machtvollkommenheit über das Urteil der Gerichte hinweg, entlässt unter einem Vorwand seinen Großkanzler und ersetzt ihn durch einen Mann, der für ihn den langgehegten Plan einer Strafrechtsreform auf den Weg bringt. In Die Narbe enthüllt er einem alten Freund und Weggefährten, dass eine misslungene Operation an seinen Geschlechtsorganen ihm auch eine seelische Narbe geschlagen hat, die vielleicht ursächlich wurde für manche Verhärtung in seinem Wesen. Alkmene schließlich zeigt einen verbitterten Mann in seiner Einsamkeit, dem das Schicksal mit seiner Lieblingshündin Alkmene auch eine der letzten Freuden seiner alten Tage raubt.

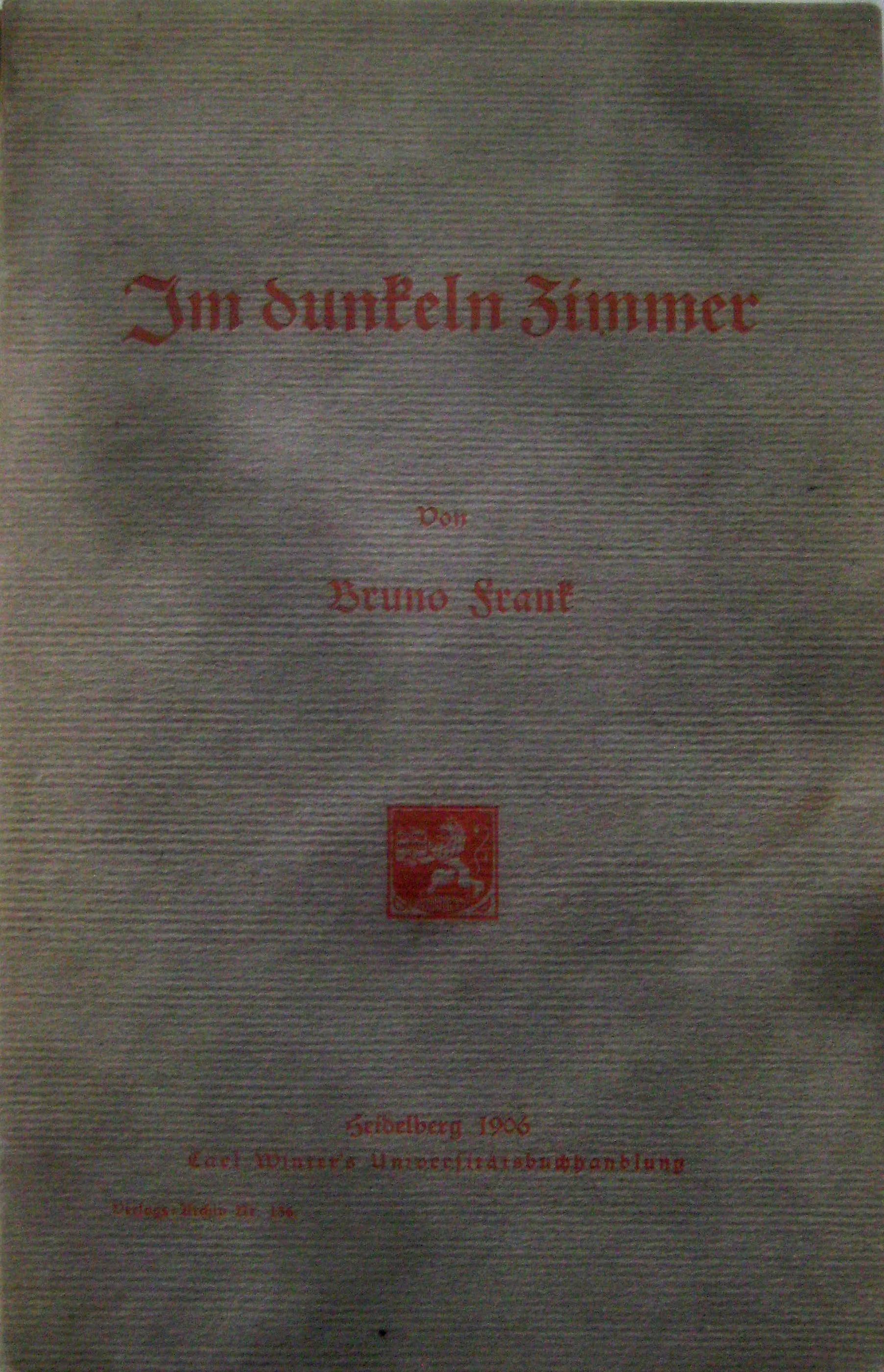
Im dunkeln Zimmer, 1906.
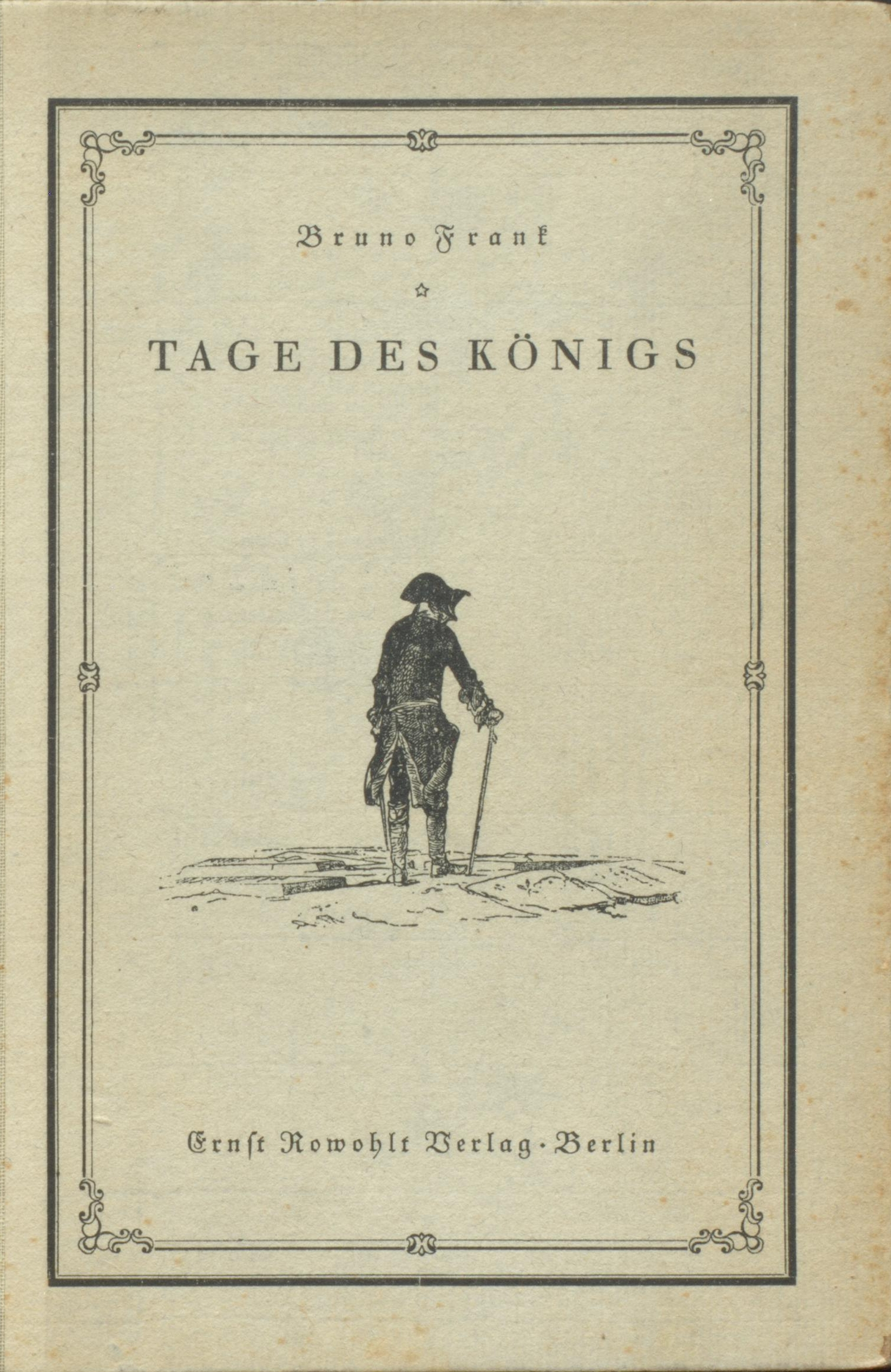
Tage des Königs, 1924.
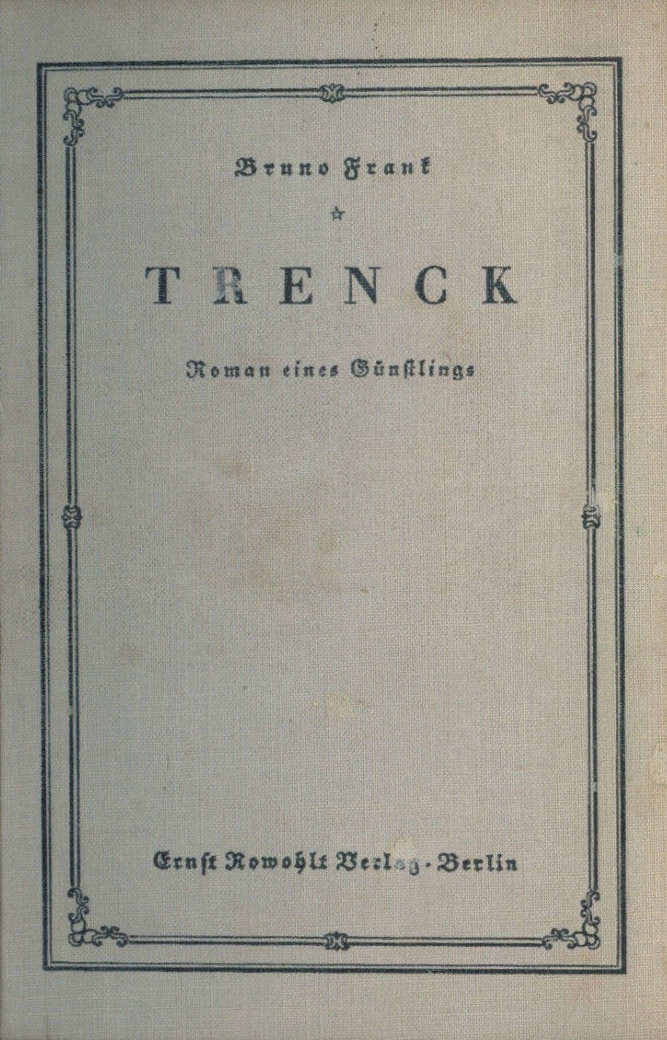
Trenck, 1926.
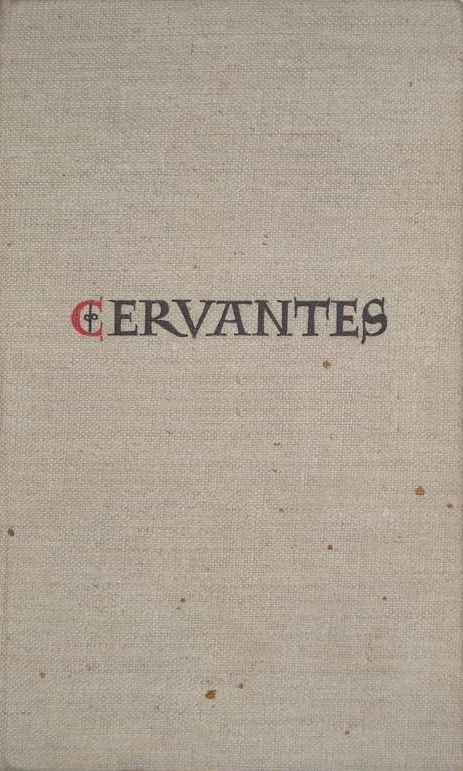
Cervantes, 1934.

### Romane
Sein erster Roman, Die Nachtwache (1909) porträtiert einen Schriftsteller, der an seiner erlahmenden Schaffenskraft verzweifelt. Die Kritik attestierte Frank „stoffliche Reife“ sowie an Thomas Mann erinnernde „diskrete Ironie“ und „sprachlichen Nuancenreichtum“. In seinem nächsten Roman, Die Fürstin (1915), erzählt er die Entwicklungsgeschichte eines jungen Mannes, der zur Unterwerfung neigt und schließlich sein Lebensziel findet als dienender, hingebungsvoller Aquarienwärter in einem Meeresforschungsinstitut. In Trenck. Roman eines Günstlings (1926) schildert Frank die tragische (nicht verbürgte) Liebesgeschichte zwischen dem Fähnrich Friedrich von der Trenck und Prinzessin Amalie von Preußen, der Schwester Friedrichs des Großen. Als der König von der unstandesgemäßen Liebschaft erfährt, steckt er Trenck ohne Urteil in Festungshaft und verbannt seine Schwester als Äbtissin in ein Kloster. In beider Leben ergeben sich viele weitere Verwicklungen, die dem Autor jedoch nur als Folie zu dienen scheinen, um ein Porträt Friedrichs des Großen nachzuzeichnen.
Bereits in der Emigration erschien Franks bedeutendster Roman Cervantes (1934), der die Vorgeschichte zu Cervantes’ Meisterwerk Don Quijote schildert. Frank beschreibt in farbigen Bildern markante Episoden im Leben des Spaniers, der wie ein Odysseus auf seinen abenteuerlichen Fahrten ziellos durch die Welt irrt, bis er in seinen reiferen Jahren endlich doch seine Bestimmung findet und im Gefängnis mit der Niederschrift des Don Quijote beginnt. In seinem ersten Exilroman hatte Frank auch den spanischen Rassenwahn der Lächerlichkeit preisgegeben, wohl mit Seitenblick auf die aktuelle Entwicklung in dem Unrechtsstaat des „Dritten Reichs“. Seine beiden letzten Exilromane thematisieren den Kampf gegen den deutschen Faschismus und den Leidensweg galizischer Ostjuden. In Der Reisepaß (1937) beteiligt sich der Prinz von Sachsen-Camburg an einem Putschversuch gegen die Nationalsozialisten. Der Prinz entgeht der Festnahme, befreit den inhaftierten Führer der Putschisten und flieht mit ihm nach England. Der Roman Die Tochter (1943) schildert das Schicksal von drei galizischen Jüdinnen in der ersten Hälfte des 20. Jahrhunderts. Vor dem geschichtlichen Panorama wechselnder Herrschaftssysteme veranschaulicht er die stille Ausgrenzung, den offenen Antisemitismus und die Pogrome, unter denen die jüdische Bevölkerung in Galizien zu leiden hatte.

### Schauspiel

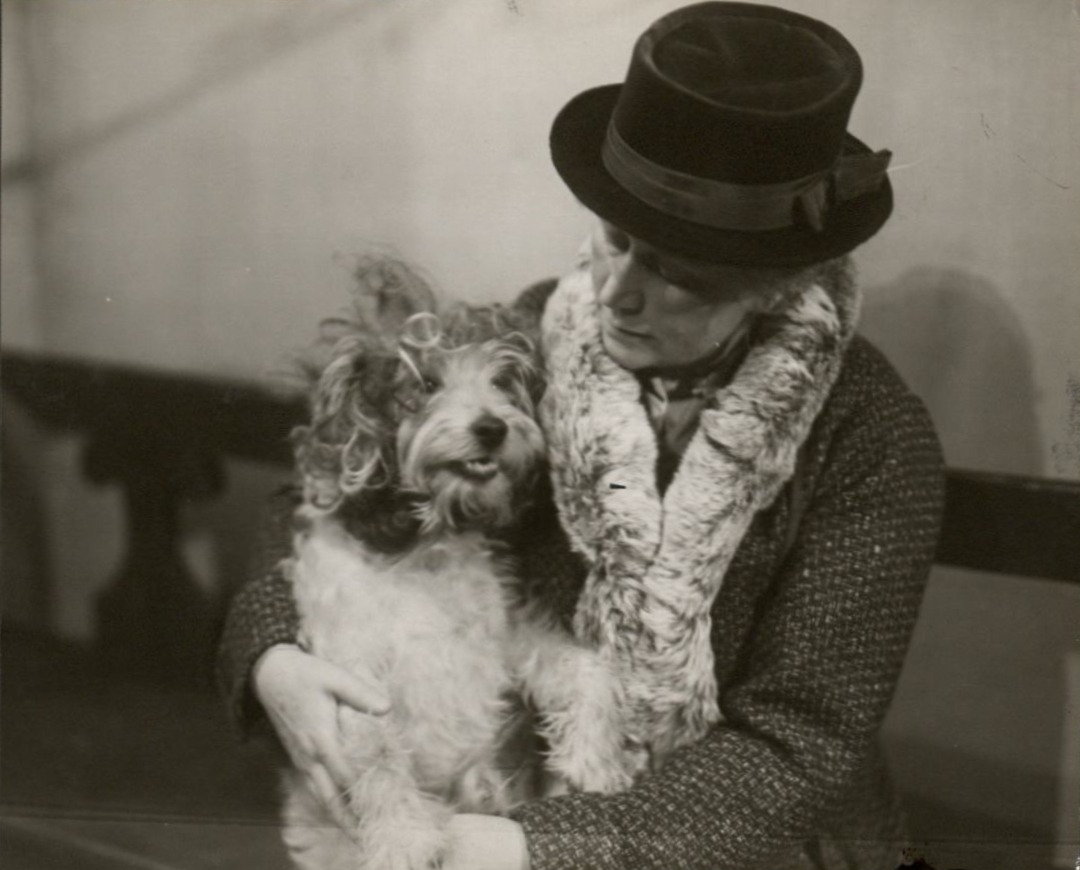
Sturm im Wasserglas, 1930. – Bruno Franks Freundin Emmy Remolt-Jessen als Frau Vogl mit ihrem Hund Toni

Ab 1916 wohnte Bruno Frank ein Jahrzehnt lang in Feldafing am Starnberger See, in Reichweite der bayerischen Metropole. Geplagt von Geldnot, wandte er sich dem Drama zu und schrieb Bühnenstücke zum Zweck der Subsistenzsicherung. Sein erstes Schauspiel war die Komödie Die treue Magd (1916), ein unterhaltsames und publikumswirksames Stück, mit dem er eine Probe seines dramatischen Talents zum besten gab. Es folgten weitere Lustspiele und zwischendurch auch ernste Stücke, unter anderem die beiden erfolgreichen Schauspiele Zwölftausend (1927), in dem er den Soldatenhandel anprangert, und Der General und das Gold (1932), ein Stück über Aufstieg und Niedergang eines Auswanderers.
Gegen Ende der 1920er Jahre schrieb Frank noch einmal drei Lustspiele, die ihre Verwandtschaft zur Boulevardkomödie und auch dem Volkstheater nicht leugneten: die Perlenkomödie (1929), Nina (1931) und das erfolgreichste seiner Bühnenstücke, die Komödie Sturm im Wasserglas (1930), die nicht nur an deutschsprachigen Bühnen, sondern als Storm in a teacup auch in England mit großem Erfolg aufgeführt und verfilmt wurde. Im Exil brachte Frank noch einmal ein Schauspiel heraus, Die verbotene Stadt (1940), ein Stück, das in China zur Zeit des Boxeraufstandes spielte, mit dem er aber offenbar nicht den Nerv des amerikanischen Publikums traf.

### Sonstiges
Ab 1908 lieferte Bruno Frank auch für Zeitschriften und Zeitungen Beiträge nicht-literarischer Art. Er begann mit der Rezension von Gedichten und wandte sich alsbald auch der Besprechung von Prosa- und Bühnenwerken zu. Einige Essays widmete er von ihm geschätzten Dichtern, etwa Hölderlin, Kipling und Klabund, und seinen „privaten Hausgöttern“ Thomas Mann und Iwan Turgenjew. Andere Essays befassten sich mit kulturellen Themen oder mit politischen Fragen. Zu diesen gehören gedruckte Reden wie Von der Menschenliebe (1919) und The Very Friends of the American People (1942) sowie der unveröffentlichte Essay Lüge als Staatsprinzip (1939).
Da Bruno Frank völlig uneitel war, gibt es nur wenige autobiographische Selbstzeugnisse von ihm. Manche Kenntnisse über seine Person verdanken wir den in den 1920er und 1930er Jahren grassierenden „Umfragen“ von Zeitschriften, die etwa Auskunft geben sollten über die „besten Bücher des Jahres“ oder Antworten auf Fragen wie „Welches Ihrer Bücher wurde am ungerechtesten behandelt?“ oder „Warum werden Ihre Bücher viel gelesen?“.
In den 1920er und 1930er Jahren betätigte sich Bruno Frank auch als Übersetzer, vor allem von französischen und englischen Bühnenstücken. In den 1930er und 1940er Jahren, vor allem am Anfang seines kalifornischen Exils, war er auch als Drehbuchautor für Hollywood tätig.

### Werkverzeichnis

#### Gesamtverzeichnis
| Spaltenlegende und -sortierung |                                                                           |
| Legende |                                                                           |
| \| Teil \| - Teil 1: Bücher - Teil 2: Vorabdrucke und Nachdrucke - Teil 3: Aufsätze. \|                                                                       |                                                                           |
| Sortierung |                                                                           |
| - Eine Spalte sortieren: das Symbol im Spaltenkopf anklicken. - Nach einer weiteren Spalte sortieren: Umschalttaste gedrückt halten und das Symbol anklicken. |                                                                           |
| Teil | - Teil 1: Bücher - Teil 2: Vorabdrucke und Nachdrucke - Teil 3: Aufsätze. |

| Teil | Jahr    | Werk | Gattung            |
| ---- | ------- | --- | ------------------ |
| 1    | 1905.1  | Aus der goldnen Schale. Gedichte. Winter, Heidelberg 1905. – Motto: „Que sçay-je? Montaigne.“ Literatur: Ackerknecht 1956, S. 127, Kirchner 2009, S. 24–26. | Gedichte           |
| 1    | 1906.1  | Im dunkeln Zimmer. Winter, Heidelberg 1906. Literatur: Kirchner 2009, S. 27–29, Frank 1907.1, S. 119, Paul 1982.1, S. 383. | Kurzprosa          |
| 1    | 1907.1  | Gedichte. Zweite, stark vermehrte Auflage. Winter, Heidelberg 1907. Enthält: Frank 1905.1 und 53 neue Gedichte. Literatur: Kirchner 2009, S. 31–32, Paul 1982.1, S. 383. | Gedichte           |
| 1    | 1909.1  | Die Nachtwache. Roman. Winter, Heidelberg 1909. – Widmung: „Willy Speyer gewidmet.“ Literatur: Ackerknecht 1956, S. 128, 129, Kirchner 2009, S. 34, 36, 38–40, 59, 349, 386, 397. | Romane             |
| 1    | 1911.1  | Flüchtlinge. Novellen. Langen, München 1911. Literatur: Ackerknecht 1956, S. 128, 130, Bab 1918, S. 413–414, Kirchner 2009, S. 46–48, 57, 349, 350, 387, 399, Paul 1982.1, S. 383–384. | Kurzprosa          |
| 1    | 1912.1  | Die Schatten der Dinge. Gedichte. Langen, München 1912. – Widmung: „Frau Elisabeth Griesinger in Freundschaft und Verehrung“. Literatur: Ackerknecht 1956, S. 127, Bab 1918, S. 414–415, Kirchner 2009, S. 52–55, 57, 219, 351, 397, Loerke 1918. | Gedichte           |
| 1    | 1912.2  | Gustav Pfizers Dichtungen. Wilhelm Kloeres, Tübingen 1912. – Widmung: „Meinen lieben Eltern in Dankbarkeit.“ Literatur: Kirchner 2009, S. 50–51. | Dissertation       |
| 1    | 1913.1  | Requiem. Langen, München 1913. Literatur: Ackerknecht 1956, S. 127, Bab 1918, S. 415, Kirchner 2009, S. 56–58, 84, 88, 351, 386, 389, Mann 1984.5. | Gedichte           |
| 1    | 1915.1  | Die Fürstin. Roman. Langen, München 1915. Literatur: Ackerknecht 1956, S. 130, Bab 1918, S. 414, Frank 1926.8, Kirchner 2009, S. 77–84, 88, 91, 272, 304, 317, 354, 358, 390, 395, 400, Müller 1994, S. 6–7. | Romane             |
| 1    | 1915.2  | Strophen im Krieg. Ein Flugblatt. Albert Langen, München 1915, online:. Literatur: Kirchner 2009, S. 71–74. | Gedichte           |
| 1    | 1916.1  | Der Himmel der Enttäuschten. Novellen. Langen, München 1916. Literatur: Paul 1982.1, S. 383–384, 386–387, Bab 1918, S. 413–414. | Kurzprosa          |
| 1    | 1916.2  | Die treue Magd. Komödie in drei Akten. Drei Masken, Berlin/München 1916. – Widmung: „Emmy Remolt, der Frau und der Darstellerin“. Literatur: Ackerknecht 1956, S. 134, Kirchner 2009, S. 85–87, 90, 355, 386, 396, 398. | Schauspiel         |
| 1    | 1916.3  | Requiem. Gedichte. Reiss, Berlin 1916. Vermehrte Neuauflage von Frank 1913.1. – Widmung: „Emma Ley zum Gedächtnis“. Literatur: Bab 1918.2, Rieß 1917, Loerke 1918, Martens 1922. | Gedichte           |
| 1    | 1918.1  | Bibikoff. Lustspiel in drei Akten frei nach einer Humoreske Dostojewskis. Drei Masken, Berlin/München 1918. Literatur: Kirchner 2009, S. 91, 386, Stern 2000, S. 152. | Schauspiel         |
| 1    | 1918.2  | Die Schwestern und der Fremde. Schauspiel in zwei Aufzügen und einem Vorspiel. Georg Müller, München 1918. Literatur: Kirchner 2009, S. 88–91, 355, 356, 386, 396, Klemperer 2015, S. 44–45. | Schauspiel         |
| 1    | 1919.1  | Die Kelter. Ausgewählte Gedichte. Musarion, München 1919. Literatur: Ackerknecht 1956, S. 127. | Gedichte           |
| 1    | 1919.2  | Die Trösterin. Schauspiel in drei Akten. Musarion, München 1919. Literatur: Kirchner 2009, S. 108–110, Ackerknecht 1956, S. 134. | Schauspiel         |
| 1    | 1919.3  | Von der Menschenliebe. Gesprochen im Münchener Politischen Rat geistiger Arbeiter am 10. Dezember 1918. Musarion, München 1919. Literatur: Ackerknecht 1956, S. 130–131, Kirchner 2009, S. 92–97, Klemperer 2015, S. 44–47, Paul 1982.1, S. 385–386, Umlauf 1982, S. 109–110.                                                                                     | Essay              |
| 1    | 1920.1  | Gesichter. Gesammelte Novellen. Musarion, München 1920. Literatur: Ackerknecht 1956, S. 131, Großmann 1921, Paul 1982.1, S. 383–384. | Kurzprosa          |
| 1    | 1921.1  | Bigram. Neue Erzählungen von Bruno Frank. Musarion, München 1921. | Kurzprosa          |
| 1    | 1921.2  | Das Weib auf dem Tiere. Ein Drama. Drei Masken, München 1921. Literatur: Kirchner 2009, S. 115–118, Carpenter 1952, S. 37–39, Umlauf 1982, S. 111. | Schauspiel         |
| 1    | 1921.4  | Leidenschaften und andere Geschichten. Ullstein, Berlin 1921. | Kurzprosa          |
| 1    | 1922.1  | Henne im Korb. Lustspiel in drei Akten. Drei Masken, Berlin 1922. Literatur: Kirchner 2009, S. 118. | Schauspiel         |
| 1    | 1924.1  | Die Melodie. Fleischhauer & Spohn, Stuttgart 1924. | Kurzprosa          |
| 1    | 1924.2  | Schimmelmanns Brautschau. Schwank in drei Akten. Iris Musik- und Theater-Verlag, Recklinghausen 1924. Literatur: Kirchner 2009, S. 118. | Schauspiel         |
| 1    | 1924.3  | Tage des Königs. Rowohlt, Berlin 1924. | Kurzprosa          |
| 1    | 1926.1  | Erzählungen. Rowohlt, Berlin 1926. | Kurzprosa          |
| 1    | 1926.2  | Friedrich der Große als Mensch im Spiegel seiner Briefe, seiner Schriften, zeitgenössischer Berichte und Anekdoten. Deutsche Buchgemeinschaft, Berlin 1926. Literatur: Ackerknecht 1956, S. 131, Kirchner 2009, S. 149. | Quellen- sammlung  |
| 1    | 1926.3  | Trenck. Roman eines Günstlings. Rowohlt, Berlin 1926. Literatur: siehe Trenck. | Romane             |
| 1    | 1927.1  | Ein Konzert, Novellen. Gustav Kiepenheuer, Potsdam 1927. | Kurzprosa          |
| 1    | 1927.2  | Zwölftausend. Schauspiel in drei Akten. Rowohlt, Berlin 1927. Literatur: Ackerknecht 1956, S. 134, Frank 1926.8, Günther 1957, S. 90–91, Kirchner 2009, S. 154–160, 12, 181, 197, 314–315, 362, 387, 396, 397, Umlauf 1982, S. 109, 112. | Schauspiel         |
| 1    | 1928.2  | Politische Novelle. Rowohlt, Berlin 1928. Literatur: siehe Politische Novelle. | Kurzprosa          |
| 1    | 1928.8  | Le Roman de Locarno: Politische Novelle (französisch-deutsch). Traduit de l’allemand par Joseph Delage. Préface de Bernard Zimmer. Paris 1928. - Übersetzung von Frank 1928.2. | Kurzprosa          |
| 1    | 1929.1  | Der Magier. Novelle. Rowohlt, Berlin 1929. | Kurzprosa          |
| 1    | 1929.2  | Perlenkomödie. Ein Spiel in 4 Akten. Drei Masken, München 1929. Literatur: Günther 1957, S. 91, Kirchner 2009, S. 187–188, 399, Umlauf 1982, S. 111. | Schauspiel         |
| 1    | 1930.2  | Erzählungen. Fritzsche und Schmidt, Leipzig 1930. | Kurzprosa          |
| 1    | 1930.3  | Gesammelte Erzählungen. Buchgemeinde, Berlin 1930. | Kurzprosa          |
| 1    | 1930.5  | Sturm im Wasserglas. Komödie. Drei Masken, München 1930. | Schauspiel         |
| 1    | 1931.1  | Nina. Komödie in drei Akten. Drei Masken, München/Berlin 1931. Literatur: Günther 1957, S. 91, Kirchner 2009, S. 192–193, 252, 254, 387, Umlauf 1982, S. 111, 112. | Schauspiel         |
| 1    | 1932.1  | Der General und das Gold. Schauspiel in einem Prolog und acht Bildern. Drei Masken, Berlin 1932. Literatur: Kirchner 2009, S. 194–197, Günther 1957, S. 92. | Schauspiel         |
| 1    | 1934.1  | Cervantes. Ein Roman. Querido Verlag, Amsterdam 1934. Literatur: siehe Cervantes. | Romane             |
| 1    | 1937.1  | Der Reisepaß. Roman. Querido Verlag, Amsterdam 1937. Literatur: siehe Der Reisepaß. | Romane             |
| 1    | 1937.2  | Aus vielen Jahren. Querido Verlag, Amsterdam 1937. Literatur: Paul 1982.1, S. 382–383. | Auswahl            |
| 1    | 1937.3  | Erzählungen. Fikentscher, Leipzig 1937. | Kurzprosa          |
| 1    | 1939.1  | Lüge als Staatsprinzip. Ungedrucktes Manuskript, 1939. Literatur: BF M 4, Kirchner 2009, S. 284–287, Sease 1976, S. 353, 359, Umlauf 1982, S. 115, 119. | Essay              |
| 1    | 1940.1  | Die verbotene Stadt. Ein Schauspiel in drei Akten. Reiss, Basel 1940. Literatur: Kirchner 2009, S. 294–295, 387, Umlauf 1982, S. 111. | Schauspiel         |
| 1    | 1940.2  | Sechzehntausend Francs. Querido Verlag, Amsterdam 1940. Literatur: Paul 1982.1, S. 387, 391, 393, Umlauf 1982, S. 120–121, Weiskopf 1948, S. 63–64. | Kurzprosa          |
| 1    | 1942.5  | The days of the king: a novel. Translated by Helen Tracy Lowe-Porter. With a foreword by Sinclair Lewis and illustrated by Adolf von Menzel. The Press of the Readers Club, New York 1942. | Kurzprosa          |
| 1    | 1943.1  | One fair daughter. Viking Press, New York 1943. Englische Übersetzung von Frank 1943.2. | Romane             |
| 1    | 1943.2  | Die Tochter. Roman. Ed. „El Libro Libre“, México 1943. Literatur: siehe Die Tochter. | Romane             |
| 1    | 1943.8  | Zwölftausend: Schauspiel in drei Akten und Nina: Komödie in drei Akten von Bruno Frank. Edited with introduction, notes and vocabulary by Anthony Scenna. Houghton Mifflin, Boston 1943. | Schauspiel         |
| 1    | 1946.2  | The magician: and other stories. With an introduction by W. Somerset Maugham. The Viking press, New York 1946. Literatur: Carpenter 1952, S. 47–50. | Auswahl            |
| 1    | 1951.1  | Politische Novelle. Deutsche Verlags-Anstalt, Stuttgart 1951. | Kurzprosa          |
| 1    | 1951.2  | Cervantes. Ein Roman. Bibliothek der Unterhaltung und des Wissens, Stuttgart 1951. | Romane             |
| 1    | 1956.1  | Politische Novelle. Reclam, Stuttgart 1956. | Kurzprosa          |
| 1    | 1957.1  | Ausgewählte Werke. Prosa, Gedichte, Schauspiele. Rowohlt, Hamburg 1957. | Auswahl            |
| 1    | 1975.1  | Der Reisepaß. Herausgegeben und mit einem Nachwort von Martin Gregor-Dellin. Nymphenburger Verlagshandlung, München 1975. | Romane             |
| 1    | 1975.2  | Tage des Königs und andere Erzählungen. Mit einer Einführung von Thomas Mann „Politische Novelle“. Herausgegeben und mit einem Nachwort von Martin Gregor-Dellin. Nymphenburger Verlagshandlung, München 1975. | Kurzprosa          |
| 1    | 1976.1  | Tage des Königs. Fischer-Taschenbuch-Verlag, Frankfurt am Main 1976. Nachdruck von Frank 1975.2. | Kurzprosa          |
| 1    | 1977.1  | Trenck. Roman eines Günstlings. Herausgegeben und mit einem Nachwort von Martin Gregor-Dellin. Nymphenburger Verlagshandlung, München 1977. | Romane             |
| 1    | 1978.1  | Cervantes. Roman. Herausgegeben und mit einem Nachwort von Martin Gregor-Dellin. Nymphenburger Verlagshandlung, München 1978. | Romane             |
| 1    | 1979.1  | Die Monduhr. Erzählungen. Herausgegeben und mit einem Nachwort von Martin Gregor-Dellin. Nymphenburger Verlagshandlung, München 1979. | Kurzprosa          |
| 1    | 1981.1  | Trenck. dtv, München 1981. Nachdruck von Frank 1977.1. | Romane             |
| 1    | 1982.1  | Der Himmel der Enttäuschten. Erzählungen. Buchverlag Der Morgen, Berlin 1982. | Kurzprosa          |
| 1    | 1985.1  | Die Tochter. Herausgegeben und mit einem Nachwort von Martin Gregor-Dellin. Nymphenburger Verlagshandlung, München 1985. | Romane             |
| 1    | 2010.1  | Hans Joachim Schädlich liest Bruno Frank: Chamfort erzählt seinen Tod. Fragment eines Romans. Hörbuch-CD. Hörbuch Hamburg, Hamburg 2010. | Fragment           |
| 2    | 1908.1  | Der Stolz des Privatdozenten Kaiser. In: Der Schwabenspiegel. Wochenschrift der Württemberger Zeitung. 1. Jahrgang, Nummer 14, 7. Januar 1908, S. 103–104. | Kurzprosa          |
| 2    | 1909.2  | Herr Komerell und der Papagei. In: Arena. 5. Jahrgang, Heft 2, 1909/1910, S. 180–184. | Kurzprosa          |
| 2    | 1910.1  | Der Glücksfall. In: März. Halbmonatsschrift für deutsche Kultur. 4. Jahrgang, Heft 19, 4. Oktober 1910, S. 38–52, Heft 20, 18. Oktober 1910, S. 122–127. | Kurzprosa          |
| 2    | 1910.2  | Die Mutter einer ganzen Stadt. In: Simplicissimus. 15. Jahrgang, Nummer 28, 10. Oktober 1910, S. 456–457. | Kurzprosa          |
| 2    | 1910.3  | Pantomime. In: Licht und Schatten. Monatsschrift für Schwarz-Weiß-Kunst und Dichtung, 1. Jahrgang, 1910, Nummer 7. | Kurzprosa          |
| 2    | 1911.2  | Das Böse. Novelle. In: Die neue Rundschau, 22. Jahrgang, Heft 2, Februar 1911, S. 237–241. | Kurzprosa          |
| 2    | 1911.5  | Im Theater von Verona. Erzählung aus: Frank 1911.1, Ein Abenteuer in Venedig, S. 147–157. In: Württemberger Zeitung, 5. Jahrgang, Nummer 301, 23. Dezember 1911, Beilage „Weihnachts-Gabe“, S. 5. | Kurzprosa          |
| 2    | 1912.4  | Zum 14. September. In: Württemberger Zeitung, 6. Jahrgang, Nummer 216, 14. September 1912, Festbeilage, S. 1. | Gedichte           |
| 2    | 1912.7  | Winternacht. In: Stuttgarter Neues Tagblatt, 69. Jahrgang, Nummer 340, 23. Dezember 1912, S. 12. | Gedichte           |
| 2    | 1912.8  | Ein paar Gedichte. In: Der Schwabenspiegel. Wochenschrift der Württemberger Zeitung, 5. Jahrgang, Nummer 52, 24. September 1912, S. 410–411. | Gedichte           |
| 2    | 1913.3  | Herr Campbell. In: Der Greif. Cotta’sche Monatsschrift, 1. Jahrgang, Heft 2, November 1913, S. 132–133. | Gedichte           |
| 2    | 1914.1  | Ah, le misérable! In: Forum, 1. Jahrgang, Heft 2, Mai 1914, S. 102–106. | Kurzprosa          |
| 2    | 1914.2  | P. Q., der Kritiker. In: März. Halbmonatsschrift für deutsche Kultur, 8. Jahrgang, Heft 27, 4. Juli 1914, S. 34–36. | Kurzprosa          |
| 2    | 1914.7  | Nachtwache. In: Der Neue Merkur, 1. Jahrgang, Band 1, April–September 1914, S. 350–351. | Gedichte           |
| 2    | 1914.8  | Lied der Optimisten. In: Jugend, 19. Jahrgang, Nummer 31, 29. Juli 1914, S. 987. | Gedichte           |
| 2    | 1914.9  | Kuxe … Kuxe ... In: Simplicissimus. 18. Jahrgang, Nummer 52, 23. März 1914, S. 868–869. | Gedichte           |
| 2    | 1914.10 | Frau Ethel Redgrave. In: Der Greif. Cotta’sche Monatsschrift, 1. Jahrgang, Heft 7, April 1914, S. 49–61. | Kurzprosa          |
| 2    | 1915.3  | Bismarck. In: Stuttgarter Neues Tagblatt, 72. Jahrgang, Nummer 164, 1. April 1915, Morgen-Ausgabe, S. 2, 5. | Gedichte           |
| 2    | 1915.4  | Gewißheit. In: Stuttgarter Neues Tagblatt, 72. Jahrgang, Nummer 86, 18. Februar 1915, S. 5. | Gedichte           |
| 2    | 1915.5  | Stolze Zeit. In: Stuttgarter Neues Tagblatt, 72. Jahrgang, Unterhaltungsbeilage Nummer 2, 3. Januar 1915, S. 1. | Gedichte           |
| 2    | 1916.4  | Schwager Kronos. In: Jugend, 20. Jahrgang, Nummer 21, 20. Mai 1916, S. 410, 414, 417. | Kurzprosa          |
| 2    | 1916.5  | Jung ist noch Dein Blick ... In: Die Schaubühne, 12. Jahrgang, Nummer 19, 11. Mai 1916, S. 448. | Gedichte           |
| 2    | 1916.6  | Sommer 1916. In: Die Schaubühne, 12. Jahrgang, Nummer 30, 27. Juli 1916, S. 93. | Gedichte           |
| 2    | 1917.1  | Schwager Kronos. In: Dreizehn aus Schwaben: fröhliche Geschichten schwäbischer Erzähler. Stuttgart 1917, S. 41–58. | Kurzprosa          |
| 2    | 1921.3  | Der Goldene. In: Die neue Rundschau, 32. Jahrgang, 1921, Band 1, S. 603–631. | Kurzprosa          |
| 2    | 1921.5  | Der Kaiser. In: Die Gäste. Eine Halbmonatsschrift für die Künste, 1. Jahrgang, Heft 1, 1921, S. 14, online:. | Kurzprosa          |
| 2    | 1921.6  | Das Haar. In: Das Tage-Buch, 2. Jahrgang, Heft 6, 12. Februar 1921, S. 170–181. | Kurzprosa          |
| 2    | 1922.2  | Gespräch auf der Altane. In: Styl. Blätter für Mode und die angenehmen Dinge des Lebens, 1. Jahrgang, Heft 7, Juli 1922, S. 196–203. | Kurzprosa          |
| 2    | 1923.1  | Koptisch muß sein. In: Das Tage-Buch, 4. Jahrgang, Heft 8, 24. Februar 1923, S. 256–262. | Kurzprosa          |
| 2    | 1924.4  | Braucht man mehr zu wissen? In: Das Tage-Buch, 5. Jahrgang, Heft 6, 9. Februar 1924, S. 189. | Glosse             |
| 2    | 1924.5  | Mary Queen of Scots. In: Das Tage-Buch, 5. Jahrgang, Heft 38, 20. September 1924, S. 1341–1347. | Kurzprosa          |
| 2    | 1926.4  | Das Entdeckerschiff. In: Uhu, 3. Jahrgang, Heft 3, Dezember 1926, S. 70–71, online:. | Gedichte           |
| 2    | 1926.5  | Der Urwaldheilige. In: Uhu, 2. Jahrgang, Heft 11, August 1926, S. 12–13, online:. | Gedichte           |
| 2    | 1927.3  | Agnes Sorma. In: Julius Bab (Hrsg.): Agnes Sorma. Ein Gedenkbuch. Zeugnisse ihres Lebens und ihrer Kunst. Heidelberg 1927, S. 162. | Gedichte           |
| 2    | 1933.1  | Die Monduhr. In: Vossische Zeitung, Abend-Ausgabe, Nummer 294, 296, 298, 300–302 vom 21.–26. Juni 1933 mit dem Unterhaltungsblatt Nummer 169–174, online:. | Kurzprosa          |
| 2    | 1933.2  | Die Monduhr. In: Hermann Kesten (Hrsg.): Novellen deutscher Dichter der Gegenwart. Amsterdam: De Lange, 1933, S. 85–126. | Kurzprosa          |
| 2    | 1934.2  | Drei Zeitgedichte. In: Die Sammlung. Literarische Monatsschrift, 1. Jahrgang, 1934, S. 237. | Gedichte           |
| 2    | 1934.5  | Die Stadt Algier. Erzählung aus: Frank 1934.1. In: Die Sammlung. Literarische Monatsschrift, 2. Jahrgang, Heft 2, Oktober 1934, S. 101–105. | Kurzprosa          |
| 2    | 1934.6  | Die Schlacht bei Lepanto. Erzählung aus: Frank 1934.1. In: Pariser Tageblatt, 2. Jahrgang, Nummer 285, 28. September 1934, S. 4. | Kurzprosa          |
| 2    | 1935.1  | Blutsprüfung. Erzählung aus: Frank 1934.1. In: Deutsch für Deutsche. Leipzig 1935, Nachdruck: Frankfurt am Main: Zweitausendeins, 1978. | Kurzprosa          |
| 2    | 1936.1  | Der Sänger, Jung ist noch dein Blick, Vor dem Schlaf. In: A. Weiner, Fritz Gross (Hrsg.): Modern German verse: an anthology. London 1936, S. 73–74. | Gedichte           |
| 2    | 1937.6  | Der Antiquar. Auszug aus: Frank 1937.1. In: Das Wort, 2. Jahrgang, Heft 6, Juni 1937, S. 3–9. | Auszug             |
| 2    | 1937.7  | Westminster Hall. Auszug aus: Frank 1937.1. In: Das Neue Tage-Buch, 5. Jahrgang, Heft 12, 20. März 1937, S. 283–285. | Auszug             |
| 2    | 1937.8  | Lese-Dom. Auszug aus: Frank 1937.1. In: Das Neue Tage-Buch, 5. Jahrgang, Heft 14, 3. April 1937, S. 328–331. | Auszug             |
| 2    | 1937.9  | Der Reisepass. Auszug aus: Frank 1937.1. In: Das Neue Tage-Buch, 5. Jahrgang, Heft 11, 13. März 1937, S. 259–261. | Auszug             |
| 2    | 1942.4  | Vier Schlaefer. Veränderter Auszug aus Frank 1940.2 – über Voltaire, Baudin, Hugo und Zola. In: Freies Deutschland, 1. Jahrgang, Nummer 12, 15. Oktober 1942, S. 25. Literatur: Umlauf 1982, S. 115, 119, 120. | Auszug             |
| 2    | 1942.7  | Du sing dein Lied / Einsamer Baum / In jedem Hause. In: Aufbau, 8. Jahrgang, Nummer 36, 4. September 1942, Beilage „Die Westküste“, S. 19, archive.org | Gedichte           |
| 2    | 1942.8  | Faschistenfest. Auszug aus: Frank 1928.2. In: Aufbau, 8. Jahrgang, Nummer 52, 25. Dezember 1942, Beilage „Die Westküste“, S. 13, archive.org | Auszug             |
| 2    | 1943.3  | Honour thy Father and thy Mother. In: The Ten Commandments. Ten short novels of Hitler’s war against the moral code. Edited by Armin L. Robinson with a preface by Herman Rauschning. Simon & Schuster, New York 1943, S. 181–225. Literatur: Umlauf 1982, S. 115.                                                                                                | Kurzprosa          |
| 2    | 1943.4  | Bruno Frank; Barbara Hallewell (Übersetzung): The suitcase. In: Klaus Mann (Hrsg.); Hermann Kesten (Hrsg.): Heart of Europe: an anthology of creative writing in Europe 1920 – 1940. New York 1943, S. 692–702. | Kurzprosa          |
| 2    | 1943.5  | Cuatro glorias de Francia. In: Antonio Castro Leal (Redaktion): El libro negro del terror nazi en Europa: testimonios de escritores artistas de 16 naciones. Berlin: Das Arsenal, 1978, Nachdruck der Ausgabe Mexico, 1943, S. 180–181. - Spanische Übersetzung von Frank 1942.4.                                                                                 | Essays             |
| 2    | 1943.7  | Stadt im alten Galizien. Auszug aus Frank 1943.2. In: Freies Deutschland, 2. Jahrgang, Nummer 2, Januar 1943, S. 19. | Auszug             |
| 2    | 1944.2  | Ein Hollywood im 16. Jahrhundert. Auszug aus: Frank 1934.1. In: Aufbau, 10. Jahrgang, Nummer 33, 18. August 1944, Beilage „Die Westküste“, S. 15, 17, archive.org | Auszug             |
| 2    | 1946.1  | Die Dame / Allzu große Verschwendung / Er muß vergessen werden! / Unerlaubte Geschenke / Der alte Papagei. Anekdoten aus dem Nachlass. In: Carl Seelig (Hrsg.): Sterne. Anekdotische Kurzgeschichten aus sechs Jahrhunderten. Zürich [1946], S. 213–215. | Anekdoten          |
| 3    | 1908.2  | [Rezension von Maria Stona: König Eri. Ein Lied der Liebe]. In: Das literarische Echo, 10. Jahrgang, 1907/1908, Heft 13, 1. April 1908, Sp. 959–960. | Rezensionenen      |
| 3    | 1908.4  | [Rezension von Ernst Schur: Weltstimme]. In: Das literarische Echo, 11. Jahrgang, 1908/1909, Heft 1, 1. Oktober 1908, Sp. 76. | Rezensionenen      |
| 3    | 1908.5  | [Rezension von Clotilde Brettauer: Was mir die Tage brachten. Ein Skizzenbuch]. In: Das literarische Echo, 11. Jahrgang, 1908/1909, Heft 7, 1. Januar 1909, Sp. 527–528. | Rezensionenen      |
| 3    | 1909.3  | Schweizerische Frauenlyrik [Rezension von Isabelle Kaiser: Mein Herz, Clara Forrer: Neue Gedichte und Gertrud Pfauder: Helldunkel. Gedichte und Bekenntnisse]. In: Das literarische Echo, 11. Jahrgang, 1908/1909, Heft 12, 15. März 1909, Sp. 848–851. | Rezensionenen      |
| 3    | 1910.4  | [Rezension von Blätter für die Kunst. Eine Auslese aus den Jahren 1904–1909]. In: Das literarische Echo, 12. Jahrgang, 1909/1910, Heft 14, 15. April 1910, Sp. 1046–1047. | Rezensionen        |
| 3    | 1910.5  | [Rezension von John Henry Mackay: Gedichte]. In: Das literarische Echo, 12. Jahrgang, 1909/1910, Heft 21/22, 1. August 1910, Sp. 1605. | Rezensionen        |
| 3    | 1910.6  | [Rezension von Wilhelm Münch: Seltsame Alltagsmenschen]. In: Das literarische Echo, 13. Jahrgang, 1910/1911, Heft 1, 1. Oktober 1910, Sp. 68–69. | Rezensionen        |
| 3    | 1911.3  | [Rezension von Gustav Falke: Die Auswahl]. In: Das literarische Echo, 13. Jahrgang, 1910/1911, Heft 9, 1. Februar 1911, Sp. 682. | Rezensionen        |
| 3    | 1911.4  | [Rezension von Hermann Beuttenmüller (Hrsg.): Neue deutsche Gedichte]. In: Das literarische Echo, 13. Jahrgang, 1910/1911, Heft 11, 1. März 1911, Sp. 833. | Rezensionen        |
| 3    | 1912.3  | Lebenslauf. In: Frank 1912.2, S. 144. | Autobiographisches |
| 3    | 1912.5  | Nochmals „Politik“. [Rezension von Carl Dallago: Politik]. In: Der Brenner, 3. Jahrgang, Heft 5, 1. Dezember 1912, S. 228–229. | Essays             |
| 3    | 1912.6  | Deutschland, Frankreich und Wilhelm der Zweite. [Rezension von Fritz Friedmann: Deutschland, Frankreich und Kaiser Wilhelm II. Eine Völkerstudie]. In: März. Halbmonatsschrift für deutsche Kultur, 6. Jahrgang, Heft 51, 28. Dezember 1912, S. 525–526. | Rezensionen        |
| 3    | 1913.2  | Thomas Mann. Eine Betrachtung nach dem „Tod in Venedig“. In: Die neue Rundschau, 34. Jahrgang, Heft 5, Mai 1913, S. 656–669, archive.org | Essays             |
| 3    | 1913.4  | [Rezension von Frána Šrámek: Flammen]. In: März. Halbmonatsschrift für deutsche Kultur, 7. Jahrgang, Heft 6, 8. Februar 1913, S. 232–233. | Rezensionen        |
| 3    | 1914.3  | Modernität und Bekenntnis. In: Joachim Friedenthal (Hrsg.): Das Wedekindbuch. München 1914, S. 164–170. | Essays             |
| 3    | 1914.4  | [Rezension von Will Vesper: Die Liebesmesse und andere Gedichte]. In: Der Greif. Cotta’sche Monatsschrift, 1. Jahrgang, Heft 7, April 1914, S. 85–87. | Rezensionen        |
| 3    | 1914.5  | [Rezension von Richard Dehmel: Schöne wilde Welt. Neue Gedichte]. In: Der Greif. Cotta’sche Monatsschrift, 1. Jahrgang, Heft 10, Juli 1914, S. 349–351. | Rezensionen        |
| 3    | 1914.6  | [Rezension von Franz Werfel: Wir sind. Neue Gedichte]. In: Der Greif. Cotta’sche Monatsschrift, 1. Jahrgang, Heft 12, September 1914, S. 526–527. | Rezensionen        |
| 3    | 1919.4  | Gesinnungszensur. In: Stuttgarter Neues Tagblatt, 76. Jahrgang, Nummer 24, 15. Januar 1919, Abend-Ausgabe, S. 2. | Essays             |
| 3    | 1919.5  | Von der Tradition des Erzählers. Ein Geleitwort. In: Emma Bonn: Die Verirrten. Zwei Novellen. Stuttgart 1919, S. 1–5. | Essays             |
| 3    | 1921.8  | Hintertreppe? Hintertreppe! [Essay über den deutschen Film]. In: Die Weltbühne, 17. Jahrgang, 2. Halbjahr 1921, Nummer 50, 15. Dezember, S. 610–611, archive.org | Essays             |
| 3    | 1921.9  | Kurt Martens. [Replik auf Franz Blei: 360 moderne deutsche Dichter]. In: Das Tage-Buch, 2. Jahrgang, Heft 50, 17. Dezember 1921, S. 1567–1568. In: Das Tage-Buch, 2. Jahrgang, Heft 52, 31. Dezember 1921, S. 1647–1649, archive.org | Essays             |
| 3    | 1922.3  | Sünde an Balzac. In: Das Tage-Buch, 3. Jahrgang, Heft 16, 22. April 1922, S. 634–636, archive.org | Essays             |
| 3    | 1923.2  | Nachwort. In: Friedrich Hölderlin: Der Gott der Jugend. Gedichte. Berlin [1923], S. 45–46. | Essays             |
| 3    | 1923.3  | [Rezension von Balder Olden: Kilimandscharo]. In: Das Tage-Buch, 4. Jahrgang, Heft 16, 21. April 1923, S. 577–578, archive.org | Rezensionen        |
| 3    | 1923.4  | Der schönste Brief. [Turgenjew an Tolstoi, 27./28. Juni 1883]. In: Das Tage-Buch, 4. Jahrgang, Heft 51, 22. Dezember 1923, S. 1746–1749, archive.org | Essays             |
| 3    | 1924.6  | Die Kranzschleife. [Rezension von Fritz Lang: Die Nibelungen (Film)]. In: Das Tage-Buch, 5. Jahrgang, Heft 10, 8. März 1924, S. 331–332, archive.org | Essays             |
| 3    | 1924.7  | Rudolf Lothar. In: Rudolf Lothar: Erotische Komödien. Eingeleitet von Bruno Frank. Leipzig [1924], S. 7–9. | Essays             |
| 3    | 1925.1  | Lastpferde. [Erinnerungen aus der Kinderzeit]. In: Uhu, 2. Jahrgang, Heft 12, September 1925, S. 37, online:. | Autobiographisches |
| 3    | 1925.2  | Nachwort. In: Iwan Turgenjew: Väter und Söhne. Roman. Deutsch von Werner Bergengruen. Mit einem Nachwort von Bruno Frank. Leipzig [1925], S. 278–288. | Essays             |
| 3    | 1925.3  | Kipling. [Rezension einer zehnbändigen Werkausgabe Rudyard Kiplings im Verlag Paul List, Leipzig]. In: Das Tage-Buch, 6. Jahrgang, Heft 51, 19. Dezember 1925, S. 1909–1910, archive.org | Rezensionen        |
| 3    | 1926.6  | [Die besten Bücher des Jahres. Eine Umfrage]. In: Das Tage-Buch, 7. Jahrgang, Heft 50, 11. Dezember 1926, S. 1893, archive.org | Umfragen           |
| 3    | 1926.7  | Klabund. In: Blätter der städtischen Bühnen Frankfurt am Main, 1. Jahrgang, Heft 15/16, 1926, S. 93–94. | Essays             |
| 3    | 1926.8  | Klaus Mann: Was arbeiten Sie? Gespräch mit Bruno Frank. In: Die literarische Welt, 2. Jahrgang, Nummer 29, 16. Juli 1926, S. 1. | Autobiographisches |
| 3    | 1926.9  | Der alte Mann, dem Unrecht geschah. Aufsatz in einer unbekannten Zeitschrift, erwähnt in Frank 1926.8. | Essays             |
| 3    | 1926.10 | Trenck und die Prinzessin. In: Berliner Tageblatt, 55. Jahrgang, Nr. 363, Morgenausgabe, 4. August 1926, S. 2, online:. Antwort auf Mamlock 1926. | Essays             |
| 3    | 1927.4  | Erinnerungen an Tübingen. In: 450 Jahre Universität Tübingen 1477–1927, Festgabe der Württemberger Zeitung, 21. Jahrgang, Nummer 169, 23. Juli 1927, S. 27. | Autobiographisches |
| 3    | 1927.5  | [Rezension von Manfred Schneider: Wanderfahrten durch Spanien]. In: Das Tage-Buch, 8. Jahrgang, Heft 4, 22. Januar 1927, S. 162–163. | Rezensionen        |
| 3    | 1927.6  | [Rezension von Oskar Maria Graf: Wir sind Gefangene]. In: Das Tage-Buch, 8. Jahrgang, Heft 16, 16. April 1927, S. 625. | Rezensionen        |
| 3    | 1927.7  | [Umfrage bei den besten Autoren über das beste Buch des Jahres]. In: Das Tage-Buch, 8. Jahrgang, Heft 49, 3. Dezember 1927, S. 1950. | Umfragen           |
| 3    | 1927.8  | Ein Brief über die neue Daumier-Ausgabe. In: Hans Rothe (Hrsg.): Almanach des Paul List Verlages auf das Jahr 1928. Leipzig [1927], S. 30–31. | Rezensionen        |
| 3    | 1928.1  | [Das Problem der Todesstrafe]. In: Ernst Moritz Mungenast: Der Mörder und der Staat. Die Todesstrafe im Urteil hervorragender Zeitgenossen. Stuttgart 1928, S. 68–69. | Umfragen           |
| 3    | 1928.3  | Der Sonntagabend. [Wie wir unsere erste Dichtung schrieben]. In: Die literarische Welt, 4. Jahrgang, Nummer 14/15, 5. April 1928, S. 3. | Umfragen           |
| 3    | 1928.4  | [Warum werden Ihre Bücher viel gelesen? Das Rätsel des Publikumserfolges]. In: Die literarische Welt, 4. Jahrgang, Nummer 21/22, 25. Mai 1928, S. 4. | Umfragen           |
| 3    | 1928.5  | [Zur Physiologie des dichterischen Schaffens. Ein Fragebogen]. In: Die literarische Welt, 4. Jahrgang, Nummer 39, 28. September 1928, S. 4. | Umfragen           |
| 3    | 1928.6  | Jacqueline und die Japaner. [Rezension von Heinrich Eduard Jacob: Jacqueline und die Japaner]. In: Das Tage-Buch, 9. Jahrgang, Heft 47, 24. November 1928, S. 1995–1996. | Rezensionen        |
| 3    | 1928.7  | [Die besten Autoren über die besten Bücher des Jahres]. In: Das Tage-Buch, 9. Jahrgang, Heft 49, 8. Dezember 1928, S. 2100. | Umfragen           |
| 3    | 1929.3  | Gericht und Schicksal. In: Obelisk-Almanach auf das Jahr 1929. Berlin [1929], S. 77–81. | Essays             |
| 3    | 1929.4  | Erster Hinweis. [Rezension von Erich Maria Remarque: Im Westen nichts Neues]. In: Das Tage-Buch, 10. Jahrgang, Heft 3, 19. Januar 1929, S. 107–108. | Rezensionen        |
| 3    | 1929.5  | [Bücher, die ungerecht behandelt wurden. Eine Umfrage]. In: Das Tage-Buch, 10. Jahrgang, Heft 12, 22. März 1929, S. 462. | Umfragen           |
| 3    | 1929.7  | [Bücher, die lebendig geblieben sind]. In: Die literarische Welt, 5. Jahrgang, Nummer 9, 1. März 1929, S. 6. | Umfragen           |
| 3    | 1929.8  | [Welches war das Lieblingsbuch Ihrer Knabenjahre? Eine Rundfrage]. In: Die literarische Welt, 5. Jahrgang, Nummer 26, 28. Juni 1929, S. 3. | Umfragen           |
| 3    | 1929.9  | [Die Tagespresse als Erlebnis. Eine Frage an deutsche Dichter]. In: Die literarische Welt, 5. Jahrgang, Nummer 43, 25. Oktober 1929, S. 7. | Umfragen           |
| 3    | 1929.10 | [Fünfzehn Jahre später. Eine deutsch-französische Rundfrage]. In: Die literarische Welt, 5. Jahrgang, Nummer 48, 29. November 1929, S. 4. | Umfragen           |
| 3    | 1929.11 | Glückwunsch zu S. Fischers 70. Geburtstag. In: Die literarische Welt, 5. Jahrgang, Nummer 51/52, 19. Dezember 1929, S. 1. | Glückwünsche       |
| 3    | 1929.12 | [Der Dichter Bruno Frank gegen den Hochschulantisemitismus]. In: Central-Verein-Zeitung. Blätter für Deutschtum und Judentum, 8. Jahrgang, Nummer 31, 2. August 1929, S. 401, online:. | Reden              |
| 3    | 1929.13 | Glückwunsch an Thomas Mann [zum Nobelpreis]. In: Der Rotarier für Deutschland & Österreich, 1. Jahrgang, Heft 2, 1929/1930, S. 90–90b. | Glückwünsche       |
| 3    | 1930.1  | Bruno Frank. [Selbstdarstellungen deutscher Dichter]. In: Die literarische Welt, 6. Jahrgang, Nummer 40, 3. Oktober 1930, S. 1–2. | Autobiographisches |
| 3    | 1930.4  | Kleine Autobiographie. In: Die Literatur. Monatsschrift für Literaturfreunde, Band 32, 1929/30, S. 516–517. | Autobiographisches |
| 3    | 1930.6  | [Legen Sie Wert auf gute Ausstattung Ihrer Bücher?] In: Die literarische Welt, 6. Jahrgang, Nummer 12, 21. März 1930, S. 3. | Umfragen           |
| 3    | 1930.7  | [Haben Sie von Ihren Reisen produktive Eindrücke empfangen?] In: Die literarische Welt, 6. Jahrgang, Nummer 26, 27. Juni 1930, S. 3. | Umfragen           |
| 3    | 1931.2  | Autofahrt durch Nordafrika. Vortrag, gehalten am 7. April 1931 im Rotary Club München. In: Der Rotarier für Deutschland & Österreich, 2. Jahrgang, Heft 6, Juni 1931, S. 211–216. | Autobiographisches |
| 3    | 1931.3  | Dichtung aus München. [Rezension von Hans Friedrich: Die Verwandlungen des Sing Lo und Oskar Maria Graf: Bolwieser. Roman eines Ehemannes]. In: Süddeutsche Sonntagspost, 5. Jahrgang, Nummer 38, 20. September 1931. Beilage Münchner Sonntags-Anzeiger, S. 6.                                                                                                   | Rezensionen        |
| 3    | 1931.4  | [Die besten Bücher des Jahres]. In: Das Tage-Buch, 12. Jahrgang, Heft 51, 19. Dezember 1931, S. 1978. | Umfragen           |
| 3    | 1932.2  | Einige Bemerkungen über das Theater von heute. Vortrag. gehalten am 23. Februar 1932 im Rotary Club München. In: Der Rotarier für Deutschland & Österreich, 3. Jahrgang, Heft 10, Oktober 1932, S. 331–335. | Essays             |
| 3    | 1932.3  | [Die schönste Situation in meinen Büchern]. In: Die literarische Welt, 8. Jahrgang, Nummer 27, 1. Juli 1932, S. 3. | Umfragen           |
| 3    | 1932.4  | Der Zug nach München. [München als Arbeitsort und Lebenslandschaft]. In: Der Querschnitt, 12. Jahrgang, Heft 9, September 1932, S. 636–637, online:. | Umfragen           |
| 3    | 1933.3  | Die Gemeinschaft der geistig Schaffenden Deutschlands. In: Die literarische Welt, 9. Jahrgang, Nummer 11/12, 17. März 1933, S. 3. | Umfragen           |
| 3    | 1933.4  | Zu Thomas Manns neuem Werk. [Rezension von Thomas Mann: Die Geschichten Jaakobs]. In: Das Neue Tage-Buch, 1. Jahrgang, Heft 21, 18. November 1933, S. 503–504. | Rezensionen        |
| 3    | 1934.3  | Lion Feuchtwanger fünfzig Jahre, 7. Juli 1934. In: Die Sammlung. Literarische Monatsschrift, 1. Jahrgang, Heft 11, Juli 1934, S. 567–568. | Glückwünsche       |
| 3    | 1935.2  | Polgar. [Zu Alfred Polgars 60. Geburtstag]. In: Das Neue Tage-Buch, 3. Jahrgang, Heft 41, 12. Oktober 1935, S. 978–979. | Essays             |
| 3    | 1936.2  | Symphonie Pathétique. [Rezension von Klaus Mann: Symphonie Pathétique]. In: Das Neue Tage-Buch, 4. Jahrgang, Heft 13, 28. März 1936, S. 309. | Rezensionen        |
| 3    | 1936.3  | [Zum dritten Jahrestag der Bücherverbrennung]. In: Pariser Tageblatt, 4. Jahrgang, Nummer 887, Sonntags-Beilage, 17. Mai 1936, S. 3. | Essays             |
| 3    | 1936.4  | Bruno Frank erst 49. [Antwort auf Klaus Manns irrtümlichen Glückwunsch zu Franks 50. Geburtstag]. In: Pariser Tageszeitung, 1. Jahrgang, Nummer 10, Sonntags-Beilage, 21. Juni 1936, S. 3. | Essays             |
| 3    | 1937.4  | Kleine Autobiographie. In: Frank 1937.3, S. 241–243. | Autobiographisches |
| 3    | 1937.5  | [Selbst-Biobibliographie]. In: Das Wort, 2. Jahrgang, Heft 4/5, April/Mai 1937, S. 164–165. | Autobiographisches |
| 3    | 1938.1  | [Auszug aus einer Selbstdarstellung]. In: Günther 1957, S. 93. | Autobiographisches |
| 3    | 1938.2  | [Duhamel und Goebbels. Eine Umfrage]. In: Das Neue Tage-Buch, 6. Jahrgang, Heft 34, 20. August 1938, S. 803. | Umfragen           |
| 3    | 1938.3  | Reinhardt in Hollywood. In: Das Neue Tage-Buch, 6. Jahrgang, Heft 36, 3. September 1938, S. 858–859. | Essays             |
| 3    | 1939.2  | So etwas darf nicht vorkommen! [Brief über das literarische Preisausschreiben der American Guild for German Cultural Freedom]. In: Neue Volkszeitung: oldest Anti-Nazi newspaper, 8. Jahrgang, Nummer 51, 23. Dezember 1939, S. 7. | Briefe             |
| 3    | 1940.3  | Eine Berichtigung und eine Antwort. [Briefe von Prinz Hubertus zu Löwenstein und Bruno Frank über das literarische Preisausschreiben der American Guild for German Cultural Freedom]. In: Neue Volkszeitung: oldest Anti-Nazi newspaper, 9. Jahrgang, Nummer 7, 17. Februar 1940, S. 7.                                                                           | Briefe             |
| 3    | 1940.4  | Glückwunschbrief [Thomas Mann zum 65. Geburtstag]. In: Neue Volkszeitung, 9. Jahrgang, Nummer 22, 1. Juni 1940, S. 5. | Glückwünsche       |
| 3    | 1940.5  | Juden müssen die deutsche Sprache bewahren. In: Aufbau, 6. Jahrgang, Nummer 52, 27. Dezember 1940, S. 9, archive.org Literatur: Sease 1976, S. 360–361. | Essays             |
| 3    | 1941.1  | [Ueber den „Aufbau“]. In: Aufbau, 7. Jahrgang, Nummer 22, 30. Mai 1941, S. 24, archive.org | Essays             |
| 3    | 1942.1  | Thomas Mann; Giuseppe Antonio Borgese; Albert Einstein; Bruno Frank; Carlo Sforza; Arturo Toscanini und Bruno Walter: [Telegramm an Präsident Theodore Roosevelt]. Pacific Palisades 1942. | Briefe             |
| 3    | 1942.2  | The Very Friends of the American People. Revised Statement before the congressional committee for investigation of defense migration (Tolan-Committee) on March 7, 1942, at Los Angeles, Calif. In: Aufbau, 8. Jahrgang, Nummer 12, 20. März 1942, Beilage „Die Westküste“, S. 17 und 19, archive.org Literatur: Sease 1976, S. 358–359, Umlauf 1982, S. 118–119. | Reden              |
| 3    | 1942.3  | [Aussprache über die Bewegung „Freies Deutschland“]. In: Freies Deutschland, 1. Jahrgang, Nummer 7, 15. Mai 1942, S. 5. | Umfragen           |
| 3    | 1942.6  | Stefan Zweig zum Gedächtnis. In: Aufbau, 8. Jahrgang, Nummer 9, 27. Februar 1942, S. 15, archive.org | Umfragen           |
| 3    | 1943.6  | Hoffnung für die Zukunft. [Zu Leopold Jessners 65. Geburtstag]. In: Aufbau, 9. Jahrgang, Nummer 10, 5. März 1943, Beilage „Die Westküste“, S. 13, archive.org | Glückwünsche       |
| 3    | 1944.1  | [The 10th Anniversary of „Aufbau“. Die Mission des „Aufbau“]. In: Aufbau, 10. Jahrgang, Nummer 52, 29. Dezember 1944, S. 24, archive.org | Glückwünsche       |
| 3    | 1945.1  | Traenen und Heiterkeit. [Zu Egon Erwin Kischs 60. Geburtstag]. In: Freies Deutschland, 4. Jahrgang, Nummer 6, Mai 1945, S. 19. | Glückwünsche       |

#### Kurzprosa (Liste)
Bruno Frank hat 43 Novellen und Erzählungen verfasst. Sie wurden meist in Sammelbänden und/oder als Beiträge in Zeitschriften und Zeitungen veröffentlicht.
| Spaltenlegende und -sortierung | |
| Legende | |
| \| Jahr \| Jahr der ersten Erscheinung einer Novelle oder Erzählung. \| \| Erstausgabe \| Link zum Titel des Sammelbands, in dem eine Novelle oder Erzählung erstmals erschien, zum Beispiel: Frank 1906.1. \| \| Abdruck \| - Link zu dem Titel eines Werks, in dem eine Novelle oder Erzählung abgedruckt wurde, zum Beispiel: Frank 1910.1. - Jugend 1914 = Abdruck im „Jugend“ 1914.[112] \| | |
| Sortierung | |
| - Eine Spalte sortieren: das Symbol im Spaltenkopf anklicken. - Nach einer weiteren Spalte sortieren: Umschalttaste gedrückt halten und das Symbol anklicken. | |
| Jahr | Jahr der ersten Erscheinung einer Novelle oder Erzählung.                                                                                                   |
| Erstausgabe | Link zum Titel des Sammelbands, in dem eine Novelle oder Erzählung erstmals erschien, zum Beispiel: Frank 1906.1.                                           |
| Abdruck | - Link zu dem Titel eines Werks, in dem eine Novelle oder Erzählung abgedruckt wurde, zum Beispiel: Frank 1910.1. - Jugend 1914 = Abdruck im „Jugend“ 1914. |

| Jahr | Werk | Erst- ausgabe | Abdruck       |
| ---- | --- | ------------- | ------------- |
| 1906 | Im dunkeln Zimmer. Literatur: Kirchner 2009, S. 18, 27–29, 398.                                                                    | Frank 1906.1  |               |
| 1908 | Der Stolz des Privatdozenten Kaiser.                                                                                               |               | Frank 1908.1  |
| 1909 | Herr Komerell und der Papagei. Anderer Titel: Der Papagei (1911).                                                                  |               | Frank 1909.2  |
| 1910 | Der Glücksfall. Literatur: Paul 1982.1, S. 384–385, 387, Kirchner 2009, S. 46–47, Schaffner 1911, S. 1768.                         | Frank 1911.1  | Frank 1910.1  |
| 1910 | Die Mutter einer ganzen Stadt. Literatur: Bab 1918, S. 414, Kirchner 2009, S. 46, Schaffner 1911, S. 1768.                         | Frank 1911.1  | Frank 1910.2  |
| 1910 | Pantomime. Literatur: Paul 1982.1, S. 384–385, 387, Kirchner 2009, S. 44–46, 388.                                                  | Frank 1911.1  | Frank 1910.3  |
| 1911 | Der Papagei. Anderer Titel: Herr Komerell und der Papagei (1909). Literatur: Bab 1918, S. 414, Kirchner 2009, S. 388.              | Frank 1911.1  |               |
| 1911 | Ein Abenteuer in Venedig. Literatur: Ackerknecht 1956, S. 130, Bab 1918, S. 413, Paul 1982.1, S. 384, Schaffner 1911, S. 1768.     | Frank 1911.1  |               |
| 1911 | Das Böse. | Frank 1911.1  |               |
| 1911 | Die Melodie. Literatur: Bab 1918, S. 413, Paul 1982.1, S. 384–385, Kirchner 2009, S. 387.                                          | Frank 1911.1  |               |
| 1914 | Kuxe … Kuxe … Anderer Titel: Das Goldbergwerk (1916).                                                                              |               | Frank 1914.9  |
| 1914 | Der Himmel der Enttäuschten. Literatur: Bab 1918, S. 414, Kirchner 2009, S. 83–84, 91, 387, 390.                                   | Frank 1916.1  | Jugend 1914   |
| 1914 | Frau Ethel Redgrave. Literatur: Kirchner 2009, S. 389, Großmann 1921.                                                              | Frank 1920.1  | Frank 1914.10 |
| 1914 | Leidenschaften. Literatur: Bab 1918, S. 414, Kirchner 2009, S. 390, Umlauf 1982, S. 107–108.                                       | Frank 1916.1  |               |
| 1914 | Ah, le misérable! |               | Frank 1914.1  |
| 1914 | P. Q., der Kritiker. |               | Frank 1914.2  |
| 1916 | Das Goldbergwerk. Anderer Titel: Kuxe … Kuxe … (1914). Literatur: Paul 1982.1, S. 387, Kirchner 2009, S. 389.                      | Frank 1916.1  |               |
| 1916 | Der Schatten. Literatur: Bab 1918, S. 414.                                                                                         | Frank 1916.1  |               |
| 1916 | Der Marschall. Literatur: Müller 1994, S. 8–11.                                                                                    | Frank 1916.1  |               |
| 1916 | La Buena Sombra. Literatur: Bab 1918, S. 414, Paul 1982.1, S. 386.                                                                 | Frank 1916.1  |               |
| 1916 | Schwager Kronos. Literatur: Kirchner 2009, S. 390.                                                                                 | Frank 1920.1  | Frank 1916.1  |
| 1920 | Der Bräutigam. Literatur: Paul 1982.1, S. 387.                                                                                     | Frank 1920.1  |               |
| 1921 | Bigram. Literatur: Kirchner 2009, S. 108, 112–113, 126, 357, 358, 387, 396, Paul 1982.1, S. 387–388.                               | Frank 1921.1  |               |
| 1921 | Das Haar. Literatur: Kirchner 2009, S. 391.                                                                                        | Frank 1921.1  |               |
| 1921 | Der Goldene. | Frank 1937.2  | Frank 1921.3  |
| 1921 | Die Tat. | Frank 1921.1  |               |
| 1921 | Die Unbekannte. Literatur: Paul 1982.1, S. 388.                                                                                    | Frank 1921.1  |               |
| 1921 | Der Kaiser. | Frank 1921.5  |               |
| 1922 | Gespräch auf der Altane. |               | Frank 1922.1  |
| 1923 | Koptisch muß sein. Literatur: Paul 1982.1, S. 388.                                                                                 | Frank 1926.1  | Frank 1923.1  |
| 1924 | Mary Queen of Scots. Anderer Titel: Der Engländer (1927).                                                                          |               | Frank 1924.5  |
| 1924 | Hochbahnfahrt. Literatur: Paul 1982.1, S. 387.                                                                                     | Frank 1924.1  |               |
| 1924 | Tage des Königs. | Frank 1924.3  |               |
| 1927 | Ein Konzert. | Frank 1927.1  |               |
| 1927 | Der Engländer. Anderer Titel: Mary Queen of Scots (1924). Literatur: Kirchner 2009, S. 391.                                        | Frank 1927.1  |               |
| 1928 | Politische Novelle. | Frank 1928.2  |               |
| 1929 | Der Magier. | Frank 1929.1  |               |
| 1933 | Die Monduhr. Literatur: Kirchner 2009, S. 218, 220–224, 387, 393, Umlauf 1982, S. 112.                                             | Frank 1937.2  | Frank 1933.1  |
| 1934 | Die Stadt Algier. Erzählung aus: Frank 1934.1.                                                                                     | Frank 1934.5  |               |
| 1934 | Blutsprüfung. Erzählung aus: Frank 1934.1.                                                                                         | Frank 1935.1  |               |
| 1940 | Sechzehntausend Francs. Literatur: Paul 1982.1, S. 387, 391, Kirchner 2009, S. 290–294, 301, 312, 394.                             | Frank 1940.2  |               |
| 1943 | Honour thy Father and thy Mother. Literatur: Kirchner 2009, S. 328, Paul 1982.1, S. 383, 392–393.                                  | Frank 1943.3  |               |
| 1943 | The suitcase. | Frank 1943.4  |               |
| 1945 | Chamfort erzählt seinen Tod. Literatur: Kirchner 2009, S. 340–341, 245, 331, 332, Landshoff 2001, S. 352, Umlauf 1982, S. 122–123. | Frank 1957.1  |               |

#### Gedichte (Liste)
Bruno Frank hat etwa 300 Gedichte verfasst, hauptsächlich zwischen 1904 und 1919. Nach 1919 entstanden nur noch vereinzelt neue Gedichte. Die Gedichte wurden meist in Sammlungen und/oder als Beiträge in Zeitschriften und Zeitungen veröffentlicht.
| Spaltenlegende und -sortierung | |
| Legende | |
| \| Jahr \| Jahr der ersten Erscheinung eines Gedichts. \| \| Ausgabe \| Link zu der Gedichtsammlung oder dem Beitrag mit dem Gedicht, zum Beispiel: Frank 1905.1. \| \| Titel \| Einige Gedichte erschienen unter verschiedenen Titeln. Sie werden durch Schrägstrich getrennt angegeben. \| \| Abdruck \| - Link zu dem Titel eines Werks, in dem ein Gedicht abgedruckt wurde, zum Beispiel: #Frank 1927.3. - Simpl 1908 = Abdruck im „Simplisissimus“ 1908.[114] - Brenner 1911 = Abdruck in „Der Brenner“ 1911.[115] \| | |
| Sortierung | |
| - Eine Spalte sortieren: das Symbol im Spaltenkopf anklicken. - Nach einer weiteren Spalte sortieren: Umschalttaste gedrückt halten und das Symbol anklicken. | |
| Jahr | Jahr der ersten Erscheinung eines Gedichts. |
| Ausgabe | Link zu der Gedichtsammlung oder dem Beitrag mit dem Gedicht, zum Beispiel: Frank 1905.1. |
| Titel | Einige Gedichte erschienen unter verschiedenen Titeln. Sie werden durch Schrägstrich getrennt angegeben.                                                                                            |
| Abdruck | - Link zu dem Titel eines Werks, in dem ein Gedicht abgedruckt wurde, zum Beispiel: #Frank 1927.3. - Simpl 1908 = Abdruck im „Simplisissimus“ 1908. - Brenner 1911 = Abdruck in „Der Brenner“ 1911. |

| Jahr | Titel                                                                                      | Ausgabe       | Abdruck                 |
| ---- | ------------------------------------------------------------------------------------------ | ------------- | ----------------------- |
| 1919 | 1919 / Der Sänger / Drei Zeitgedichte / Du sing dein Lied.                                 | Frank 1919.1  |                         |
| 1905 | Abendgang.                                                                                 | Frank 1905.1  |                         |
| 1907 | Abstieg.                                                                                   | Frank 1907.1  |                         |
| 1907 | Ach, als du jung warst …                                                                   | Frank 1907.1  |                         |
| 1927 | Agnes Sorma.                                                                               | Frank 1927.3  |                         |
| 1905 | Allein. – Literatur: Kirchner 2009, S. 25.                                                 | Frank 1905.1  |                         |
| 1912 | Alleinsein.                                                                                | Frank 1912.1  |                         |
| 1912 | Alles ist verändert.                                                                       | Frank 1912.1  |                         |
| 1905 | Als Kind.                                                                                  | Frank 1905.1  |                         |
| 1919 | Als sie noch zu mir kam / Der betrübte Herr spricht / Ein betrübter Herr spricht:          | Frank 1919.1  |                         |
| 1907 | Alte Bücher.                                                                               | Frank 1907.1  |                         |
| 1905 | Alte Leute. – Literatur: Hesse 1907.                                                       | Frank 1905.1  |                         |
| 1907 | Alter Park.                                                                                | Frank 1907.1  |                         |
| 1905 | Am Fenster.                                                                                | Frank 1905.1  |                         |
| 1912 | Am Mittelländischen Meer.                                                                  | Frank 1912.1  |                         |
| 1937 | An die Handwerksmeister. – Literatur: Kahn 1945.3.                                         | Frank 1937.2  |                         |
| 1915 | An die Verleumder.                                                                         | Frank 1915.2  |                         |
| 1912 | An einen Praktischen.                                                                      | Frank 1912.1  |                         |
| 1907 | An Gewisse.                                                                                | Frank 1907.1  |                         |
| 1912 | An Gewisse.                                                                                | Frank 1912.1  |                         |
| 1912 | An Viele.                                                                                  | Frank 1912.1  |                         |
| 1912 | Andere Tritte / Leis und laut.                                                             | Frank 1912.1  | Frank 1912.8            |
| 1905 | Auch Einer. – Literatur: Hesse 1907.                                                       | Frank 1905.1  |                         |
| 1907 | Auch ich sah einmal …                                                                      | Frank 1907.1  |                         |
| 1905 | Auf Bergeshöhn.                                                                            | Frank 1905.1  |                         |
| 1912 | Auf einen Band Jean Paul.                                                                  | Frank 1912.1  |                         |
| 1912 | Auf einen lebenden Dichter. – Literatur: Kirchner 2009, S. 59.                             | Frank 1912.1  |                         |
| 1907 | Auf einen verehrten Künstler.                                                              | Frank 1907.1  |                         |
| 1912 | Auf jedes Blätterzittern.                                                                  | Frank 1912.1  |                         |
| 1905 | Aus der Tiefe. – Literatur: Gregori 1905.                                                  | Frank 1905.1  |                         |
| 1912 | Ausruhn.                                                                                   | Frank 1912.1  |                         |
| 1905 | Bald.                                                                                      | Frank 1905.1  |                         |
| 1912 | Balzac.                                                                                    | Frank 1912.1  |                         |
| 1912 | Bei Tolstois Tod.                                                                          | Frank 1912.1  |                         |
| 1905 | Beim Geliebten.                                                                            | Frank 1905.1  |                         |
| 1914 | Billett um Mittag. – Literatur: Der Goldene.                                               | Frank 1919.1  | Simpl 1914              |
| 1915 | Bismarck.                                                                                  | Frank 1915.3  |                         |
| 1912 | Böse Stunde.                                                                               | Frank 1912.1  |                         |
| 1909 | Carmen / Carmen (1912).                                                                    |               | Simpl 1909              |
| 1912 | Carmen / Carmen (1909).                                                                    | Frank 1912.1  |                         |
| 1919 | Conversation in einer Märznacht.                                                           | Frank 1919.1  |                         |
| 1926 | Das Entdeckerschiff.                                                                       | Frank 1926.4  |                         |
| 1915 | Das Fest im Feuer. Auszug aus: Bismarck. – Literatur: Kirchner 2009, S. 72–73.             |               | Simpl 1915              |
| 1912 | Das Fläschchen.                                                                            | Frank 1912.1  |                         |
| 1907 | Das Gedicht.                                                                               | Frank 1907.1  |                         |
| 1912 | Das goldene Seil.                                                                          | Frank 1912.1  |                         |
| 1912 | Das Grabmal.                                                                               | Frank 1912.1  | Brenner 1912            |
| 1919 | Das ist der Gram / Das ist der Gram der überwachen Zeit.                                   | Frank 1919.1  |                         |
| 1912 | Das ist der Gram der überwachen Zeit / Das ist der Gram. Literatur: Kirchner 2009, S. 53.  | Frank 1912.1  |                         |
| 1912 | Das Kleiderbuch. – Literatur: Kirchner 2009, S. 52.                                        | Frank 1912.1  |                         |
| 1907 | Das Leid.                                                                                  | Frank 1907.1  |                         |
| 1912 | Das schlechte Wetter / Der Optimist.                                                       | Frank 1912.1  | Frank 1912.8            |
| 1912 | Das Spukhaus.                                                                              | Frank 1912.1  |                         |
| 1919 | Das Unvergängliche.                                                                        | Frank 1919.1  |                         |
| 1907 | Den Ernsthaften.                                                                           | Frank 1907.1  |                         |
| 1905 | Der Befreite. → Abbildung.                                                                 | Frank 1905.1  |                         |
| 1908 | Der betrübte Herr spricht / Als sie noch zu mir kam / Ein betrübter Herr spricht.          | Frank 1912.1  | Simpl 1908              |
| 1912 | Der Brief.                                                                                 | Frank 1912.1  |                         |
| 1912 | Der Chor.                                                                                  | Frank 1912.1  |                         |
| 1912 | Der Dankbare.                                                                              | Frank 1912.1  |                         |
| 1912 | Der Dichter sagt: / Ein Dichter sagt: Literatur: Kirchner 2009, S. 53.                     | Frank 1912.1  | Brenner 1912            |
| 1912 | Der fremde Hauch / Der Hauch.                                                              | Frank 1912.1  |                         |
| 1912 | Der Geängstete.                                                                            | Frank 1912.1  |                         |
| 1907 | Der Genießende.                                                                            | Frank 1907.1  |                         |
| 1912 | Der Gesegnete.                                                                             | Frank 1912.1  | Brenner 1912            |
| 1911 | Der Glücklichste (1911).                                                                   |               | Simpl 1911              |
| 1912 | Der Glücklichste (1912).                                                                   | Frank 1912.1  |                         |
| 1907 | Der Gütige / Der Spiegel.                                                                  | Frank 1907.1  |                         |
| 1912 | Der Hammerschlag.                                                                          | Frank 1912.1  |                         |
| 1912 | Der Hauch / Der fremde Hauch.                                                              | Frank 1912.1  | Brenner 1912            |
| 1912 | Der Kämmerling.                                                                            | Frank 1912.1  | Brenner 1912            |
| 1907 | Der Lesende.                                                                               | Frank 1907.1  |                         |
| 1914 | Der Lotse.                                                                                 |               | Simpl 1914              |
| 1912 | Der Mantel.                                                                                | Frank 1912.1  |                         |
| 1914 | Der neue Ruhm. – Literatur: Kirchner 2009, S. 68–69.                                       | Frank 1915.2  | Simpl 1914              |
| 1912 | Der Optimist / Das schlechte Wetter.                                                       | Frank 1912.1  | Frank 1912.8            |
| 1936 | Der Sänger / 1919 / Drei Zeitgedichte / Du sing dein Lied.                                 | Frank 1936.1  |                         |
| 1937 | Der Schäfer.                                                                               | Frank 1937.2  |                         |
| 1919 | Der Spiegel. Siehe: Der Gütige.                                                            | Frank 1919.1  |                         |
| 1907 | Der Stein.                                                                                 | Frank 1907.1  |                         |
| 1912 | Der Sterbende am Fenster.                                                                  | Frank 1912.1  |                         |
| 1912 | Der Streit.                                                                                | Frank 1912.1  |                         |
| 1912 | Der Ungeduldige.                                                                           | Frank 1912.1  |                         |
| 1912 | Der Unterschied.                                                                           | Frank 1912.1  |                         |
| 1926 | Der Urwaldheilige.                                                                         | Frank 1926.5  |                         |
| 1912 | Der Verächtliche / Drei Zeitgedichte / Im Frühlicht.                                       | Frank 1912.1  | Brenner 1912            |
| 1907 | Der Verräter.                                                                              | Frank 1907.1  |                         |
| 1905 | Der Verstörte.                                                                             | Frank 1905.1  |                         |
| 1905 | Der Wandrer.                                                                               | Frank 1905.1  |                         |
| 1912 | Der Weg.                                                                                   | Frank 1912.1  |                         |
| 1912 | Der Wiesenpfad.                                                                            | Frank 1912.1  |                         |
| 1907 | Der Wissende.                                                                              | Frank 1907.1  |                         |
| 1905 | Die Äolsharfe. – Literatur: Kirchner 2009, S. 6.                                           | Frank 1905.1  |                         |
| 1912 | Die Ärmsten.                                                                               | Frank 1912.1  |                         |
| 1907 | Die Beterin.                                                                               | Frank 1907.1  |                         |
| 1912 | Die Burgen / Drei Zeitgedichte. – Literatur: Kirchner 2009, S. 53.                         | Frank 1912.1  | Brenner 1912            |
| 1913 | Die Dankbaren / Lied der Jungen.                                                           |               | Simpl 1913              |
| 1905 | Die Einsame.                                                                               | Frank 1905.1  |                         |
| 1912 | Die Erscheinung. Auszug aus: Requiem (Stanze 1).                                           |               | Simpl 1912              |
| 1912 | Die ewigen Lichter.                                                                        | Frank 1912.1  | Brenner 1912            |
| 1907 | Die Feierlichen.                                                                           | Frank 1907.1  |                         |
| 1912 | Die Fenster / Du aber.                                                                     |               | Simpl 1912              |
| 1905 | Die Freude.                                                                                | Frank 1905.1  |                         |
| 1907 | Die frohe Menge. – Literatur: 1928.3.                                                      | Frank 1907.1  |                         |
| 1905 | Die Heiligen.                                                                              | Frank 1905.1  |                         |
| 1912 | Die heimlichen Ströme.                                                                     | Frank 1912.1  |                         |
| 1916 | Die ihr des harten Todes sterbt.                                                           | Frank 1916.3  | Simpl 1916              |
| 1919 | Die Jahre mit schimmernden Füßen / Kelter.                                                 | Frank 1919.1  |                         |
| 1912 | Die Mutter.                                                                                | Frank 1912.1  |                         |
| 1912 | Die Nacht und du.                                                                          | Frank 1912.1  | Frank 1912.8            |
| 1912 | Die nahen Träume.                                                                          | Frank 1912.1  |                         |
| 1912 | Die Perlen / Unverloren.                                                                   |               | Brenner 1912            |
| 1907 | Die Rätsel.                                                                                | Frank 1907.1  |                         |
| 1907 | Die Reiterin.                                                                              | Frank 1907.1  |                         |
| 1912 | Die Schatten der Dinge.                                                                    | Frank 1912.1  |                         |
| 1907 | Die Schläfer.                                                                              | Frank 1907.1  |                         |
| 1905 | Die segnenden Hände.                                                                       | Frank 1905.1  |                         |
| 1905 | Die Sterne.                                                                                | Frank 1905.1  |                         |
| 1912 | Die Täuschung.                                                                             | Frank 1912.1  |                         |
| 1907 | Die Vergessenen.                                                                           | Frank 1907.1  |                         |
| 1916 | Die Wartende / Sonn’ auf Sonn’ dich hellt.                                                 | Frank 1916.3  |                         |
| 1912 | Die Wasser. – Literatur: Kirchner 2009, S. 53.                                             | Frank 1912.1  | Brenner 1912            |
| 1905 | Die Zeit.                                                                                  | Frank 1905.1  |                         |
| 1916 | Dort, wo der Tod am nächsten droht.                                                        | Frank 1919.1  | Simpl 1916              |
| 1916 | Drei Sommer waren.                                                                         | Frank 1916.3  |                         |
| 1934 | Drei Zeitgedichte / Der Verächtliche / Die Burgen / 1919 / Der Sänger / Du sing dein Lied. | Frank 1934.2  |                         |
| 1916 | Du aber / Die Fenster.                                                                     | Frank 1916.3  |                         |
| 1912 | Du kennst dich nicht.                                                                      | Frank 1912.1  |                         |
| 1937 | Du sing dein Lied / 1919 / Der Sänger / Drei Zeitgedichte.                                 | Frank 1937.2  | Frank 1942.7            |
| 1907 | Du zagst nicht oft …                                                                       | Frank 1907.1  |                         |
| 1912 | Ein ander Ding / Ein Ungefähr / Verhängte Spiegel / Verse.                                 | Frank 1912.1  |                         |
| 1912 | Ein betrübter Herr spricht: / Als sie noch zu mir kam / Der betrübte Herr spricht.         | Frank 1912.1  |                         |
| 1912 | Ein Dichter sagt: / Der Dichter sagt: Literatur: Kirchner 2009, S. 53.                     | Frank 1912.1  |                         |
| 1912 | Ein dunkler Adler.                                                                         | Frank 1912.1  |                         |
| 1912 | Ein Ungefähr / Ein ander Ding / Verhängte Spiegel / Verse. Abdruck: Frank 1909.1, S. 218.  | Frank 1912.1  |                         |
| 1905 | Einem Freunde.                                                                             | Frank 1905.1  |                         |
| 1912 | Einem Genialischen. – Literatur: Ackerknecht 1956, S. 127.                                 | Frank 1912.1  |                         |
| 1913 | Einkehr. Auszug aus: Requiem (Stanze 24–26).                                               |               | Simpl 1913              |
| 1937 | Einsamer Baum.                                                                             | Frank 1937.2  | Frank 1942.7            |
| 1907 | Einschlafen.                                                                               | Frank 1907.1  |                         |
| 1907 | Einsicht.                                                                                  | Frank 1907.1  |                         |
| 1912 | Einsicht.                                                                                  | Frank 1912.1  |                         |
| 1915 | Einst.                                                                                     |               | Simpl 1915              |
| 1912 | Eisen um die Brust.                                                                        | Frank 1912.1  |                         |
| 1908 | Ende.                                                                                      |               | Simpl 1908              |
| 1912 | Ergebnis. – Literatur: Bab 1918, S. 415.                                                   | Frank 1912.1  |                         |
| 1905 | Erinnerung.                                                                                | Frank 1905.1  |                         |
| 1907 | Erlebnis. – Literatur: Hornbogen 1999, S. 349, Klaus 1908.                                 | Frank 1907.1  |                         |
| 1912 | Ersatz.                                                                                    | Frank 1912.1  |                         |
| 1912 | Es ist Zeit.                                                                               | Frank 1912.1  |                         |
| 1905 | Ewige Fahrt.                                                                               | Frank 1905.1  |                         |
| 1905 | Feierstunde.                                                                               | Frank 1905.1  |                         |
| 1912 | Fern von dir.                                                                              |               | Simpl 1912              |
| 1912 | Fiebernacht.                                                                               | Frank 1912.1  | Brenner 1912            |
| 1905 | Flucht. – Literatur: Kirchner 2009, S. 25.                                                 | Frank 1905.1  | Simpl 1912              |
| 1912 | Freie Bahn.                                                                                | Frank 1912.1  |                         |
| 1914 | Fremder Hauch.                                                                             |               | Simpl 1914              |
| 1907 | Freudige Nächte.                                                                           | Frank 1907.1  |                         |
| 1907 | Freundeszwiesprach.                                                                        | Frank 1907.1  |                         |
| 1912 | Früher Abend.                                                                              | Frank 1912.1  |                         |
| 1907 | Für einen Freund.                                                                          | Frank 1907.1  |                         |
| 1912 | Für seine Taten.                                                                           | Frank 1912.1  |                         |
| 1905 | Fürstensöhne.                                                                              | Frank 1905.1  |                         |
| 1912 | Gang.                                                                                      | Frank 1912.1  |                         |
| 1912 | Gedächtnis / Spruch. – Literatur: Kirchner 2009, S. 52.                                    | Frank 1912.1  |                         |
| 1915 | Gesang aus Tiefen.                                                                         | Frank 1915.2  | Simpl 1915              |
| 1915 | Geschenk der Heere.                                                                        | Frank 1916.3  | Simpl 1915              |
| 1915 | Gewißheit. – Literatur: Kirchner 2009, S. 71.                                              | Frank 1915.2  | Frank 1915.4            |
| 1919 | Goldene Brücke.                                                                            | Frank 1919.1  |                         |
| 1905 | Grabbe.                                                                                    | Frank 1905.1  |                         |
| 1912 | Größe ist sanft.                                                                           | Frank 1912.1  |                         |
| 1907 | Große Stunde. – Literatur: Kirchner 2009, S. 32.                                           | Frank 1907.1  |                         |
| 1912 | Großstadtwinter.                                                                           | Frank 1912.1  |                         |
| 1912 | Gutshof meiner Freunde.                                                                    | Frank 1912.1  |                         |
| 1916 | Heimkunft.                                                                                 | Frank 1916.3  |                         |
| 1909 | Helden.                                                                                    | Frank 1919.1  | Simpl 1909 Frank 1912.8 |
| 1913 | Herr Campbell.                                                                             | Frank 1913.3  |                         |
| 1905 | Heute.                                                                                     | Frank 1905.1  |                         |
| 1907 | Heute nicht.                                                                               | Frank 1907.1  |                         |
| 1916 | Hoffnung. – Literatur: Kirchner 2009, S. 73–74.                                            | Frank 1916.3  | Simpl 1916              |
| 1905 | Hölderlin. – Literatur: Kirchner 2009, S. 25.                                              | Frank 1905.1  |                         |
| 1912 | Ich aber nicht.                                                                            | Frank 1912.1  |                         |
| 1912 | Ich arm Gefährt. – Literatur: Kirchner 2009, S. 53.                                        | Frank 1912.1  |                         |
| 1916 | Ich hab die alte Erde lieb. – Literatur: Kirchner 2009, S. 74.                             | Frank 1916.3  | Simpl 1916              |
| 1941 | Ich soll es sein.                                                                          | Herbertz 2009 |                         |
| 1909 | Illusionen.                                                                                |               | Simpl 1909              |
| 1913 | Im andern Jahr.                                                                            | Frank 1916.3  | Simpl 1913              |
| 1905 | Im dunklen Zimmer.                                                                         | Frank 1905.1  |                         |
| 1915 | Im Eise der Karpathen. – Literatur: Kirchner 2009, S. 73.                                  |               | Simpl 1915              |
| 1912 | Im Frühlicht / Der Verächtliche / Drei Zeitgedichte.                                       | Frank 1912.1  |                         |
| 1907 | Im Seminar.                                                                                | Frank 1907.1  |                         |
| 1905 | Im Städtchen.                                                                              | Frank 1905.1  |                         |
| 1905 | Im Strom. – Literatur: Kirchner 2009, S. 26.                                               | Frank 1905.1  |                         |
| 1907 | Im Süden.                                                                                  | Frank 1907.1  |                         |
| 1905 | Im Vorbeifahren.                                                                           | Frank 1905.1  |                         |
| 1919 | Im Wald / Im Walde.                                                                        | Frank 1919.1  |                         |
| 1912 | Im Walde / Im Wald.                                                                        | Frank 1912.1  | Frank 1912.8            |
| 1937 | In jedem Hause. – Literatur: Hofe 1984.1, S. 476.                                          | Frank 1937.2  | Frank 1942.7            |
| 1905 | Ins Dämmer.                                                                                | Frank 1905.1  |                         |
| 1916 | Jung ist noch dein Blick.                                                                  | Frank 1916.3  | Frank 1916.5            |
| 1916 | Junge Tiere stehn im Wald / Sommer 1916.                                                   | Frank 1916.3  |                         |
| 1916 | Junitag.                                                                                   | Frank 1916.3  |                         |
| 1905 | Kant.                                                                                      | Frank 1905.1  |                         |
| 1914 | Karneval im Süden. → Abbildung.                                                            | Frank 1919.1  | Simpl 1914              |
| 1912 | Kein Trost. – Literatur: Kirchner 2009, S. 50.                                             | Frank 1912.1  |                         |
| 1916 | Keine Weisheit wieget dich.                                                                | Frank 1916.3  |                         |
| 1916 | Kelter / Die Jahre mit schimmernden Füßen.                                                 | Frank 1916.3  |                         |
| 1911 | Kleist.                                                                                    |               | Simpl 1911              |
| 1912 | Kleist.                                                                                    | Frank 1912.1  |                         |
| 1912 | Krankenwache.                                                                              | Frank 1912.1  |                         |
| 1912 | Leichte Flucht.                                                                            | Frank 1912.1  |                         |
| 1907 | Leichtsinn.                                                                                | Frank 1907.1  |                         |
| 1912 | Leis und laut / Andere Tritte.                                                             | Frank 1912.1  | Frank 1912.8            |
| 1907 | Licht.                                                                                     | Frank 1907.1  |                         |
| 1937 | Lied der Jungen / Die Dankbaren.                                                           | Frank 1937.2  |                         |
| 1914 | Lied der Optimisten.                                                                       | Frank 1919.1  | Frank 1914.8            |
| 1919 | Mag sein.                                                                                  | Frank 1919.1  |                         |
| 1905 | Mahnung.                                                                                   | Frank 1905.1  |                         |
| 1912 | März. – Literatur: Dieterle 1945.                                                          | Frank 1912.1  | Simpl 1914              |
| 1905 | Memento.                                                                                   | Frank 1905.1  |                         |
| 1915 | Michael. – Literatur: Kirchner 2009, S. 71.                                                | Frank 1915.2  |                         |
| 1915 | Nach Warschaus Fall. – Literatur: Kirchner 2009, S. 73.                                    |               | Simpl 1915              |
| 1905 | Nacht.                                                                                     | Frank 1905.1  |                         |
| 1907 | Nachtlager.                                                                                | Frank 1907.1  |                         |
| 1911 | Nächtliche Alpenpost.                                                                      |               | Brenner 1911            |
| 1912 | Nächtliche Alpenpost.                                                                      | Frank 1912.1  |                         |
| 1907 | Nächtliche Lampe. – Literatur: Kirchner 2009, S. 32.                                       | Frank 1907.1  |                         |
| 1912 | Nächtliche Stadt.                                                                          | Frank 1912.1  |                         |
| 1914 | Nachtwache.                                                                                | Frank 1916.3  | Frank 1914.7            |
| 1912 | Nebel in der Tiefe.                                                                        | Frank 1912.1  |                         |
| 1917 | Neue Hoffnung. → Abbildung.                                                                |               | Simpl 1917              |
| 1912 | Niemand weiß es.                                                                           | Frank 1912.1  |                         |
| 1916 | Noch wer sie haßt.                                                                         | Frank 1916.3  |                         |
| 1916 | O Russenreich …                                                                            |               | Simpl 1916              |
| 1911 | Oftmals in lauen Sommernächten.                                                            | Frank 1911.1  |                         |
| 1912 | Ohne Spur.                                                                                 | Frank 1912.1  |                         |
| 1912 | Ohne Waffen.                                                                               | Frank 1912.1  | Simpl 1912              |
| 1912 | Oktober.                                                                                   | Frank 1912.1  |                         |
| 1915 | Ostpreußen. → Abbildung.                                                                   |               | Simpl 1915              |
| 1913 | Pas de l’ours.                                                                             |               | Simpl 1913              |
| 1919 | Puppen.                                                                                    | Frank 1919.1  |                         |
| 1905 | Rasche Bekanntschaft.                                                                      | Frank 1905.1  |                         |
| 1905 | Rat.                                                                                       | Frank 1905.1  |                         |
| 1913 | Requiem (Auszug). → Abbildung.                                                             |               | Simpl 1913              |
| 1913 | Requiem.                                                                                   | Frank 1913.1  |                         |
| 1905 | Ritt.                                                                                      | Frank 1905.1  |                         |
| 1912 | Rivalen.                                                                                   |               | Simpl 1912              |
| 1916 | Rückkehr.                                                                                  |               | Simpl 1916              |
| 1907 | Rückreise.                                                                                 | Frank 1907.1  |                         |
| 1912 | Ruine.                                                                                     | Frank 1912.1  |                         |
| 1912 | Russisches Ballett.                                                                        |               | Simpl 1912              |
| 1916 | Sang bei Nacht.                                                                            | Frank 1916.3  |                         |
| 1907 | Schatten.                                                                                  | Frank 1907.1  |                         |
| 1914 | Schöner Winter. → Abbildung.                                                               | Frank 1916.3  | Simpl 1914              |
| 1905 | Schopenhauer.                                                                              | Frank 1905.1  |                         |
| 1912 | Schopenhauer.                                                                              | Frank 1912.1  |                         |
| 1937 | Seliger Sommer.                                                                            | Frank 1937.2  |                         |
| 1916 | Shakespeare.                                                                               |               | Simpl 1916              |
| 1905 | Shakespeares Witz.                                                                         | Frank 1905.1  |                         |
| 1915 | Sie sehen Dich nicht.                                                                      |               | Simpl 1915              |
| 1907 | Sie weicht.                                                                                | Frank 1907.1  |                         |
| 1916 | Sommer 1916 / Junge Tiere stehn im Wald.                                                   | Frank 1919.1  | Frank 1916.6            |
| 1913 | Sonn’ auf Sonn’ dich hellt / Die Wartende. → Abbildung.                                    | Frank 1916.3  | Simpl 1913              |
| 1905 | Spät.                                                                                      | Frank 1905.1  |                         |
| 1912 | Spät nachts.                                                                               | Frank 1912.1  |                         |
| 1912 | Spruch / Gedächtnis. – Literatur: Kirchner 2009, S. 52.                                    | Frank 1912.1  | Simpl 1912              |
| 1907 | Starnberger See.                                                                           | Frank 1907.1  |                         |
| 1907 | Stille. – Literatur: Klaus 1908.                                                           | Frank 1907.1  |                         |
| 1905 | Stille Reise.                                                                              | Frank 1905.1  |                         |
| 1915 | Stolze Zeit. – Literatur: Kirchner 2009, S. 70–71.                                         | Frank 1915.2  | Frank 1915.5            |
| 1915 | Strophen im Krieg.                                                                         | Frank 1915.2  |                         |
| 1908 | Szene.                                                                                     |               | Simpl 1908              |
| 1912 | Tastender Wünsche ungewisse Qual.                                                          | Frank 1912.1  |                         |
| 1905 | Umsonst / Umsonst (1911) / Verzicht.                                                       | Frank 1905.1  |                         |
| 1911 | Umsonst / Umsonst (1905) / Verzicht.                                                       | Frank 1911.1  |                         |
| 1912 | Und manche seh ich.                                                                        | Frank 1912.1  |                         |
| 1907 | Und mancher liebt …                                                                        | Frank 1907.1  |                         |
| 1907 | Unentrinnbar.                                                                              | Frank 1907.1  |                         |
| 1916 | Unruhe.                                                                                    | Frank 1916.3  |                         |
| 1907 | Unsicherheit.                                                                              | Frank 1907.1  |                         |
| 1912 | Unverloren / Die Perlen.                                                                   | Frank 1912.1  |                         |
| 1905 | Unvermerkt.                                                                                | Frank 1905.1  |                         |
| 1905 | Vereinsamt.                                                                                | Frank 1905.1  |                         |
| 1916 | Vergangener Tag.                                                                           | Frank 1916.3  |                         |
| 1912 | Verhängte Spiegel / Ein ander Ding / Ein Ungefähr / Verse.                                 | Frank 1912.1  |                         |
| 1907 | Verschlingungen.                                                                           | Frank 1907.1  |                         |
| 1908 | Verse / Ein ander Ding / Ein Ungefähr / Verhängte Spiegel.                                 |               | Simpl 1908              |
| 1912 | Verwunderung.                                                                              | Frank 1912.1  |                         |
| 1907 | Verzicht / Umsonst (1905) / Umsonst (1911). – Literatur: Kirchner 2009, S. 31.             | Frank 1907.1  |                         |
| 1912 | Von der Galerie.                                                                           |               | Simpl 1912              |
| 1913 | Vor Abend. Auszug aus: Requiem (Stanze 4–5).                                               |               | Simpl 1913              |
| 1912 | Vor dem Einschlafen / Vor dem Schlaf.                                                      | Frank 1912.1  |                         |
| 1919 | Vor dem Schlaf / Vor dem Einschlafen.                                                      | Frank 1919.1  |                         |
| 1916 | Vor der Ernte. → Abbildung.                                                                |               | Simpl 1916              |
| 1905 | Vor einem alten Portrait. – Literatur: Kapp 1946.                                          | Frank 1905.1  |                         |
| 1912 | Vor kahler Wand.                                                                           | Frank 1919.1  | Frank 1912.8            |
| 1914 | Vorsommertag. → Abbildung.                                                                 |               | Simpl 1914              |
| 1912 | Wachsender Strand.                                                                         | Frank 1912.1  |                         |
| 1907 | Wanderung.                                                                                 | Frank 1907.1  |                         |
| 1907 | Wandlungen.                                                                                | Frank 1907.1  |                         |
| 1914 | Wann?                                                                                      | Frank 1919.1  | Simpl 1914              |
| 1905 | Weggesellen. – Literatur: Klaus 1908.                                                      | Frank 1905.1  |                         |
| 1919 | Weihnachten 1912.                                                                          | Frank 1919.1  |                         |
| 1907 | Wenn deine Geister …                                                                       | Frank 1907.1  |                         |
| 1916 | Wieder ein Frühling.                                                                       | Frank 1916.3  | Simpl 1916              |
| 1912 | Winternacht.                                                                               | Frank 1912.7  |                         |
| 1912 | Winterstille.                                                                              | Frank 1912.1  |                         |
| 1915 | Wir haben den Krieg gehaßt.                                                                | Frank 1915.2  |                         |
| 1915 | Wir werden siegen.                                                                         | Frank 1915.2  |                         |
| 1916 | Wohl war es schön. – Literatur: Bab 1918, S. 415, Kirchner 2009, S. 74.                    | Frank 1916.3  | Simpl 1916              |
| 1915 | Zeppelin über London.                                                                      |               | Simpl 1915              |
| 1907 | Zu Hause.                                                                                  | Frank 1907.1  |                         |
| 1937 | Zu lange. Andere Fassung: Zu lange hing dein Blick …                                       | Frank 1937.1  |                         |
| 1907 | Zu lange hing dein Blick … Andere Fassung: Zu lange.                                       | Frank 1907.1  | Frank 1906.1            |
| 1912 | Zum 14. September.                                                                         | Frank 1912.4  |                         |
| 1905 | Zwielicht.                                                                                 | Frank 1905.1  |                         |
| 1905 | Zwischen den Tagen.                                                                        | Frank 1905.1  |                         |
| 1905 | Zwischen den Toren. – Literatur: Klaus 1908.                                               | Frank 1905.1  |                         |

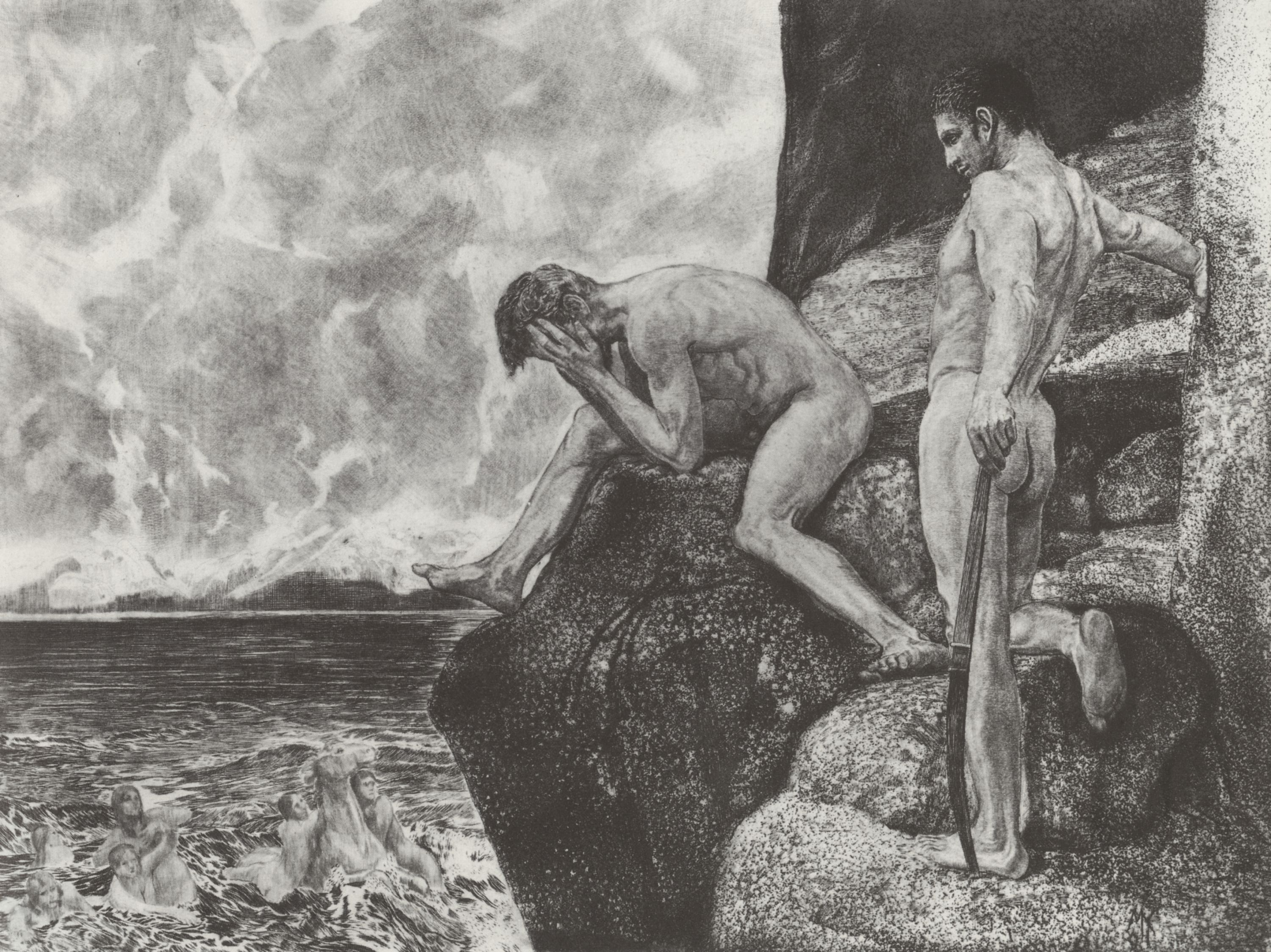
Der Befreite
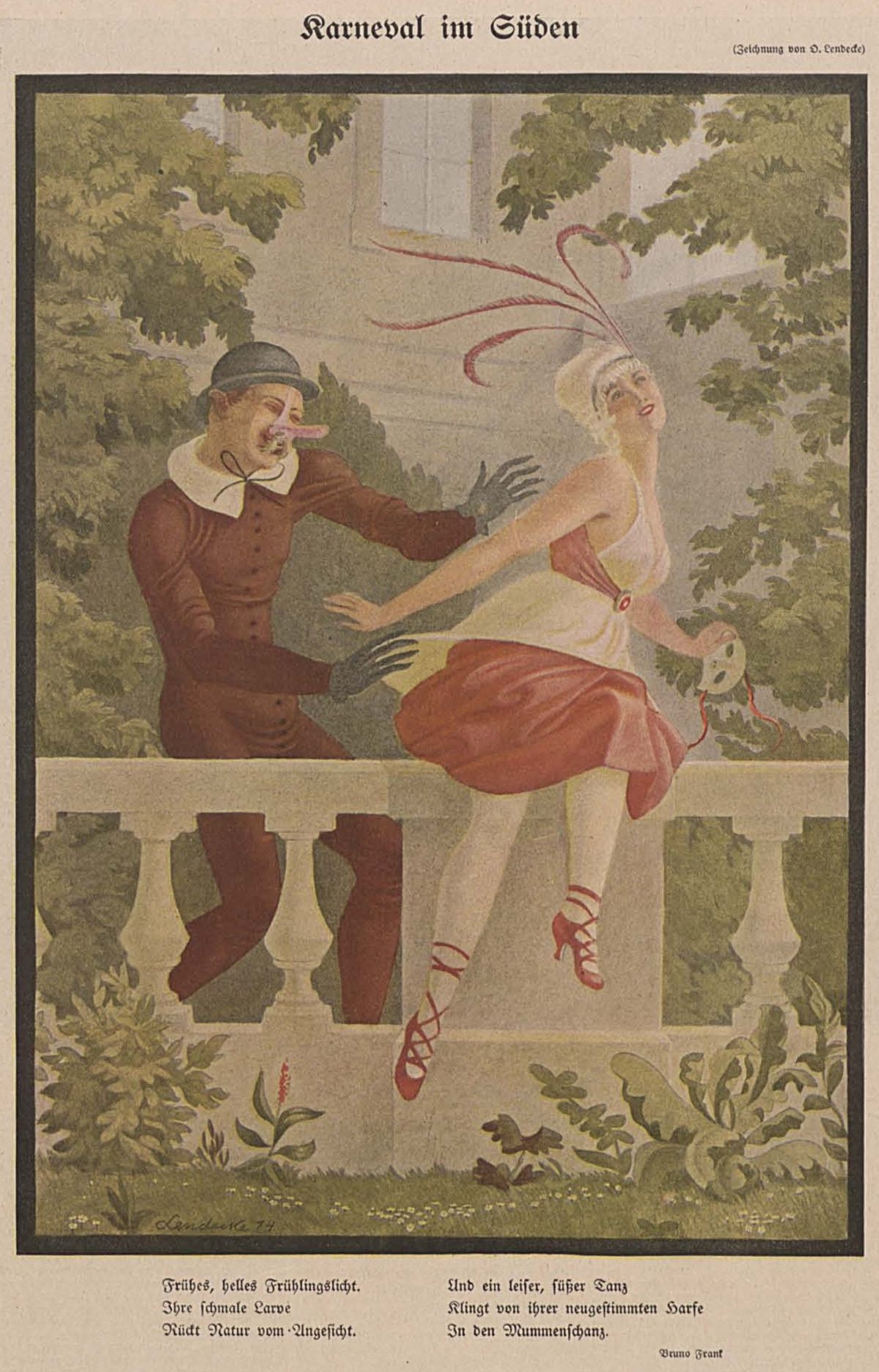
Karneval im Süden
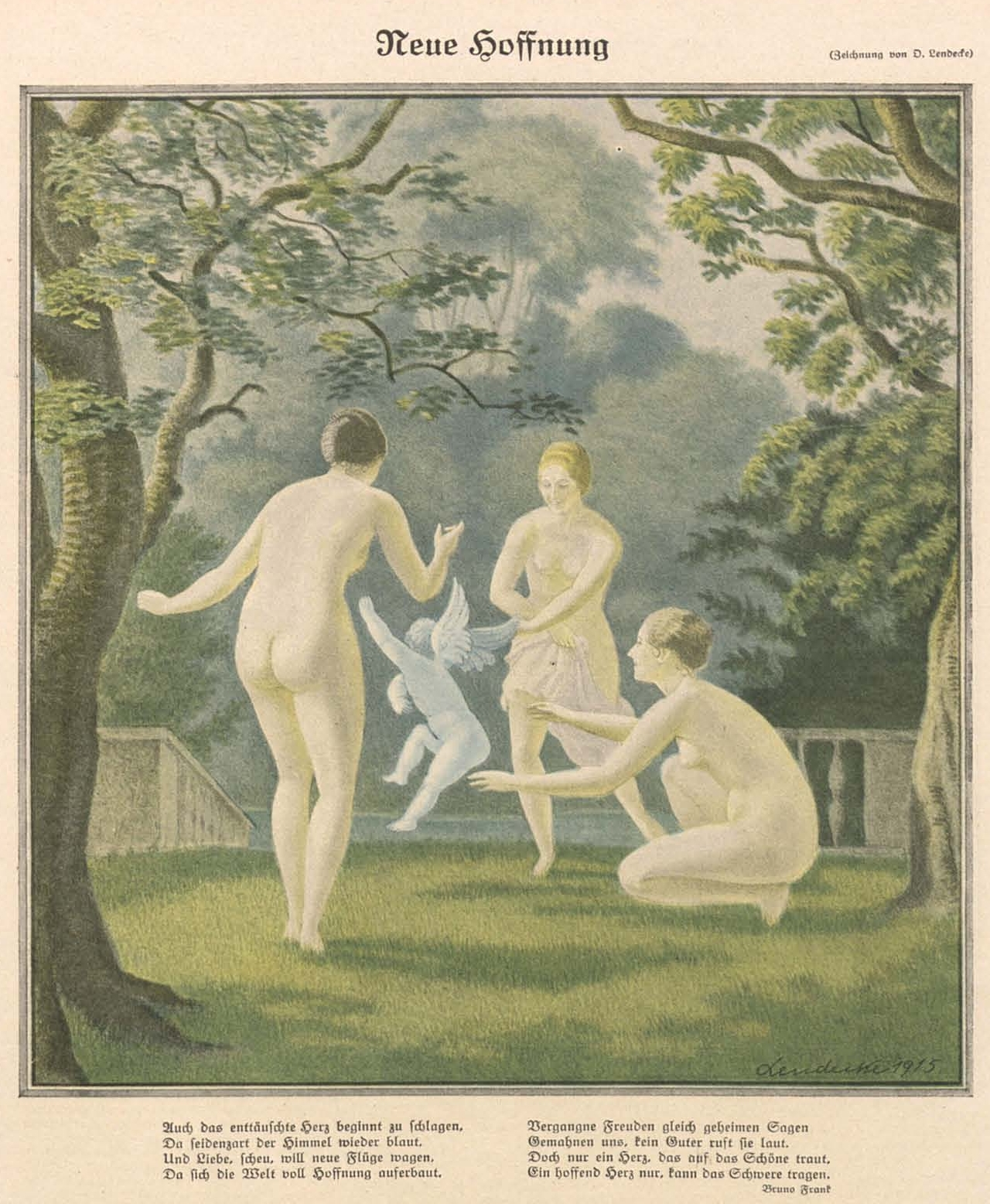
Neue Hoffnung
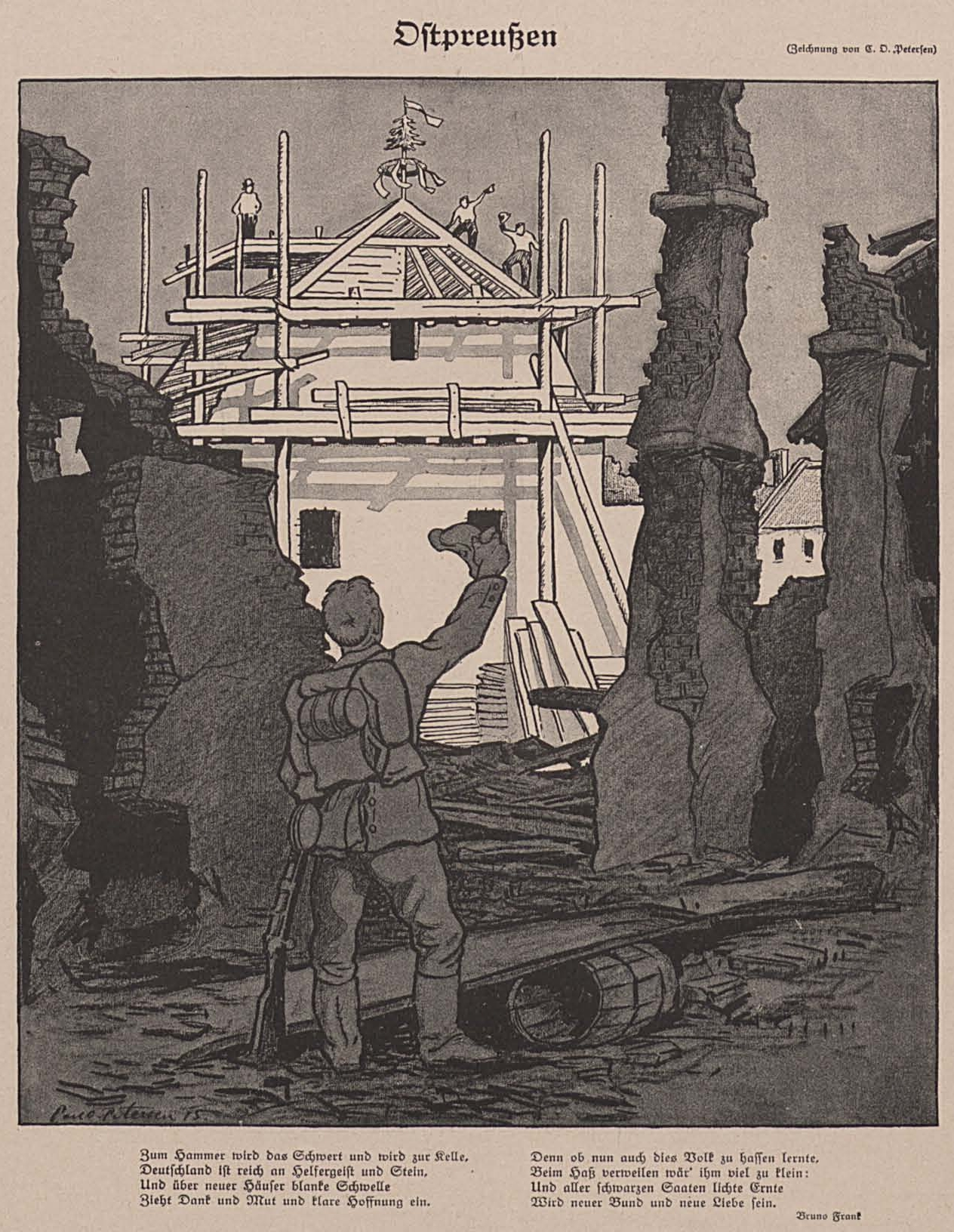
Ostpreußen
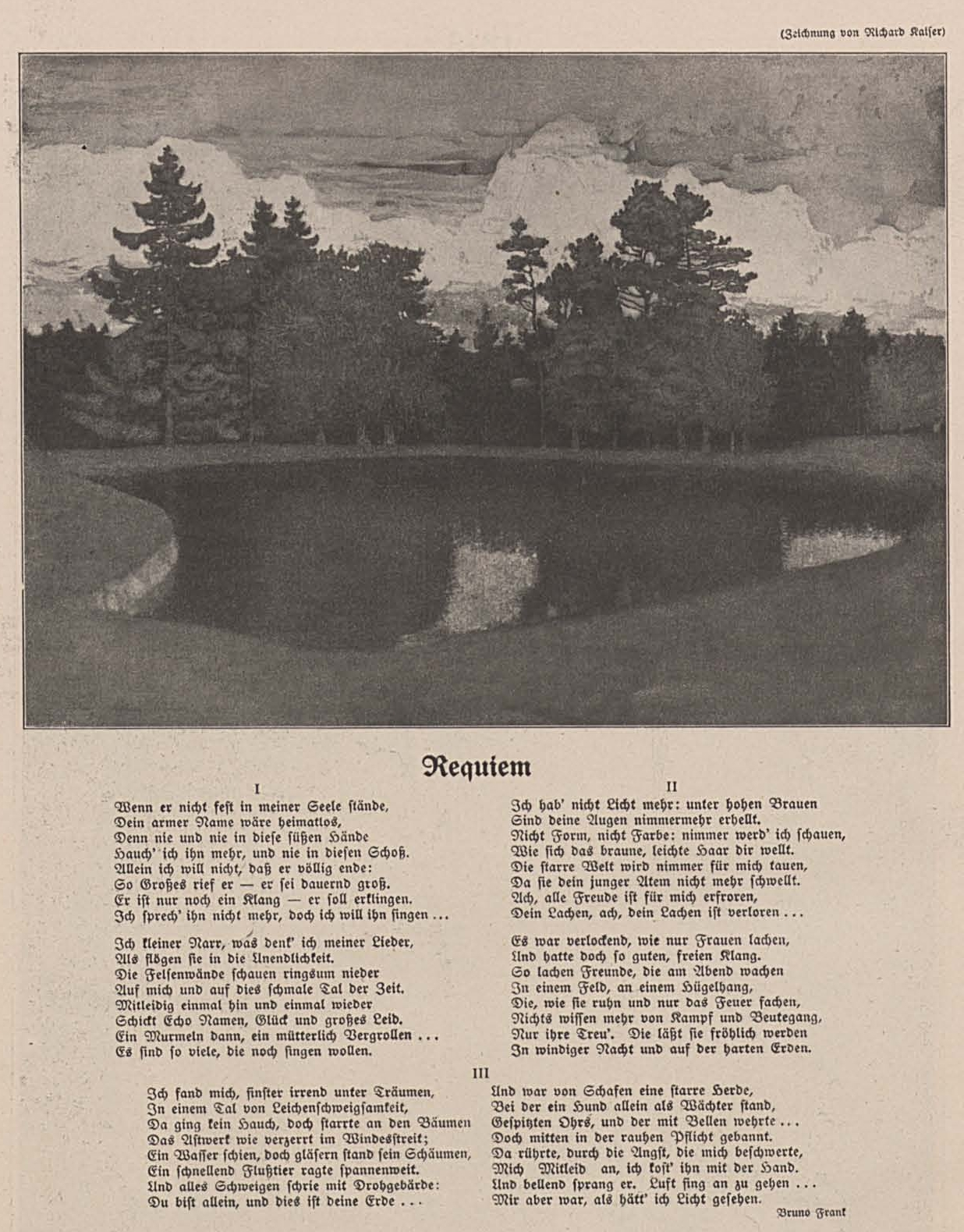
Requiem
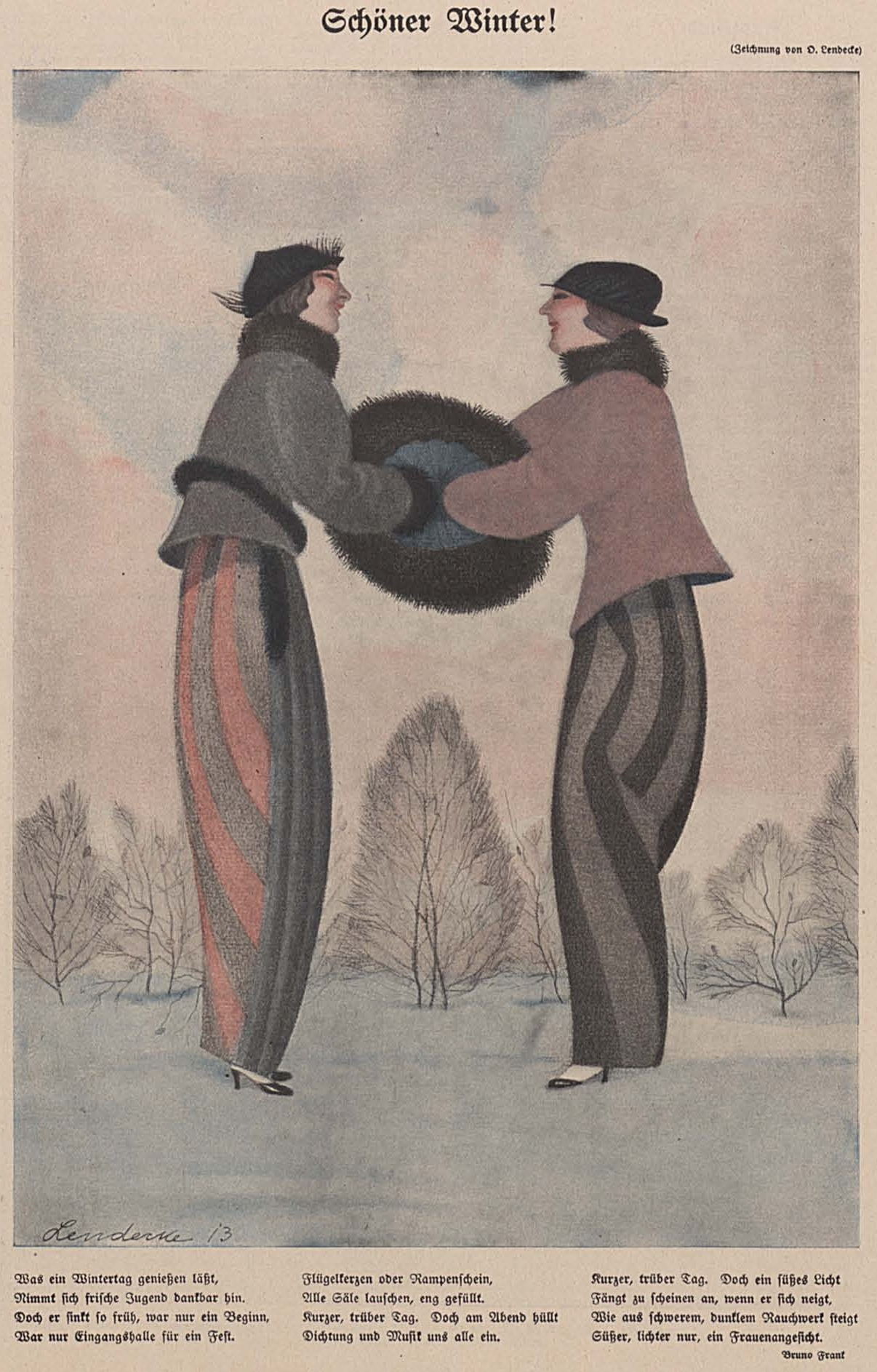
Schöner Winter
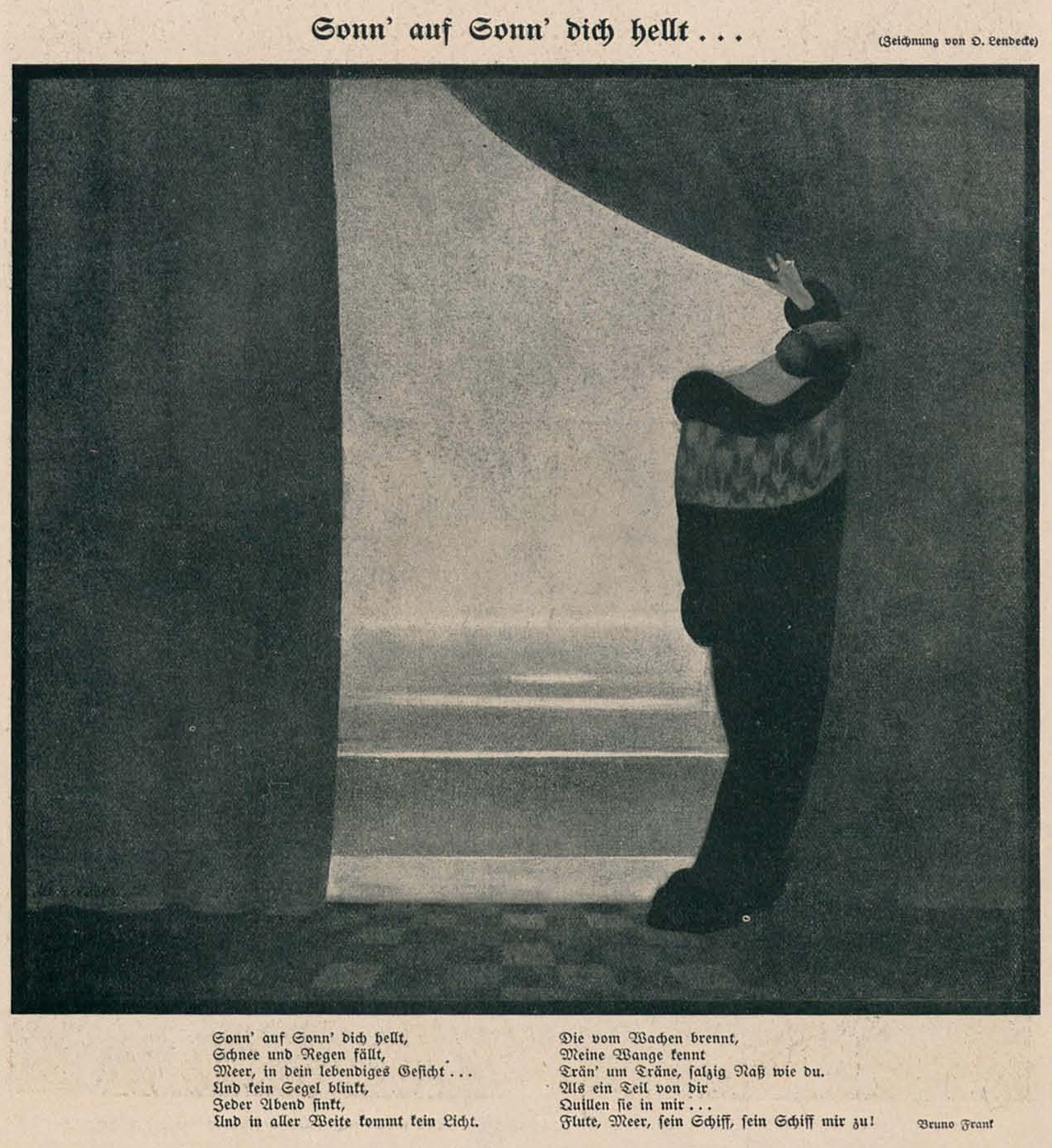
Sonn’ auf Sonn’ dich hellt
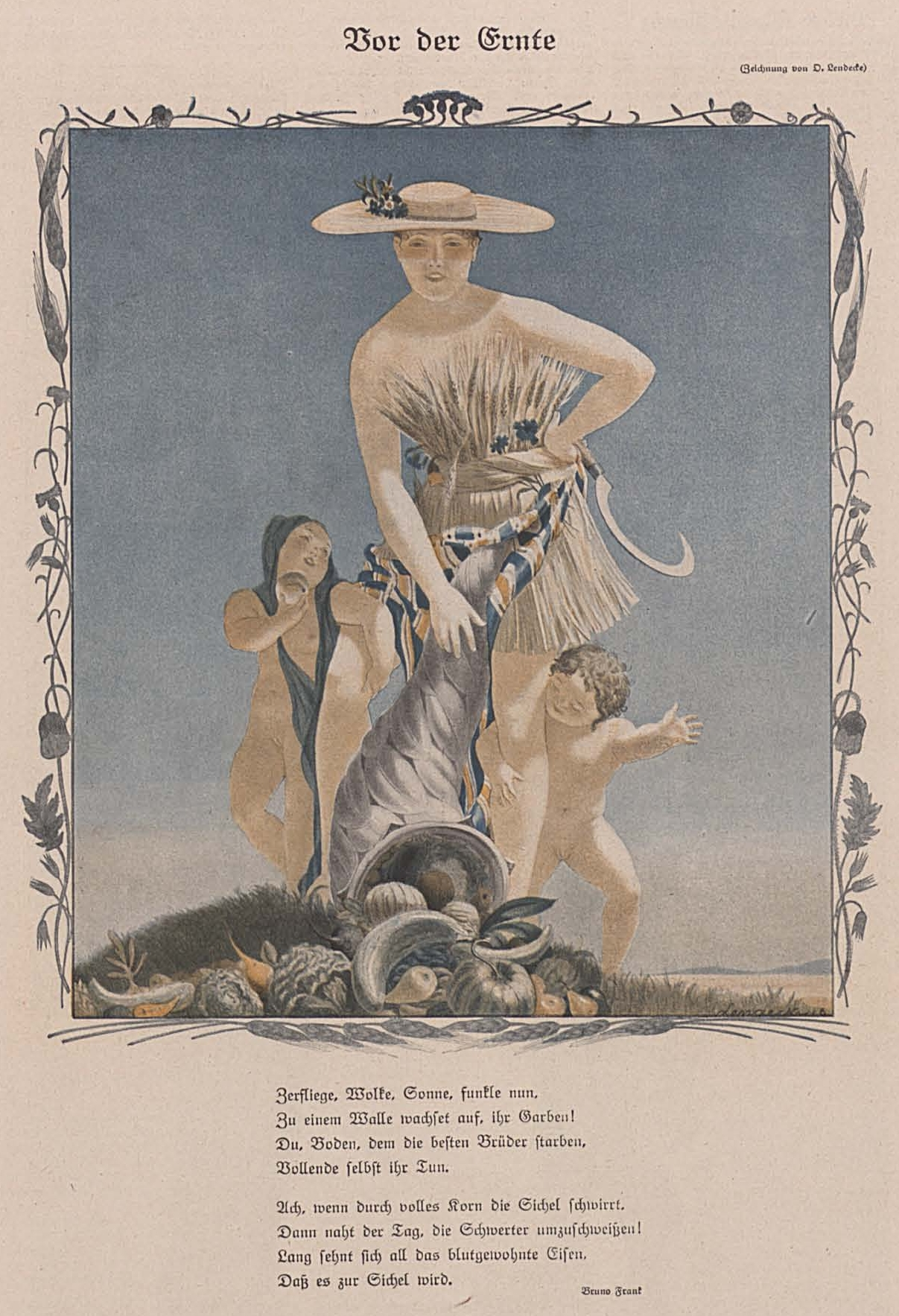
Vor der Ernte
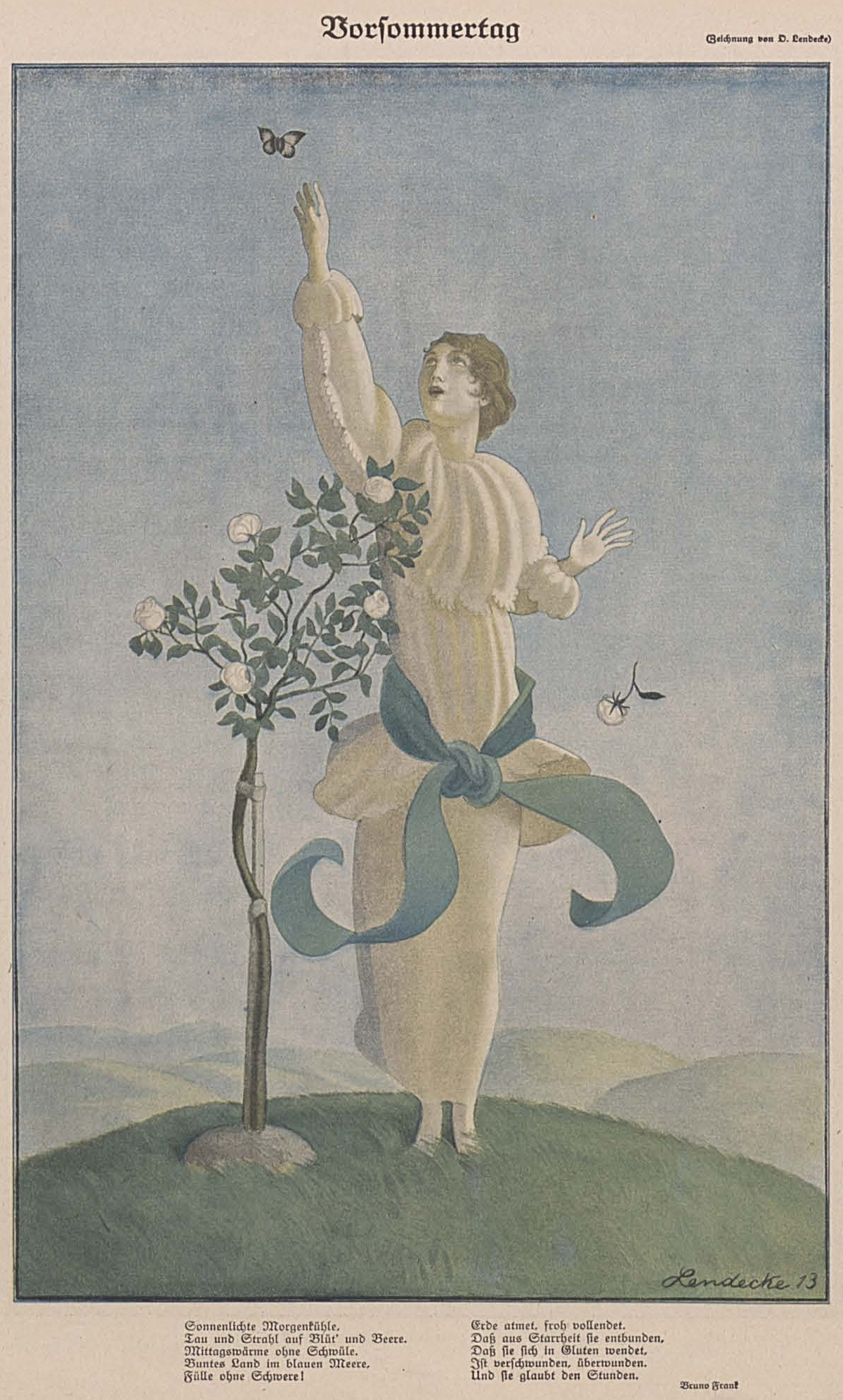
Vorsommertag

#### Übersetzungen
Die Tabelle enthält Übersetzungen französischer und englischer Bühnenstücke (Ausnahme: Hugo 1924). In Mann 1943 heißt es: „He has adapted about fifty plays written in foreign languages for the German stage“, wovon 15 Stücke in der Tabelle enthalten sind.
| Spaltenlegende und -sortierung |                                                                                  |
| Legende |                                                                                  |
| \| Ü/B \| - Ü = übersetzt von Bruno Frank. - B = übersetzt und bearbeitet von Bruno Frank. \|                                                                 |                                                                                  |
| Sortierung |                                                                                  |
| - Eine Spalte sortieren: das Symbol im Spaltenkopf anklicken. - Nach einer weiteren Spalte sortieren: Umschalttaste gedrückt halten und das Symbol anklicken. |                                                                                  |
| Ü/B | - Ü = übersetzt von Bruno Frank. - B = übersetzt und bearbeitet von Bruno Frank. |

| Autor                           | Deutscher Titel / Verlag                                                                   | Jahr        | Ü/B | Originaltitel                                     | Jahr | Quellen                                                        |
| ------------------------------- | ------------------------------------------------------------------------------------------ | ----------- | --- | ------------------------------------------------- | ---- | -------------------------------------------------------------- |
| Marcel Achard                   | Zu Hilfe! Komödie in drei Akten. Drei Masken Verlag, Berlin.                               | 1929        | Ü   |                                                   |      |                                                                |
| Marcel Achard                   | Das Leben ist schön. Eine optimistische Komödie in drei Akten. Drei Masken Verlag, Berlin. | 1931        | Ü   | La Vie est belle.                                 | 1930 | Kirchner 2009, S. 395.                                         |
| Georges Berr, Louis Verneuil    | Beverly. Schauspiel in vier Akten. Drei Masken Verlag, Berlin.                             | 1921        | Ü   | Monsieur Beverly.                                 | 1917 | Kirchner 2009, S. 395.                                         |
| André Birabeau, Jean Guitton    | Ein nacktes Mädchen gefunden.                                                              | [1924–1926] | Ü   | On a trouvé une femme nue.                        | 1924 | Siedhoff 1985, Nummer 606.                                     |
| Noël Coward                     | Intimitäten. Komödie in drei Akten.                                                        | 1930        | Ü   | Private Lives, an intimate comedy in three acts.  | 1929 | Kirchner 2009, S. 395, Siedhoff 1985, Nummer 777.              |
| Henri Duvernois, André Birabeau | Marcel Fradelin. Schauspiel in vier Akten. Alberti Verlag, Berlin.                         | 1928        | Ü   | L’Eunuque.                                        | 1927 | Huesmann 1983, Nummer 1872, Kirchner 2009, S. 395.             |
| St. John Ervine                 | Die erste Mrs. Selby. Komödie in drei Akten.                                               | 1929        | Ü   | The first Mrs. Fraser. A comedy in three acts.    | 1929 | Kirchner 2009, S. 192, Stern 2000, S. 249, 368.                |
| Sacha Guitry                    | Wir wollen träumen. Komödie in vier Akten.                                                 | 1934        | Ü   | Faisons un rêve, comédie en quatre actes.         | 1916 | Huesmann 1983, Nummer 2285, Kirchner 2009, S. 229.             |
| Victor Hugo                     | Balzacs Tod. In: Das Tage-Buch, 5. Jahrgang, Heft 13, 29. März 1924, S. 420–424.           | 1924        | Ü   |                                                   |      | Kirchner 2009, S. 395.                                         |
| Charles Méré                    | Die Spelunke. Drama in einem Akt. Drei Masken Verlag, Berlin.                              | 1921        | Ü   | Une nuit au bouge.                                | 1919 |                                                                |
| Marcel Pagnol                   | Zum goldenen Anker. Komödie in vier Akten. Drei Masken Verlag, München.                    | 1929        | B   | Marius.                                           | 1929 | Kirchner 2009, S. 395, Siedhoff 1985, Nummer 783.              |
| Marcel Pagnol                   | Fanny. Komödie in vier Akten. Drei Masken Verlag, Berlin.                                  | 1932        | B   | Fanny.                                            | 1931 | Kirchner 2009, S. 395, Siedhoff 1985, Nummer 835.              |
| Pierre Veber, Maurice Hennequin | Timotheus in flagranti. Schwank in drei Akten.                                             | 1922        | Ü   | Timothée en flagrant délit (?)                    |      | Huesmann 1983, Nummer 1353, Kirchner 2009, S. 358, Fußnote 31. |
| Pierre Veber, Maurice Hennequin | Die Bar auf Montmartre. Komödie in drei Akten. Arcadia Verlag, Berlin.                     | 1924        | Ü   | Le monsieur de cinq heures, pièce en trois actes. | 1924 | Kirchner 2009, S. 395.                                         |
| Louis Verneuil                  | Lebenslüge. Schauspiel in vier Akten.                                                      | 1935        | B   | Le mari que j’ai voulu.                           | 1934 | Huesmann 1983, Nummer 2316, Kirchner 2009, S. 248.             |
| Louis Verneuil                  | Karussell. Lustspiel in drei Akten.                                                        | 1920        | Ü   | L’amant de coeur, comédie en trois actes.         | 1921 | Huesmann 1983, Nummer 1728, Siedhoff 1985, Nummer 464.         |
| Oscar Wilde                     | Ein idealer Gatte. Schauspiel in 4 Akten.                                                  | 1930        | Ü   | An Ideal Husband.                                 | 1895 | Kirchner 2009, S. 192.                                         |

#### Drehbücher
Bruno Frank war bei den hier aufgeführten Filmen einer von mehreren Drehbuchautoren. In einigen Fällen wird Bruno Frank im Vor-/Nachspann nicht als Drehbuchautor genannt (uncredited).
| Spaltensortierung |
| - Eine Spalte sortieren: das Symbol im Spaltenkopf anklicken. - Nach einer weiteren Spalte sortieren: Umschalttaste gedrückt halten und das Symbol anklicken. |

| Jahr | Filmtitel                                                                                                  | Gattung   | Land           | Regie                         |
| ---- | --- | --------- | -------------- | ----------------------------- |
| 1932 | Peter Voß, der Millionendieb. Umlauf 1982, S. 117.                                                         | Spielfilm | Deutschland    | Ewald André Dupont            |
| 1935 | Heart’s Desire. Kirchner 2009, S. 248, Umlauf 1982, S. 117.                                                | Spielfilm | Großbritannien | Paul L. Stein                 |
| 1936 | Sutter’s Gold. Moeller 1976, S. 702.                                                                       | Spielfilm | USA            | James Cruze                   |
| 1938 | Marie-Antoinette. Marie-Antoinette bei IMDb.                                                               | Spielfilm | USA            | W. S. Van Dyke                |
| 1939 | Der Glöckner von Notre Dame (The Hunchback of Notre Dame). Kirchner 2009, S. 287–288, Umlauf 1982, S. 118. | Spielfilm | USA            | William Dieterle              |
| 1940 | Nordwest-Passage.                                                                                          | Spielfilm | USA            | King Vidor                    |
| 1943 | Madame Curie. Kirchner 2009, S. 282–283, Moeller 1976, S. 681, 682, Umlauf 1982, S. 118.                   | Spielfilm | USA            | Mervyn LeRoy                  |
| 1945 | A Royal Scandal. Kirchner 2009, S. 332, Umlauf 1982, S. 118.                                               | Spielfilm | USA            | Ernst Lubitsch Otto Preminger |

### Werkbearbeitungen

#### Verfilmungen
| Spaltensortierung |
| - Eine Spalte sortieren: das Symbol im Spaltenkopf anklicken. - Nach einer weiteren Spalte sortieren: Umschalttaste gedrückt halten und das Symbol anklicken. |

| Jahr | Werktitel            | Filmtitel                                                                    | Gattung     | Land / Sender              | Regie                          |
| ---- | -------------------- | ---------------------------------------------------------------------------- | ----------- | -------------------------- | ------------------------------ |
| 1931 | Perlenkomödie.       | Zweierlei Moral, auch: Frau Weras schwarze Perlen. Zweierlei Moral bei IMDb. | Spielfilm   | Deutschland                | Gerhard Lamprecht.             |
| 1931 | Sturm im Wasserglas. | Die Blumenfrau von Lindenau. Die Blumenfrau von Lindenau bei IMDb.           | Spielfilm   | Österreich Deutschland     | Georg Jacoby.                  |
| 1932 | Trenck.              | Trenck – Der Roman einer großen Liebe. Trenck bei IMDb.                      | Spielfilm   | Deutschland                | Ernst Neubach, Heinz Paul.     |
| 1937 | Sturm im Wasserglas. | Storm in a Teacup. Storm in a Teacup bei IMDb, online:.                      | Spielfilm   | Großbritannien             | Victor Saville, Ian Dalrymple. |
| 1950 | Zwölftausend.        | Twelve Thousand. Twelve Thousand bei IMDb.                                   | Fernsehfilm | Großbritannien             | unbekannt                      |
| 1956 | Zwölftausend.        | Zwölftausend. Zwölftausend bei IMDb.                                         | Fernsehfilm | Bayerisches Fernsehen      | Fritz Umgelter.                |
| 1960 | Sturm im Wasserglas. | Sturm im Wasserglas                                                          | Spielfilm   | Bundesrepublik Deutschland | Josef von Báky.                |
| 1966 | Perlenkomödie.       | Perlenkomödie. Perlenkomödie bei IMDb.                                       | Fernsehfilm | Bayerisches Fernsehen      | Fritz Umgelter.                |
| 1967 | Cervantes.           | Cervantes – Der Abenteurer des Königs.                                       | Spielfilm   | Spanien Frankreich Italien | Vincent Sherman.               |
| 1969 | Sturm im Wasserglas. | Sturm im Wasserglas. Sturm im Wasserglas bei IMDb.                           | Fernsehfilm | Bayerisches Fernsehen      | Theodor Grädler.               |
| 1986 | Sturm im Wasserglas. | Sturm im Wasserglas. Sturm im Wasserglas bei IMDb.                           | Fernsehfilm | ZDF                        | Jürgen Wölffer.                |
| 1989 | Sturm im Wasserglas. | Sturm im Wasserglas. Bayerisches Fernsehen.                                  | Fernsehfilm | Bayerisches Fernsehen      | Rüdiger Graf.                  |

#### Hörspiele
- Zum 400. Todestag von Miguel de Cervantes Saavedra am 22. April [2016], Bruno Frank: Cervantes, Hörspiel, Sprecher: Ulrich Noethen, Regie: Thomas Fritz, Produktion: MDR 2016, Erstsendung: 7. April – 4. Mai 2016, 20 Folgen.

## Mitgliedschaften
- 1918: Politischer Rat geistiger Arbeiter, München[128]
- 1927–1933: Schutzverband deutscher Schriftsteller (SDS), zweiter Vorsitzender des Gau Bayern[129]
- 1929–1933: Rotary Club München, Gründungsmitglied, Ausschluss am 4. April 1933[130]
- ab 1934: Deutscher P.E.N. im Exil, Gründungsmitglied[131]
- ab 1934: Mitglied des Advisory Board der Zeitschrift „Aufbau“[132]
- 1938–1939: European Council der American Guild for German Cultural Freedom[133]
- ab 1938: European Film Fund (RFF), Gründungsmitglied, Liesl Frank war Generalsekretärin[134]
- ab 1939: German-American Writers Association,[135] Vizepräsident für die Westküste, Auflösung Juli 1940[136]
- ab 1939: German Jewish Club, New York, Mitglied des künstlerischen Beirats[137]
- ab 1942: Jewish Club of 1933, Los Angeles, Ehrenmitglied[138]

### Lexika
- Erwin H. Ackerknecht: Frank, Bruno Sebald. In: Neue Deutsche Biographie (NDB). Band 5, Duncker & Humblot, Berlin 1961, ISBN 3-428-00186-9, S. 339 f. (Digitalisat).
- Helmut Bender; Klaus-Peter Wilke: Frank, Bruno (Sebald). In: Wilhelm Kosch (Begründer): Deutsches Literatur-Lexikon. Biographisch-bibliographisches Handbuch, Band 5: Filek–Fux. Bern 1978, Spalte 428–430.
- Silvio D’Amico (Begründer): Enciclopedia dello spettacolo, Band 5: Fan - Guard. Rom 1958, Spalte 679–680.
- Anke Hees: Frank, Bruno (Sebald). In: Wilhelm Kosch (Begründer); Lutz Hagestedt (Hrsg.): Deutsches Literatur-Lexikon. Das 20. Jahrhundert. Biographisch-bibliographisches Handbuch, Band 9. Fischer-Abendroth–Fries. Zürich 2006, Spalte 276–279.
- Frank, Bruno. In: Lexikon deutsch-jüdischer Autoren. Band 7: Feis–Frey. Hrsg. vom Archiv Bibliographia Judaica. Saur, München 1999, ISBN 3-598-22687-X, S. 250–268.
- Frank, Bruno. In: Andreas B. Kilcher (Hrsg.): Metzler Lexikon der deutsch-jüdischen Literatur. Jüdische Autorinnen und Autoren deutscher Sprache von der Aufklärung bis zur Gegenwart. 2., aktualisierte und erweiterte Auflage. Metzler, Stuttgart/Weimar 2012, ISBN 978-3-476-02457-2, S. 140–141.
- Wilhelm Kosch (Begründer); Ingrid Bigler-Marschall (Fortsetzung): Deutsches Theater-Lexikon: biographisches und bibliographisches Handbuch. Band 1. A - Hurk. Klagenfurt 1953, S. 475.
- Franz Lennartz: Deutsche Dichter und Schriftsteller unserer Zeit: Einzeldarstellungen zur schönen Literatur in deutscher Sprache. Stuttgart 1959, S. 208–210.
- Biographical and bibliographical sketches. Bruno Frank. In: Klaus Mann (Hrsg.); Hermann Kesten (Hrsg.): Heart of Europe: an anthology of creative writing in Europe 1920 – 1940. New York 1943, S. 942.
- Werner Röder (Hrsg.): Biographisches Handbuch der deutschsprachigen Emigration nach 1933, Band 2: A-K. München 1983, S. 316–317.
- Irene Ruttmann: Frank, Bruno. In: Hermann Kunisch (Hrsg.): Handbuch der deutschen Gegenwartsliteratur, Band 1: A - K. München 1969, S. 210–211.
- Robert Volz: Reichshandbuch der deutschen Gesellschaft: das Handbuch der Persönlichkeiten in Wort und Bild. Band 1. A - K. Berlin 1930, S. 468.

### Leben und Werk
- Julius Bab: Bruno Frank. In: Die Weltbühne, 14. Jahrgang, 1. Halbjahr 1918, Nummer 18, 2. Mai, S. 412–416.
- Reinhold Grimm: Bruno Frank, Gentlemanschriftsteller. In: Karl S. Weimar (Hrsg.): Views and reviews of modern German literature: Festschrift for Adolf D. Klarmann. München 1974, S. 121–132.
- Reinhold Grimm: Bruno Frank, Gentlemanschriftsteller. In: Karl S. Weimar (Hrsg.): Views and reviews of modern German literature: Festschrift for Adolf D. Klarmann. München 1974, S. 121–132.
- Herbert Günther: Bruno Frank. In: Die Literatur: Monatsschrift für Literaturfreunde Band 32, 1929/1930, S. 511–516.
- Herbert Günther: Erinnerungen an Bruno Frank. In: Welt und Wort: literarische Monatsschrift, 1. Jahrgang, Heft 5, 1946, S. 134–136.
- Herbert Günther: Drehbühne der Zeit. Freundschaften, Begegnungen, Schicksale. Hamburg 1957, besonders Seite 85–95.
- Eva-Maria Herbertz: „Ein dreihundert Seiten langer Liebesbrief ...“. Elisabeth Maria Karl „Liesl“ Frank (1903–1979). In: Leben in seinem Schatten: Frauen berühmter Künstler. München 2009, S. 136–160 (Vorschau).
- Helmut Hornbogen: Bruno Frank. Am Stadtgraben 31, Brunsstraße 14. In: Tübinger Dichter-Häuser. Literaturgeschichten aus Schwaben. Ein Wegweiser. Tübingen 1999, S. 346–353, 504.
- Albrecht Joseph: Portraits I. Carl Zuckmayer – Bruno Frank. Aachen 1993, S. 245–313.
- Sascha Kirchner: „Wie froh ich bin, Ihr Zeitgenosse zu sein.“ Thomas Mann und Bruno Frank – eine Lebensfreundschaft. In: Miriam Albracht (Herausgeberin): Düsseldorfer Beiträge zur Thomas Mann-Forschung, Band 1. Düsseldorf 2011, S. 55–79.
- Sinclair Lewis: Foreword. In: Frank 1942.5, S. V-X.
- Thomas Mann: In memoriam Bruno Frank. Fassung von 1945. In: Aufbau, 11. Jahrgang, Nummer 26, 29. Juni 1945, S. 8, archive.org Nachdruck: Mann 1984.3. Siehe auch Mann 1956.1.
- Thomas Mann: In memoriam Bruno Frank. Fassung von 1955. In: Nachlese. Frankfurt am Main 1956, S. 224–227. Erstdruck: Die Welt, Nummer 139, 18. Juni 1955. Siehe auch Mann 1945.1.
- Thomas Mann: Rede und Antwort. Über eigene Werke. Huldigungen und Kränze: Über Freunde, Weggefährten und Zeitgenossen. Nachwort von Helmut Koopmann. Frankfurt am Main 1984.
- Thomas Mann: [Bruno Frank]. Zum 50. Geburtstag. In: Mann 1984.1, S. 382–386.
- Thomas Mann: In memoriam Bruno Frank. Fassung von 1945. In: Mann 1984.1, S. 392–395. Erstdruck: Mann 1945.1.
- Thomas Mann: [Trauerrede auf Bruno Frank]. In: Mann 1984.1, S. 395–396.
- Ludwig Marcuse: Ein Abschied. [Nachruf auf Bruno Frank]. In: Aufbau, 11. Jahrgang, Nummer 26, 29. Juni 1945, S. 7–8, archive.org
- Ludwig Marcuse: Der sonntägliche Bruno Frank. Zum 20. Todestag. In: Süddeutsche Zeitung, Nummer 146 vom 19./20. Juni 1965, SZ am Wochenende, ohne Seitenzahl.
- Kurt Martens: Bruno Frank. In: Die deutsche Literatur unserer Zeit in Charakteristiken und Proben. München 1922, S. 221–222, Abdruck von Frank 1915.1, Kapitel 39: Seite 222–227.
- Ulrich Müller: Schreiben gegen Hitler. Vom historischen zum politischen Roman. Untersuchungen zum Prosawerk Bruno Franks. Mainz 1994.
- Richard Erich Schade: Bruno Frank 1887–1945. In: Karl-Heinz Habersetzer (Hrsg.): Deutsche Schriftsteller im Porträt. 6. Expressionismus und Weimarer Republik. München 1984, S. 60–61.
- Virginia Sease: Bruno Frank. In: Spalek 1976, S. 352–370.
- Bruno Frank. In: Alexander Stephan: Im Visier des FBI: deutsche Exilschriftsteller in den Akten amerikanischer Geheimdienste. Stuttgart 1995, S. 272–276.
- Carola Stern: Die Sache, die man Liebe nennt. Das Leben der Fritzi Massary. Reinbek bei Hamburg 2000.
- Konrad Umlauf: Exil, Terror, Illegalität: die ästhetische Verarbeitung politischer Erfahrungen in ausgewählten deutschsprachigen Romanen aus dem Exil 1933 – 1945. Lang, Frankfurt am Main 1982, ISBN 3-8204-6247-3, S. 24–35, 106–123.

### Werke
Wenn zu einem Werk ein eigener Artikel existiert, siehe dort.
- Volker Harry Altwasser: Glückliches Sterben. Volker Harry Altwassers Roman über Bruno Franks Bericht, in dem Chamfort seinen Tod erzählt. Berlin 2014, ISBN 978-3-88221-197-9.
- Julius Bab: Deutsche Kriegslyrik von heute IX. In: Das literarische Echo, 20. Jahrgang, 1918, Heft 8, 15. Januar 1918, Spalte 450, 459. – Rezension von Frank 1916.3.
- Charles W. Carpenter: Exiled German writers in America 1932-1950. University of Southern California 1952, S. 30–50 (online; Rezeption in den USA).
- Fritz Endemann: Der Preußenkönig und sein schwäbischer Chronist. Bruno Frank erzählt von Friedrich II., den er nicht den Großen nennt. In: Literaturblatt für Baden-Württemberg November/Dezember 2012, S. 10–12, online: (PDF; 607 kB).
- Lion Feuchtwanger: Tage des Königs [Rezension]. In: Die Weltbühne, 21. Jahrgang, 1. Halbjahr 1925, Nummer 2, 13. Januar, S. 71–72.
- Alexander Moritz Frey: „Zwölftausend.“ Schauspiel in drei Akten von Bruno Frank. Uraufführung der Münchner Kammerspiele im Schauspielhaus. In: Die literarische Welt, 3. Jahrgang, Nummer 18, 6. Mai 1927, S. 7.
- Ferdinand Gregori: Lyrische Wanderungen. In: Das literarische Echo, 8. Jahrgang, 1905, Heft 6, 15. Dezember 1905, Spalte 401–406, hier 404. – Rezension von Frank 1905.1.
- Stefan Großmann: Bruno Franks neues Stück [„Die Frau auf dem Tiere“]. In: Das Tage-Buch, 2. Jahrgang, Heft 40, 8. Oktober 1921, S. 1215–1218.
- Ernst Heilborn: Berlin. „Die Schwestern und der Fremde“. Schauspiel in zwei Aufzügen und einem Vorspiel. Von Bruno Frank. (Uraufführung im Theater Königgrätzerstraße am 30. April 1918). In: Das literarische Echo, 20. Jahrgang, Heft 17, 1. Juni 1918, Spalte 1034–1035.
- Hans W. Herber: Lyrik im Simplicissimus. Alle Gedichte von Frank, Bruno. Asbach 2012, online:. – Liste und Text der Gedichte.
- Hermann Hesse: Gedichtbücher. In: März. Halbmonatsschrift für deutsche Kultur, 1. Jahrgang, 4. Band, Oktober 1907, S. 86–90, hier 88. – Rezension von Frank 1905.1.
- Walter Carl-Alexander Hoyt: Conflict in Change. A Study in the Prose-Fiction of Bruno Frank. New Brunswick 1978.
- Siegfried Jacobsohn: Die Schwestern und der Fremde [Rezension]. In: Die Weltbühne, 14. Jahrgang, 1. Halbjahr 1918, Nummer 19, 9. Mai, 341–342,[140]
- Siegfried Jacobsohn: Theaterbesucher. In: Die Weltbühne, 14. Jahrgang, 1. Halbjahr 1918, Nummer 26, 27. Juni, S. 599–600. – Rezension von „Bibikoff“.
- Harry Kahn: Frank und Friedrich. In: Die Weltbühne, 24. Jahrgang, 1. Halbjahr 1928, Nummer 9, 28. Februar, S. 338–340.
- Theo Klaus: Bruno Frank. In: Der Schwabenspiegel. Wochenschrift 1. Jahrgang, Nummer 13, 7. Januar 1908, S. 102–103. – Über Bruno Franks Gedichte.
- Oskar Loerke: Neue Lyrik. Problematisches der Form. In: Die Neue Rundschau, 29. Jahrgang der freien Bühne, 1918, Band 1, S. 268–269. – Rezension von Frank 1912.1 und Frank 1916.3.
- Thomas Mann: Bruno Franks „Requiem“. In: Mann 1984.1, S. 365–367.
- Richard Rieß: Münchener Autoren. [Bruno Frank. Requiem]. In: März. Eine Wochenschrift, 11. Jahrgang, Band 3, Juli bis September 1917, S. 902–904, hier 903–904. – Rezension von Frank 1916.3.
- Jakob Schaffner: Flüchtlinge, Novellen von Bruno Frank. In: Die Neue Rundschau, Jahrgang 22, 1911, Band 2, S. 1768.

### Nachworte
- Erwin Ackerknecht: Nachwort. In: Frank 1956.1, S. 127–136.[141]
- Martin Gregor-Dellin: Nachwort. In: Frank 1975.2 oder Frank 1976.1, S. 185–191.
- Martin Gregor-Dellin: Nachwort. In: Frank 1977.1 oder Frank 1981.1, S. 187–190.
- Martin Gregor-Dellin: Nachwort. In: Frank 1978.1, S. 343–350.
- Martin Gregor-Dellin: Nachwort. In: Frank 1979.1, S. 301–308.
- Martin Gregor-Dellin: Nachwort. In: Frank 1985.1. Seite 359–366.
- Konrad Paul: Nachwort. In: Frank 1982.1, S. 381–395.

### Bibliographie
Hinweis: Siehe auch Abschnitt Lexika.
- Quellen- und Literaturverzeichnis. In: Kirchner 2009, S. 383–405. – Umfangreichste und vollständigste Bibliographie zu Bruno Franks Leben und Werk.
- Liste der Einzelbeiträge (Auswahl). In: Heuer 1999.1, S. 251–253.
- Kommentierte Liste der Werke. In: Heuer 1999.1, S. 254–268.

- Günter Albrecht (Redaktion); Günther Dahlke (Redaktion): Internationale Bibliographie zur Geschichte der deutschen Literatur von den Anfängen bis zur Gegenwart, Teil 2, 2. Von 1789 bis zur Gegenwart. München-Pullach 1972, S. 242–243.
- Günter Albrecht (Redaktion); Günther Dahlke (Redaktion): Internationale Bibliographie zur Geschichte der deutschen Literatur von den Anfängen bis zur Gegenwart, Teil 4, 2. Zehnjahres-Ergänzungsband. München 1984, S. 456.
- Werner Baum: Bruno Frank. Bibliographie. In: Bibliographische Kalenderblätter der [Ost-]Berliner Stadtbibliothek Band 12, Juni 1970, Folge 6, S. 33–36.
- Penrith Goff: Handbuch der deutschen Literaturgeschichte, Abteilung 2, 10. Wilhelminisches Zeitalter. Bern 1970, S. 57.
- Martin Gregor-Dellin: Bibliographische Notizen. In: Frank 1979.1, S. 309.
- Mechthild Hahner (Redaktion): Deutsches Exilarchiv 1933–1945. Katalog der Bücher und Broschüren / Deutsche Bibliothek Frankfurt am Main. Stuttgart 1989, S. 151–153.
- Mechthild Hahner (Bearbeiterin): Deutsches Exilarchiv 1933–1945 und Sammlung Exil-Literatur 1933–1945. Katalog der Bücher und Broschüren / Deutsche Bibliothek, Leipzig, Frankfurt am Main, Berlin. Stuttgart 2003, S. 138–139.
- Frank, Bruno. In: Renate Heuer (Herausgeberin): Lexikon deutsch-jüdischer Autoren / Archiv Bibliographia Judaica, Band 7: Feis–Frey, München 1999, S. 250–268.
- Konrad Paul: Bruno Franks Erzählungen (Teilbibliographie). In: Frank 1982.1, S. 396–397.
- Spalek 1976.2, S. 36–41, 172–173.
- Bruno Frank. Cervantes. In: Werner 1987, S. 261–265.
- Gero von Wilpert; Adolf Gühring: Erstausgaben deutscher Dichtung: eine Bibliographie zur deutschen Literatur, 1600 – 1990. Stuttgart 1992, S. 427–428.

#### Allgemein
- In Memoriam: Bruno Frank, Roda Roda, Franz Werfel. In: Aufbau, 11. Jahrgang, Nummer 36, 7. September 1945, S. 48, archive.org
- In memoriam Bruno Frank. [Voranzeige zur Trauerfeier des Jewish Club of 1933 für Bruno Frank am 29. September 1945]. In: Aufbau, 11. Jahrgang, Nummer 37, 14. September 1945, S. 14, archive.org * T. Fasbender: Rotary im deutschen Sprachraum, online:.
- Immo Eberl; Helmut Marcon: 150 Jahre Promotion an der Wirtschaftswissenschaftlichen Fakultät der Universität Tübingen: Biographien der Doktoren, Ehrendoktoren und Habilitierten 1830 – 1980 (1984). Stuttgart 1984, Nummer 951 (Lothar Frank), Nummer 957 (Elisabeth Roth).
- Irene Ferchl: Erzählte Stadt: Stuttgarts literarische Orte. Tübingen 2015.
- Holger Gumprecht: „New Weimar“ unter Palmen. Deutsche Schriftsteller im Exil in Los Angeles. Berlin 1998, S. 133–137.
- Joachim Hahn: Friedhöfe in Stuttgart, Band 3: Pragfriedhof, israelitischer Teil. Stuttgart 1992, S. 69 (Sigismund Frank).
- Michael Hepp (Hrsg.): Die Ausbürgerung deutscher Staatsangehöriger 1933–45 nach den im Reichsanzeiger veröffentlichten Listen. 1. Listen in chronologischer Reihenfolge. München 1985, Liste 34, Nummer 7 und 8 (Bruno und Liesl Frank), Liste 114, Nummer 21–23 (Lina, Helmut und Ruth Frank).
- Harold von Hofe: Literature in exile: Bruno Frank. In: The German quarterly, Jahrgang 18, Heft 2, März 1945, S. 86–92.
- Harold von Hofe (Hrsg.): Lion Feuchtwanger; Arnold Zweig. Briefwechsel: 1933 - 1958, Band 1: 1933 - 1948. Berlin 1984.
- Harold von Hofe (Hrsg.): Lion Feuchtwanger; Arnold Zweig. Briefwechsel: 1933 - 1958, 2. 1949 - 1958. Berlin 1984.
- Heinrich Huesmann: Welttheater Reinhardt. Bauten, Spielstätten, Inszenierungen. München 1983, Nummer 1019, 1353, 1728, 1833, 1872, 1881, 2133, 2280, 2285, 2316.
- E. Bond Johnson: Der European Film Fund und die Exilschriftsteller in Hollywood. In: Spalek 1976, S. 135–146.
- Hans Kafka: „Alien Problem“-Abend im „Jewisch Club of 1933“. Ernennung von Bruno Frank und Thomas Mann zu Ehrenmitgliedern. In: Aufbau, 8. Jahrgang, Nummer 14, 3. April 1942, S. 19.
- Ferdinand Kahn; Thomas Mann, Lion Feuchtwanger: Ein Humanist. Thomas Mann und Lion Feuchtwanger über Bruno Frank. In: Aufbau, 11. Jahrgang, Nummer 41, 12. Oktober 1945, S. 18, archive.org[142]
- C. Mamlock: Die Wahrheit über Trenck. In: Berliner Tageblatt, 55. Jahrgang, Nr. 349, Morgenausgabe, 27. Juli 1926, S. 2–3, online:.
- The American Historical Society (Hrsg.): Encyclopedia of Massachusetts: Biographical – Genealogical. Volume 10. New York 1916, S. 335; archive.org
- Marta Mierendorff: German Jewish Club of 1933, Los Angeles, Ein vergessenes Kapitel der Emigration. Radio-Essay des Süddeutschen Rundfunks. Stuttgart 1966, online:.
- Hans-Bernhard Moeller: Exilautoren als Drehbuchautoren. In: Spalek 1976, S. 676–714, hier: 677, 678, 681, 697, 702, 706.
- Sylvia Schütz: Die Monacensia erwirbt den literarischen Nachlass von Liesl Fank-Mittler. München 2013, online: (PDF)
- Frank, Anthony M. In: Charles Moritz (Hrsg.): Current Biography Yearbook 1991, Band 52. New York 1991, S. 226–229.
- Jürgen Oelkers: Eros und Lichtgestalten: Die Gurus der Landerziehungsheime. In: Patrick Bühler (Hrsg.): Zur Inszenierungsgeschichte pädagogischer Erlöserfiguren. Bern 2013, S. 121–145, online: (PDF)
- Hanns Otto Roecker: Bruno Frank. Ein Gedächtnisblatt für einen im Exil Verstorbenen. In: Aussaat: Zeitschrift für Kunst und Wissenschaft, 1. Jahrgang, Heft 4, 1946, S. 27–29.[143]
- Joseph Victor von Scheffel: Venetianische Epistel. In: Joseph Victor von Scheffel; Johannes Franke (Hrsg.): Joseph Victor von Scheffels sämtliche Werke. Band 7: Episteln und Reisebilder. Erster Teil. Leipzig [1916], S. 192–220.
- Thomas Siedhoff: Das Neue Theater in Frankfurt am Main 1911–1935 : Versuch der systematischen Würdigung eines Theaterbetriebs. Frankfurt am Main 1985, Teil II, Nummer 215, 323, 456, 464, 606, 671, 697, 777, 783, 790, 835, 839.
- John M. Spalek (Hrsg.): Deutsche Exilliteratur seit 1933, Band 1: Kalifornien, Teil 1. Bern 1976.
- John M. Spalek (Hrsg.): Deutsche Exilliteratur seit 1933, Band 1: Kalifornien, Teil 2. Bern 1976.
- Testimony of Dr. Thomas Mann … and Dr. Bruno Frank ... In: Hearings before the Select Committee Investigating National Defense Migration. … Los Angeles and San Francisco Hearings. March 6, 7, and 12, 1942 ... Washington 1942, S. 11725–11733 archive.org
- Eckhard Ullrich: Hinweis auf einen Erfolgreichen: Bruno Frank. Online 2012:
- Eckhard Ullrich: Bruno Frank 13. 6. 1887 - 20. 6. 1945. Online 2015:
- Eckhard Ullrich: Bruno Frank: Zwölftausend. Online 2015:
- Franz Carl Weiskopf: Unter fremden Himmeln. Ein Abriß der deutschen Literatur im Exil 1933-1947. Berlin 1948.
- Maria Zelzer: Weg und Schicksal der Stuttgarter Juden. Ein Gedenkbuch. Stuttgart 1964, S. 34, 63, 74, 465 (Sigismund Frank, Lothar Frank, Bankhaus Gebr. Rosenfeld).

#### Thomas Mann und Familie
- Dirk Heißerer (Hrsg.): Thomas Manns „Villino“ in Feldafing am Starnberger See: 1919 – 1923; mit den Briefen Thomas Manns an Georg Martin Richter 1901 - 1942 und an Emma Bonn 1931 - 1935 sowie einem Brief von Golo Mann 1988. München 2001.
- Thomas Mann; Giuseppe Antonio Borgese; Albert Einstein; Bruno Frank; Carlo Sforza; Arturo Toscanini und Bruno Walter: [Telegramm an Präsident Theodore Roosevelt]. Pacific Palisades 1942.
- Thomas Mann: Gesammelte Werke: in zwölf Bänden, Band 11: Reden und Aufsätze 3. Frankfurt am Main 1960.
- Thomas Mann; Erika Mann (Herausgeberin): Thomas Mann. Briefe, Band 2: 1937–1947. Frankfurt am Main 1979.
- Thomas Mann; Agnes E. Meyer; Hans Rudolf Vaget (Hrsg.): Thomas Mann, Agnes E. Meyer, Briefwechsel: 1937–1955. Frankfurt am Main 1992.
- Thomas Mann; Peter de Mendelssohn (Hrsg.): Thomas Mann. Tagebücher 1918–1921. Frankfurt am Main 1979.
- Thomas Mann; Peter de Mendelssohn (Hrsg.): Thomas Mann. Tagebücher 1937–1939. Frankfurt am Main 1980.
- Thomas Mann; Inge Jens (Herausgeberin): Thomas Mann. Tagebücher 1944–1.4.1946. Frankfurt am Main 1986.
- Erika Mann; Klaus Mann: Escape to life: deutsche Kultur im Exil. München 1991, besonders: Seite 312–318, 382.[144]
- Golo Mann: Zum zwanzigsten Todestag Bruno Franks. In: Neue Rundschau, 76. Jahrgang, Heft 3, 1965, S. 533–535.
- Klaus Mann; Martin Gregor-Dellin (Hrsg.): Fast zu Hause. Bei Bruno Frank. In: Heute und morgen: Schriften zur Zeit. München 1969, S. 67–77.[145]
- Klaus Mann: Der Wendepunkt: ein Lebensbericht. Erweiterte deutsche Fassung der englischen Erstausgabe. München 1976.
- Peter de Mendelssohn: Der Zauberer: das Leben des deutschen Schriftstellers Thomas Mann, Band 1: 1. 1875–1918. Frankfurt am Main 1975.
- Peter de Mendelssohn; Albert von Schirnding (Hrsg.): Der Zauberer: das Leben des deutschen Schriftstellers Thomas Mann, Band 2: Jahre der Schwebe: 1919 und 1933; nachgelassene Kapitel; Gesamtregister. Fischer, Frankfurt am Main 1992.
- Anna Zanco Prestel (Herausgeberin): Erika Mann. Briefe und Antworten, Band 1: 1922–1950. München 1984.
- Anna Zanco Prestel (Herausgeberin): Erika Mann. Briefe und Antworten, Band 2: 1951–1969. München 1985.
- Günther Schwarberg: Es war einmal ein Zauberberg: Thomas Mann in Davos - eine Spurensuche. Göttingen 2001, S. 44–49.

#### Freunde und Bekannte
- Lois Banner: Marilyn: the passion and the paradox. London 2012, S. 146.
- Jörg M. Bossert: Vom Bosporus zum Werdenfelser Land: Versuch einer Biografie der Journalistin Nora Gräfin von Beroldingen Stuttgart 2006, besonders Seite 14–15.
- Wolfgang Büche (Hrsg.): Das andere Ich. Porträts 1900–1950. Halle 2003, S. 16–17 (Porträt Philipp Fischer von Weikersthal).
- Wilhelm Dieterle: Bruno Frank, der Europäer. [Nachruf auf Bruno Frank]. In: Aufbau, 11. Jahrgang, Nummer 27, 6. Juli 1945, S. 16, archive.org
- Marta Feuchtwanger: Marta Feuchtwanger. Nur eine Frau: Jahre, Tage, Stunden. München 1986.
- Alexander Moritz Frey: Hölle und Himmel. Mit einem Nachwort von Hans-Albert Walter. Neudruck der Ausgabe Zürich 1945, Hildesheim 1984, S. 224–228, 231–232 (Personifizierung Bruno Franks als Bruno Fork).
- Felix Guggenheim: Bruno Frank. [Nachruf auf Bruno Frank]. In: Aufbau, 11. Jahrgang, Nummer 27, 6. Juli 1945, S. 17, archive.org
- Ferdinand Kahn: Erinnerung. [Nachruf auf Bruno Frank]. In: Aufbau, 11. Jahrgang, Nummer 27, 6. Juli 1945, S. 16, archive.org
- Nora Winkler von Kapp: Mein Kindheitsfreund Bruno Frank. In: Hochlandbote für die Landkreise Garmisch-Partenkirchen, Miesbach, Schongau, Tölz und Weilheim, Beilage „Der Frauenspiegel“, 2. Jahrgang, Nummer 62, 2. August 1946, S. 7.
- Victor Klemperer: Man möchte immer weinen und lachen in einem: Revolutionstagebuch 1919. Mit einem Vorwort von Christopher Clark und einem historischen Essay von Wolfram Wette. Berlin 2015, S. 44–45, 53.
- Fritz H. Landshoff: Amsterdam, Keizersgracht 333, Querido Verlag: Erinnerungen eines Verlegers; mit Briefen und Dokumenten. Berlin 2001.
- Alma Mahler-Werfel: Mein Leben. Frankfurt am Main 1960, S. 355, 357.
- Ludwig Marcuse: Mein zwanzigstes Jahrhundert: auf dem Weg zu einer Autobiographie. München 1963, besonders: Seite 267–268.
- Erich von Mendelssohn: Tag und Nacht. Roman. Berlin 1914 (Personifizierung von Bruno Frank als Richard Gruber).
- Ted Schwarz: Marilyn Revealed: The Ambitious Life of an American Icon. Lanham (Maryland) 2009, S. 228.
- Wilhelm Speyer: Schwermut der Jahreszeiten. Erzählung. Berlin 1922 (Personifizierung Bruno Franks als Erwin Gast).
- Wilhelm von Sternburg: Lion Feuchtwanger: die Biographie. 1. Auflage, überarbeitete und erweiterte Neuausgabe der 1984 erstmals erschienenen Biographie „Lion Feuchtwanger, ein deutsches Schriftstellerleben von Wilhelm von Sternburg“. Berlin 2014.
- Salka Viertel: Das unbelehrbare Herz: Erinnerungen an ein Leben mit Künstlern des 20. Jahrhunderts. Frankfurt am Main 2011.
- Bruno Walter:  Thema und Variationen: Erinnerungen und Gedanken. Frankfurt am Main 1960, S. 367–368, 405, 439.
- Ulrich Weinzierl: Alfred Polgar: eine Biographie. Wien 2005.

### Archive
- Nachlass von Liesl Fank-Mittler, Monacensia, Literaturarchiv der Münchner Stadtbibliothek. Der Bestand enthält unter anderem:
  - BF F 60: 2 Fotoalben mit Aufnahmen von 48 Hunden, die den Hund Toni bei den Aufführungen von „Sturm im Wasserglas“ in verschiedenen deutschen Städten verkörperten.
  - BF M 2: 5 Gedichte von Bruno Frank für seine Frau Liesl Frank.
  - BF M 4: Schreibmaschinenmanuskript von Bruno Franks Schrift „Lüge als Staatsprinzip“ von 1939.
- Deutsches Literaturarchiv Marbach.
  - Walther Migge: Die Grossen und die Vergessenen: Gestalten der deutschen Literatur zwischen 1870 und 1933. Handschriften, Bildnisse, Drucke aus dem Literaturarchiv der Deutschen Schillergesellschaft. Sonderausstellung im Schiller-Nationalmuseum Marbach am Neckar, 1. August 1958 bis 15. Februar 1959. [Ausstellungskatalog]. Marbach am Neckar 1958, S. 23–24.
- Hauptstaatsarchiv Stuttgart.
  - M 457 Bd. 27, Kriegsstammrolle.
- Deutsches Rundfunkarchiv, Rundfunkauftritte von Bruno Frank.

## Werke digital
| 1. Lesebuch              | Lesebuch mit ausgewählten Auszügen aus Erzählungen und Novellen von Bruno Frank. |
| 2. Aufsätze              | Aufsätze von Bruno Frank (meist Essays und Rezensionen), die als Beiträge in Zeitschriften oder in Büchern veröffentlicht wurden. |
| 3. Erzählungen           | Alle Erzählungen von Bruno Frank, die in Sammelbänden und als Einzelbeiträge veröffentlicht wurden, außer die Erzählungen um Friedrich den Großen. |
| 4. Gedichte              | Sammlung der etwa 300 Gedichte, die Bruno Frank in Gedichtbänden und in Einzelbeiträgen veröffentlicht hat. Nicht enthalten sind die unveröffentlichten Gedichte, die im Nachlass von Liesl Frank-Mittler im Literaturarchiv der Münchner Stadtbibliothek (Monacensia) verwahrt werden.                                                                          |
| 5. Friedrich-Erzählungen | Bruno Franks Erzählungen um Friedrich den Großen. Die Sammlung enthält den Erzählzyklus „Tage des Königs“ und den Roman „Trenck. Roman eines Günstlings“ sowie zwei Zeitschriftenartikel, die sich auf den Roman „Trenck“ beziehen. |
| 6. Friedrich-Dokumente   | Bruno Franks Dokumentation „Friedrich der Große als Mensch im Spiegel seiner Briefe, seiner Schriften, zeitgenössischer Berichte und Anekdoten“ (Frank 1926.2). |
| 7. Dissertation          | Bruno Franks Dissertation „Gustav Pfizers Dichtungen“ (Frank 1912.2). |
| 8. Streitschrift         | Bruno Franks Streitschrift „Lüge als Staatsprinzip“ (Frank 1939.1). |
| 9. Romane                | Frank 1909.1: Die Nachtwache. Frank 1915.1: Die Fürstin. Frank 1934.1: bis Seite 200, ab Seite 201: Cervantes. Frank 1937.1: Der Reisepaß. Frank 1943.2: Die Tochter. |
| 10. Schauspiel           | Frank 1916.2: Die treue Magd. Frank 1918.1: Bibikoff. Frank 1918.2: Die Schwestern und der Fremde. Frank 1919.2: Die Trösterin. Frank 1921.2: Das Weib auf dem Tiere. Frank 1927.2: Zwölftausend. Frank 1929.2: Perlenkomödie. Frank 1930.5: Sturm im Wasserglas. Frank 1931.1: Nina. Frank 1932.1: Der General und das Gold. Frank 1940.1: Die verbotene Stadt. |